# Puebla
Puebla ( escuchar), oficialmente el Estado Libre y Soberano de Puebla, es uno de los treinta y un estados que, junto con la Ciudad de México, conforman México; ubicado en el altiplano central de México, su capital y ciudad más grande es Puebla de Zaragoza. Políticamente es un estado autónomo, democrático y laico, compuesto por doscientos diecisiete municipios.
El territorio poblano tiene una superficie de 34 251 km², por lo que es el vigésimo primer estado más extenso de México, limitando al norte con Tlaxcala e Hidalgo, al noreste con Veracruz, al sur con Oaxaca, al suroeste con Guerrero y al oeste con Morelos y el estado de México. 
Puebla es el quinto estado más poblado del país con una población estimada de 6,168,883 habitantes en 2015, por detrás del Estado de México, Veracruz, Jalisco y Ciudad de México y con 168.56 hab/km² es el sexto más densamente poblado, por detrás del Estado de México, Morelos, Tlaxcala, Aguascalientes y Guanajuato. La mayoría de los habitantes tiene como lengua materna el español, al que el país reconoce como lengua nacional junto a 67 lenguas indígenas propias de la nación, si bien en el país se hablan alrededor de 287 variedades lingüísticas.
La presencia humana en Puebla se remonta a 32 000 años antes del presente. Como fruto de miles de años de desarrollo cultural surgieron en el territorio poblano varias de las culturas mesoamericanas. El actual territorio de Puebla fue uno de los principales escenarios de las culturas prehispánicas como la mexica, tolteca, olmeca, totonaca, nahua, mixteca, zapoteca y otomí, entre otras. Durante 300 años, la totalidad del actual territorio formó parte del Virreinato de Nueva España, siendo una de las regiones más importantes del Virreinato en el Imperio Español. 
Según la Secretaría de Turismo (México), Puebla es el principal destino turístico sin playa de México. Esto se debe en gran medida a la promoción turística realizada por el gobierno del estado desde 2012, fomentando el turismo religioso, de negocios, cultural, de aventura, extremo, gastronómico y ecoturismo que ofrece la entidad así como la promoción de sus 9 pueblos mágicos y sus 3 sitios declarados Patrimonio de la Humanidad por la Unesco.
En términos económicos, por Producto interno bruto (PIB) es la octava economía nacional, y es el cuarto lugar nacional en facilidad para hacer negocios según el Doing Business 2016. Según el informe Índice del Desarrollo Humano (IDH) de la ONU, tiene un Índice de desarrollo humano alto de 0.774, y ocupa el lugar 29.º en el país. 
El estado de Puebla ha sido de gran importancia en la historia de México. Dentro de él se han hallado los restos más antiguos del cultivo de maíz y camote en la región de Tehuacán; fue el escenario de ciudades prehispánicas tan importantes como Cantona y Cholula. Durante la época virreinal, la ciudad de Puebla llegó a ser la segunda ciudad en importancia de la Nueva España, gracias a su ubicación estratégica entre la Ciudad de México y el puerto de Veracruz. Como estado de México fue fundado el 21 de diciembre de 1823.
A finales del siglo XIX, el estado fue uno de los primeros en industrializarse, gracias a la introducción de telares mecánicos que favorecieron el desarrollo de las actividades textiles. A pesar de todo ello, en fechas más recientes, municipios de las regiones Mixteca, de la Sierra Norte y de la Sierra Negra se han convertido en expulsores netos de población, cuyos destinos principales son la Ciudad de México y desde hace dos décadas los Estados Unidos.

## Toponimia
El nombre del estado proviene del nombre de la capital del estado, la ciudad de Puebla. Los historiadores tienen dos versiones sobre el origen del nombre de la ciudad, ambas con evidencia documental. Según la primera versión, el nombre proviene de las cartas puebla, con las que los monarcas españoles daban permiso a los conquistadores para fundar nuevas ciudades. La segunda versión, más probable, dice que el nombre proviene del nombre del sacerdote franciscano Juan de la Puebla, quien en España estaba involucrado en la selección de misioneros que acompañaron a los conquistadores que fundaron la ciudad.

## Historia

### Puebla en la época prehispánica
Puebla de Zaragoza, situada a la porción central y media del valle poblano sobre 2200 metros de altitud, es el centro de una de las regiones de clima cálido, templado, con asentamientos humanos muy antiguos en los que hoy es el territorio mexicano. El área donde se encuentra la ciudad posee diferentes eminencias topográficas que la limitan en tres de cuatro extremos. Al norte se localiza el Acueyametepec, hoy conocido como Loreto y Guadalupe; al este el cerro de Amalucan y, más hacia el sur, el Tepozúchil, que marcan el extremo oeste de Tepeaca, seguido de los cerros de La Calera, Las Navajas y finalmente El Chiquihuite. Al oeste el cerro de San Juan Centepec, al extremo sur, en suave pendiente. Se abre el valle de Atlixco y Valsequillo.
El valle de Tehuacán, que se caracteriza por ser una región seca y con pocos recursos para la supervivencia humana, fue en los más antiguos tiempos de la ocupación humana en Puebla uno de los sitios más importantes. Durante la etapa lítica, que comienza con la llegada del hombre a México (alrededor del año 30 000 a. C.) y concluye hacia el 7000 a. C., con los primeros indicios de agricultura, el valle de Tehuacán fue el escenario del desarrollo de un grupo humano que con el tiempo habría de convertirse en uno de los primeros cultivadores del maíz en Mesoamérica. Los indicios más antiguos de la presencia humana en Puebla provienen de El Riego, fechados con carbono 14 en el año 20 000 a. C. Los ocupantes de El Riego empleaban una tecnología lítica muy simple, en la que la falta de puntas de proyectil es característica. Las herramientas estaban orientadas a la actividad recolectora y el procesamiento de vegetales, así como el aprovechamiento de pequeñas especies animales.

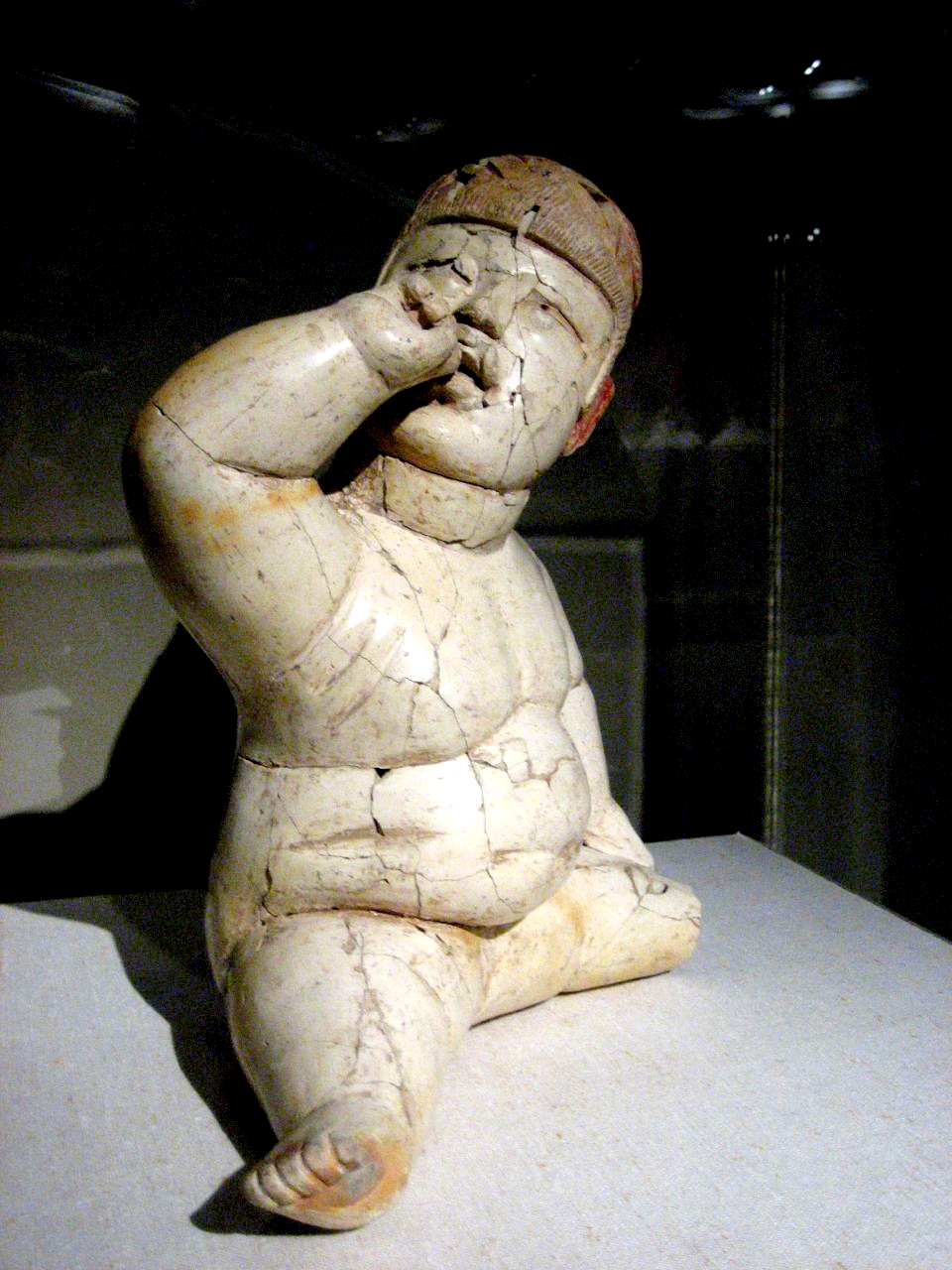
Figurilla olmeca de Las Bocas

Durante los siguientes horizontes de la etapa lítica, en el cenolítico y el protoneolítico, tuvo lugar en la región de Tehuacán el desarrollo de la agricultura del maíz. Recientes investigaciones han puesto en duda que la domesticación de este cereal haya tenido lugar en México, y apuntan a que se trata de un cultivo de los Andes peruanos. Si esto es cierto, se puede decir que los ocupantes del valle de Tehuacán tuvieron muy tempranos contactos con Sudamérica. De lo contrario, la región seguiría siendo el sitio donde se han encontrado los restos más antiguos de la agricultura del maíz, fechados entre el año 6500 a. C. y 2500 a. C. Los vestigios hallados son pequeños jilotes (canutos de maíz) fosilizados encontrados en varias cuevas de las sierras que rodean Tehuacán, así como herramientas de piedra asociadas a su procesamiento, como el metate. Los sitios en donde se han encontrado estas evidencias conforman lo que se denomina "Complejo Coxcatlán", que es el nombre de su sitio más representativo.
Durante el período Preclásico Temprano, el valle de Tehuacán también fue uno de los escenarios donde primero se desarrolló la cerámica mesoamericana. La cerámica es tomada por los arqueólogos que estudian Mesoamérica como un rasgo definitorio de la vida sedentaria. Quizá el más antiguo de todos los asentamientos humanos en México es Ajalpan, también en el valle de Tehuacán, donde se ha encontrado una estructura circular de piedra, fechada en el año 3000 a. C. En este sitio también se descubrieron restos de tecomates (recipientes de barro con forma casi esférica) que han sido fechados en el año 2300 a. C., unos ciento cincuenta años más tarde que la primera cerámica de Puerto Marqués, en la costa de Guerrero. Hacia el final de esta primera parte del Preclásico, Tehuacán pasaría a convertirse en una región periférica del área Centro de México. En lo que hoy es el territorio poblano, el valle de Puebla-Tlaxcala se convirtió entonces en una región de suma importancia, siempre ligada con las grandes ciudades del valle de México.

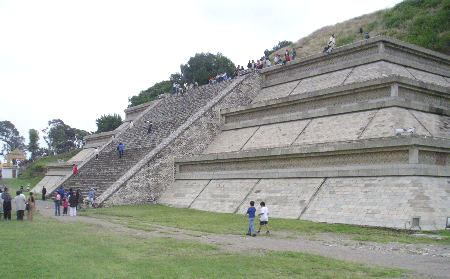
Pirámide de Chiconquiáhuitl en Cholula.

Hacia el siglo XII a. C., en el valle de Puebla surgió un complejo de poblaciones agrícolas que estaban integradas en una amplia red de intercambio comercial dominada por los olmecas. Entre estas estaban Amalucan, Totimehuacan, Las Bocas y Cholula. Esta última se habría de convertir con el tiempo en la protagonista de la historia precolombina de la cuenca alta del Río Atoyac. Durante el período Clásico fue una importante aliada de Teotihuacán, y al declive de ésta, Cholula vivió una de sus épocas de mayor apogeo. Competía por aquel tiempo con Cantona, una ciudad localizada en el valle de Oriental. Mientras tanto, en el sur, Acatlán se convertía en uno de los centros más importantes de la cultura Ñuiñe, dedicado al comercio de la cochinilla y otros productos de la Mixteca Baja. Cerca del siglo VII, en la sierra Norte de Puebla floreció Yohualichán, una ciudad relacionada con la cultura totonaca de El Tajín, a la que su arquitectura imita.

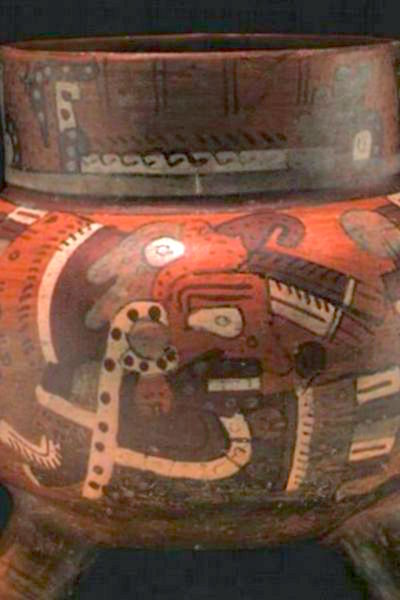
Vasija tipo códice, procedente de la Mixteca Poblana.

A la caída de Teotihuacán, ocurrida en el siglo VIII d. C., la región del valle de Puebla vio una de las épocas de mayor esplendor de Cholula, la vieja ciudad de Quetzalcóatl. Sin embargo, esta ciudad, que llegó a ser una de las más grandes de Mesoamérica fue abandonada por la mayor parte de sus pobladores. En cambio, en la Sierra Madre Oriental, Cantona tomaba el relevo como una de las grandes ciudades del epiclásico mesoamericano. Cantona competía con El Tajín y sus estados satélite (como la misma Yohualichán) por el control de las rutas comerciales del golfo de México. Hacia el siglo X de nuestra era, Cantona declinó como la mayor parte de los centros regionales del epiclásico. Un siglo más tarde, los migrantes chichimecas que venían del norte poblaron nuevamente Cholula.
Durante este nuevo período de ocupación humana, Cholula se convirtió nuevamente en una de las ciudades más importantes de Mesoamérica. Por ello, recibió el nombre de Tollan-Chollollan, que la elevaba al mismo rango que tuvieron la Tula histórica y Teotihuacán. Según algunas interpretaciones del códice Nuttall, Cholula pudo ser la gran aliada nahua del señor Ocho Venado, el señor mixteco que en el siglo XI emprendió una campaña de conquistas en el Mixtecapan. Aunque no fue independiente de los grandes centros de poder del valle de México, Cholula ocupó un papel muy importante en la política del período Posclásico de Mesoamérica. Fue una aliada importante de los mexicas en el valle de Puebla-Tlaxcala, lo mismo que Huejotzingo. Por ello, cuando los españoles llegaron a México, Cholula fue el escenario de una masacre perpetrada por los recién llegados y sus aliados tlaxcaltecas y zempoaltecas.

### Conquista

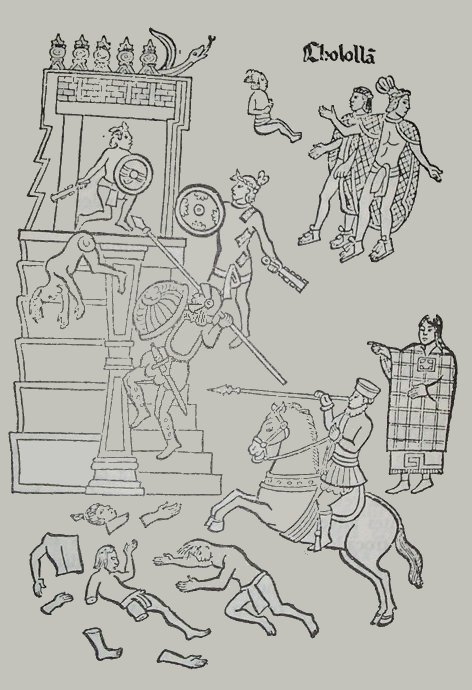
La Matanza de Cholula, de acuerdo con el Lienzo de Tlaxcala.

Los españoles llegaron a las costas del Golfo de México en 1519. La condición de sometimiento de varios pueblos indígenas de Mesoamérica al poder del Estado mexicano propició el establecimiento de varias alianzas entre los recién llegados y los nativos. Los totonacas de Cempoala (actualmente en Veracruz) fueron uno de los primeros pueblos en aliarse a los españoles, viendo en ellos una posibilidad de liberarse del dominio de la Triple Alianza. A partir de ahí, los españoles penetraron hacia el Altiplano a través de la Sierra Norte de Puebla, siendo los primeros europeos que la cruzaron, haciendo paradas en Zautla e Ixtacamaxtitlán, para llegar al valle de Puebla-Tlaxcala, donde los tlaxcaltecas usaron a los otomíes de Tecóac como una primera línea de defensa. Viendo que los otomíes fueron incapaces de detener el avance de los españoles y sus aliados de la costa norte del Golfo, los gobernantes de la República de Tlaxcala decidieron aliarse a los recién llegados, también como un medio de deshacerse del yugo mexica.
El 18 de octubre, los españoles y sus aliados indígenas atacaron la ciudad de Cholula. Los tlaxcaltecas pretextaban que esta intervención fue en respuesta al asesinato de un enviado suyo a la ciudad, para pedirles que se unieran a ellos y a los españoles. Sin embargo, las versiones recogidas por otros textos de autoría no tlaxcalteca apuntan a que fueron éstos los que azuzaron a los españoles contra Cholula y Huejotzinco, a los que consideraban aliados de los tenochcas y por tanto, enemigos de los tlaxcaltecas.
Los españoles avanzaron por el valle Poblano-Tlaxcalteca con rumbo al poniente por la región de Huexotzinco, de donde llegaron al punto que se conoce en la actualidad como Paso de Cortés, en la Sierra Nevada. De ahí siguieron México-Tenochtitlan, de donde fueron expulsados por Cuitláhuac el 30 de junio de 1520. Ayudados por los indígenas, los invasores se refugiaron en Tlaxcala desde donde atacaron algunas poblaciones con presencia mexica o aliadas a Tenochtitlan, entre ellas Huexotzinco, Tepeaca, Itzocan y Cuauhquechollan. En Tepeaca, Cortés estableció una población española, y el poblado indígena tomó el nombre de "Segura de la Frontera" en 1520. Posteriormente, los habitantes de estos pueblos terminarían por aliarse a los españoles en la campaña final contra los mexicas y en otras campañas de conquista. Por ejemplo, la gente de Cuauhquechollan acompañó a Pedro de Alvarado en su travesía a Guatemala.

### Virreinato

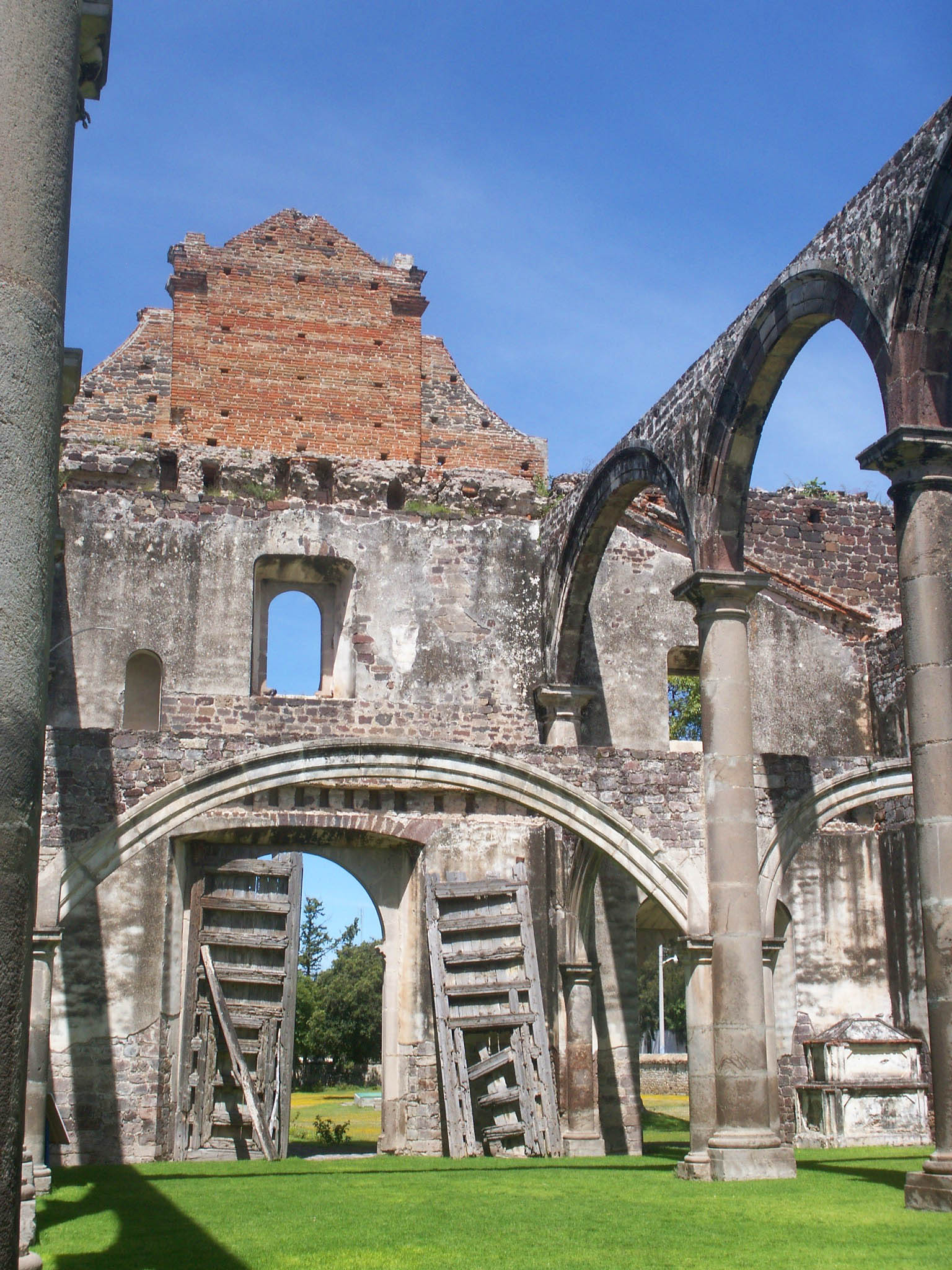
Ruinas del convento franciscano de Tecali de Herrera, construido en el.

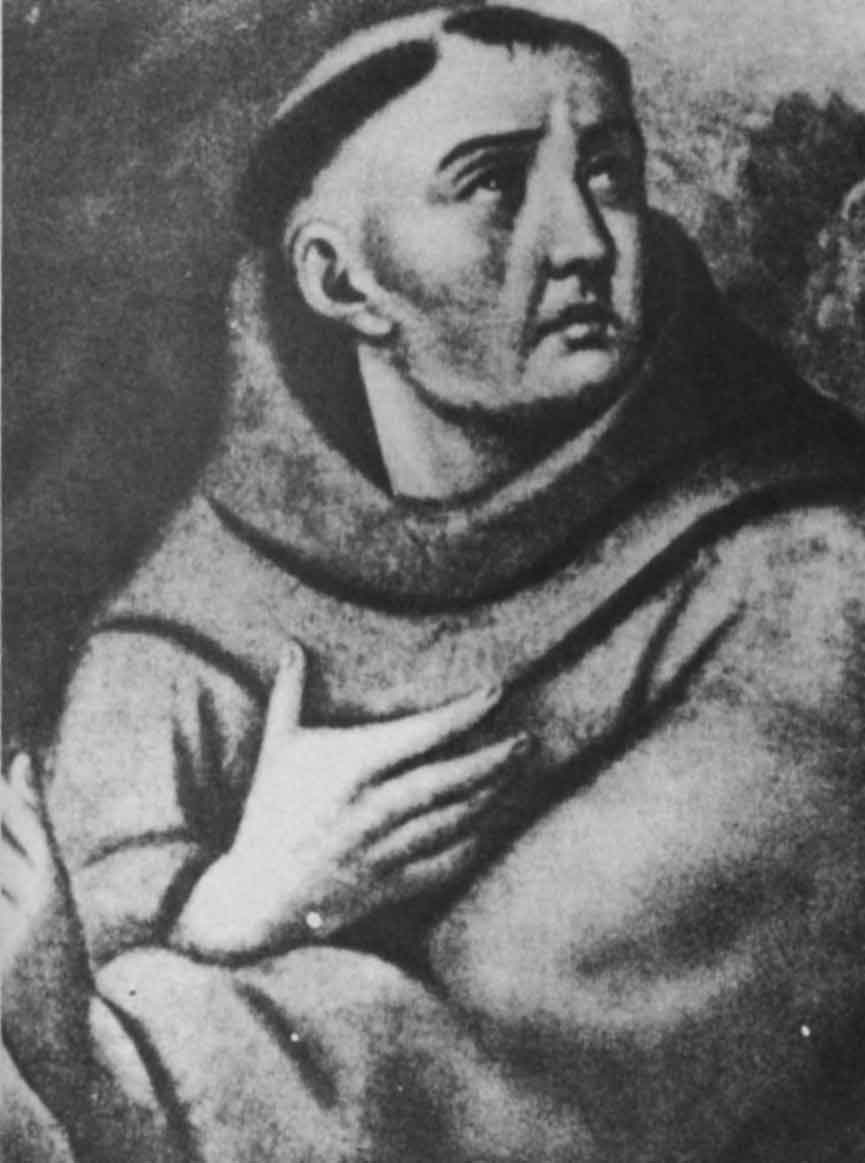
Motolinía. Es probable que fuera el propio guardián de Tlaxcala quien realizara el trazo de la ciudad de Puebla, atribuido legendariamente a los ángeles.

De modo alterno a la conquista militar española, en Nueva España se realizó una activa cristianización de los pueblos nativos. De hecho, una de las razones que sirvieron para justificar la ocupación española de América fue la expansión de la religión cristiana entre los nativos. En el territorio de Puebla penetraron primero los franciscanos, que acompañaron a los expedicionarios españoles en Nueva España durante los primeros años después de la caída de Tenochtitlan. Los franciscanos construyeron establecimientos conventuales especialmente en el centro de la provincia de Puebla, en poblaciones como Tecamachalco, Tepeaca, Tecali, Quecholac, Cholula, Huaquechula, Zacatlán (Sierra Norte) y Tehuacán. Los dominicos se establecieron principalmente en el sur del estado —Izúcar, Tepexi, Huehuetlán— y los agustinos en el norte —Xicotepec— y suroeste de la provincia —Tlapa, Chiautla, Chietla—.
Después de consumada la conquista española de México-Tenochtitlan, en el territorio de Puebla tuvo lugar el repartimiento de dominios para los españoles y la asignación de encomiendas de indios a quienes participaron en la Conquista. Pero dados los privilegios que se concedieron a Tlaxcala, las poblaciones de la región del valle Poblano-Tlaxcalteca fueron protegidas por un estatuto especial de autogobierno indígena, por lo menos nominal. De acuerdo con lo convenido, las poblaciones tlaxcaltecas quedaron libres, y se pusieron restricciones al establecimiento de españoles en esas regiones, aunque ello no impidió que de hecho hubiese españoles que acosaran a los tlaxcaltecas obligándolos a trabajar para los conquistadores. Ante la situación de las relaciones tensas entre españoles e indígenas que privaba en el valle, la Segunda Audiencia de la Nueva España concedió el permiso para poblar la región de Tlaxcala con españoles. La nueva población española, fundada como Puebla de los Ángeles el 16 de abril de 1531 en 1531, se estableció en una región que, de acuerdo con la leyenda, fue señalado por los ángeles a Julián Garcés, obispo de Tlaxcala. Sin embargo, es posible que fueran los franciscanos de Tlaxcala, entre ellos Toribio de Benavente —conocido como Motolinía, que en náhuatl quiere decir El que se aflige— los que eligieron el sitio donde se levantó la nueva población española.
La posición estratégica de Puebla entre el valle de México y la costa del golfo de México jugó un papel importante en el desarrollo de la historia virreinal poblana. La ciudad de Puebla se convirtió en paso obligado del comercio entre la capital novohispana y el puerto de Veracruz; este último era el punto por el que se realizaba el mayor tráfico comercial entre la Nueva España y su metrópoli. De acuerdo con los reportes enviados por el oidor especial, Juan Salmerón, la nueva población estaba prosperando rápidamente, atrayendo también pobladores indígenas y a una buena parte de los recién llegados al virreinato. El éxito de Puebla implicó enfrentamientos con los encomenderos, que veían amenazados futuros repartimientos de tierras y mano de obra indígena. El éxito de la población fue argumento para solicitar al rey de España la abolición de alcabalas, la creación de una encomienda municipal con el pueblo de Totimehuacan, el traslado del obispado de Tlaxcala a Puebla y la creación de una audiencia provincial. Sin embargo, una inundación acabó con la primera fundación de Puebla a orillas del río San Francisco, por lo que se hizo necesario trasladarla a otro sitio más seguro. El traslado de la población no la privó de los privilegios que había obtenido —como la prestación de trabajo por parte de los indígenas del valle de Puebla-Tlaxcala—. En 1532 fue expedida la cédula que elevaba a Puebla a la categoría de ciudad, aunque el documento llegó a la Angelópolis hasta 1533, quizá retenido por las autoridades virreinales en la capital. En ese año la Audiencia nombró un corregidor para Puebla, Tlaxcala y Cholula que sesionaría con un cabildo propio. En julio de 1533, el cabildo de México presentó una queja contra la ciudad de Puebla ante el Consejo de Indias, argumentando que Puebla explotaba a los aliados españoles en la conquista de México —los tlaxcaltecas— y privaba a la capital de los tributos que le debían rendir los indígenas de la región. La demanda exigía concluir con los privilegios para Puebla, lo que ocurrió un año más tarde.
Los fértiles valles de la provincia de Puebla —como Atlixco, Puebla-Tlaxcala e Izúcar— se convirtieron en productores de buena parte de los cereales y otros insumos del campo que se destinaban al consumo de la Ciudad de México y la Angelópolis. La prosperidad de la ciudad de Puebla favoreció la rápida urbanización de esa localidad, que fue embellecida con grandes construcciones civiles y religiosas.
Hacia el siglo XVIII, Puebla era reconocida por la calidad de su trigo y harina. Cientos de molinos se habían establecido en las riberas del Atoyac, y los excedentes de la producción se exportaban a las Antillas y Centroamérica. La cría del ganado lanar coadyuvó al desarrollo de la industria textil, cuya producción era consumida por numerosos obrajes que se convirtieron en pilares de la economía de Nueva España. Otras industrias se desarrollaron paralelamente, como la de las telas de algodón, jabón, sombreros, talabartería, objetos de cobre y hierro y sobre todo, su famosa y reputada cerámica de talavera poblana; industrias que persisten hasta la fecha.

### La Guerra de Independencia en la intendencia de Puebla
Al iniciarse la guerra de Independencia de México, la intendencia de Puebla se mostró como una de las más leales al gobierno español. El intendente Manuel de Flon, conde de la Cadena, fue llamado para reforzar al ejército realista en la batalla del Monte de las Cruces, donde los insurgentes al mando de Miguel Hidalgo y Costilla derrotaron a los españoles aunque no avanzaron finalmente sobre la capital novohispana. Las tropas de Flon, en compañía de Calleja acosaron a las tropas insurgentes hasta Guadalajara, propinándoles una serie de derrotas que luego terminaron la primera etapa de la guerra. Sin embargo, en la Batalla del Puente de Calderón el intendente de Puebla resultó muerto en combate. El alto clero poblano también se mostraba favorable a la causa realista, incluso, el obispo González del Campillo llegó a acusar a Hidalgo de formar parte de una conspiración francesa para poner a los reinos españoles bajo el dominio de Napoleón.

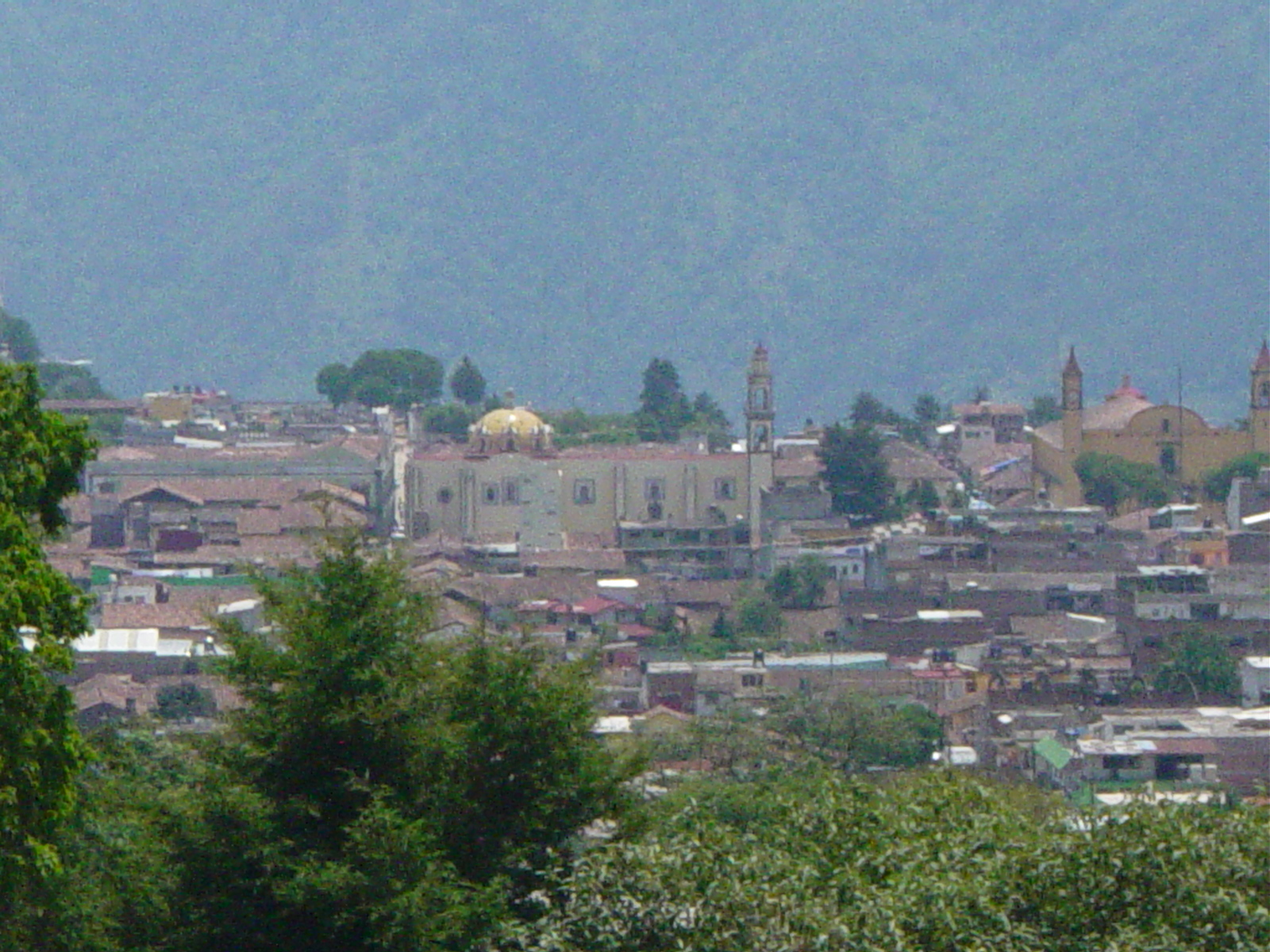
Zacatlán Ahí se estableció el "gobierno provisional" de Osorno.

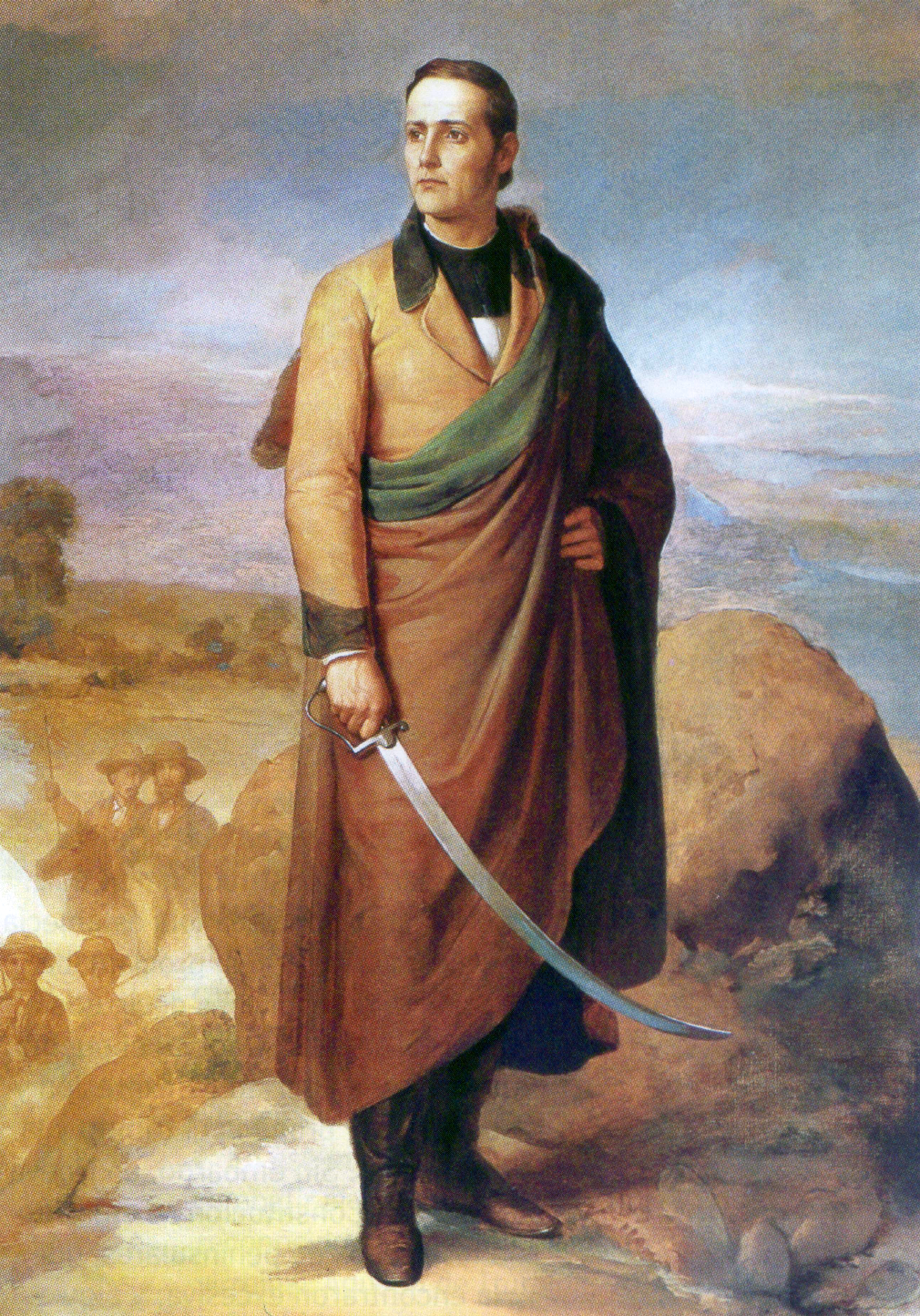
Mariano Matamoros fue uno de los insurgentes más activos en el territorio poblano durante la época de organización de la guerra independentista mexicana.

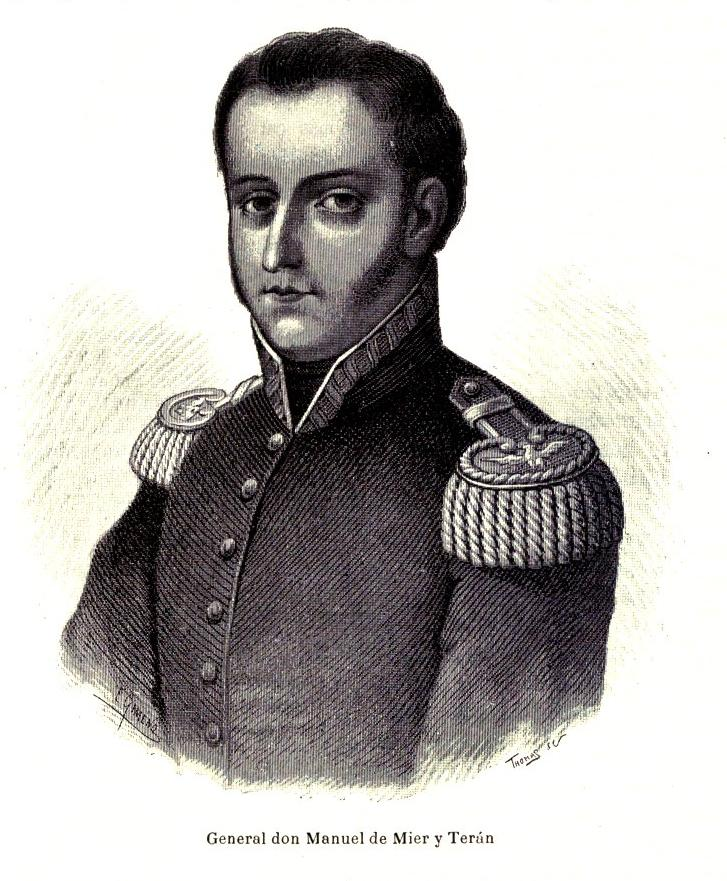
Manuel Mier y Terán defendió al Congreso de Anáhuac en Tehuacán, donde se refugiaron después de la captura de Morelos en Tezmalaca.

Tras el fusilamiento de los primeros jefes insurgentes en 1811, en Puebla se fortalecieron los incipientes brotes rebeldes que habían surgido en la Sierra Norte. En esta zona, la rebelión se fortaleció al mando de José Francisco Osorno. También se mostraban afines a los independentistas la región de Izúcar y Tehuacán, y, especialmente, en Tlapa, en el sur de la intendencia, donde los rebeldes se pusieron bajo las órdenes de José María Morelos y Pavón. Las negociaciones emprendidas por el gobierno virreinal a través del obispo de Puebla en 1811 resultaron un fracaso, puesto que la Junta de Zitácuaro se negó a recibir el indulto, lo mismo que Morelos cuando se entrevistó con un enviado de González de Campillo en Tlapa. Mientras tanto, en el norte, Osorno había establecido un gobierno provisional en Zacatlán. Los insurgentes de la Sierra Norte se apoderaron en lo sucesivo de una importante zona del norte de Veracruz, así como del norte de la intendencia de México, incluyendo posiciones tan importantes como Tulancingo, Real del Monte y Pachuca. Con los recursos tomados de las minas de la región, Osorno financió la creación de regimientos en Huamantla y San Juan de los Llanos. 
En el sur, Izúcar recibía a Morelos en diciembre de 1811, al tiempo que el avance de Valerio Trujano en la Mixteca poblana formaba un corredor insurgente entre el valle de Izúcar y el valle de Tehuacán. El 23 de febrero de 1812, el realista Ciríaco del Llano sitió Izúcar, aunque no pudo tomar la plaza y tuvo que acudir a apoyar a Calleja y las tropas que sitiaban en Cuautla a los insurgentes. Tras su victoria en Cuautla el 2 de mayo de 1812, Morelos y sus tropas se dirigieron a Izúcar. Al mando de 2000 soldados quedó Mariano Matamoros en esta población, mientras que Morelos y el resto del Ejército Insurgente se dirigieron a Tehuacán —que había sido tomada el 3 de mayo de 1812 por los independentistas encabezados por el cura de Tlacotepec, José María Sánchez—, apoyados por Trujano que controlaba la Mixteca. Mientras tanto, la ciudad de Puebla era asolada por una epidemia. Esta situación de emergencia obligó a la intendencia y al ayuntamiento de la ciudad a tomar algunas medidas, incluidas la construcción de un hospital y la del Fuerte de Loreto, ante la posibilidad de un ataque de los insurgentes, que para ese año se encontraban en plazas cercanas como Atlixco y Tepeaca, además de controlar el norte de la intendencia. En el oriente, la victoria de Nicolás Bravo en San Agustín del Palmar el 12 de agosto de 1812 ponía nuevamente a las autoridades de la ciudad de Puebla en alerta, puesto que esta victoria insurgente cortaba el paso entre la Angelópolis y el puerto de Veracruz. 
En noviembre de 1812, Morelos abandonó Tehuacán para dirigirse a la ciudad de Oaxaca, ciudad que tomó a final de ese año. Al iniciar 1813, se le unió en Oaxaca el general Matamoros procedente desde Izúcar. En abril de ese mismo año, Morelos y su tropa atravesaron el sur de las intendencias de Oaxaca, Puebla y México para dirigirse a Acapulco, que fue rendida por completo del 20 de agosto de 1813 con la rendición del Fuerte de San Diego. En el norte de la intendencia, Osorno derrotó a los realistas en Zacatlán, de modo que los insurgentes cercaron la segunda ciudad de la Nueva España por el norte, el oriente y el sur. Tras la celebración del Congreso de Chilpancingo en el sur de la intendencia de México, los insurgentes sufrieron una serie de derrotas que los llevaron a perder varias de sus posiciones más importantes. 
En el territorio poblano, el enfrentamiento entre Juan Nepomuceno Rosáins (comandante de Tehuacán) e Ignacio López Rayón (aliado de los rebeldes de Zacatlán) favoreció algunas victorias realistas en la intendencia, entre ellas, la toma de Tehuacán y de Zacatlán, aunque esta última ciudad sería recuperada por Osorno poco tiempo después. Las divisiones de los insurgentes poblanos y la derrota de Miguel Negrete, uno de los principales jefes de la insurgencia en Puebla, fueron los hechos que marcaron el año de 1814 para los independentistas poblanos. En ese mismo año fue promulgada la Constitución de Apatzingán, ya con el Congreso de Chilpancingo en fuga ante la persecución realista. En su huida, Morelos condujo a los miembros del congreso a Uruapan (Michoacán) y en septiembre de 1815 intentó llevarlo a Tehuacán (Puebla), aunque fue capturado en Tezmalaca y fusilado el 22 de diciembre de 1815 en San Cristóbal Ecatepec (México). Los miembros del Congreso llegaron a Tehuacán, donde fueron recibidos por Manuel Mier y Terán. Sin embargo, las diferencias entre los diputados y el general Mier y Terán facilitaron la derrota de la insurgencia en esa plaza. El congreso fue disuelto a propuesta de Mier y Terán el 15 de diciembre de 1815.
Después de ese episodio, Mier y Terán propuso que se eligiera un nuevo cuerpo de gobierno, pero salvo José Francisco Osorno, ninguno de los otros jefes insurgentes apoyó la propuesta. En 1816, el norte de Puebla fue recuperado por los realistas que encabezaba Manuel Concha. Zacatlán fue ocupada por los españoles el 20 de agosto, con ayuda de numerosos insurgentes que pasaron al bando contrario. Osorno huyó a Tehuacán, que por esos días también enfrentaba el acoso de los españoles. En diciembre, la población fue sitiada por los españoles. El 19 de enero de 1817, Mier y Terán entró en negociaciones con el gobierno virreinal. Tras asegurar amnistía para los participantes en el conflicto, incluyendo a los realistas que pasaron a la insurgencia durante el sitio, Mier y Terán rindió la plaza de Cerro Colorado el 21 de enero.
Con la rendición de los insurgentes en Tehuacán y Zacatlán, el movimiento insurgente quedó prácticamente extinguido en la intendencia de Puebla, tal como escribió Ciriaco del Llano en febrero de 1817. Sin embargo, la restauración de la Constitución de Cádiz en 1820 generó un panorama de inestabilidad política. El obispo Antonio Joaquín Pérez —que como diputado a las Cortes por la intendencia de Puebla había apoyado la revolución de los persas en 1815— se pronunciaba a favor del gobierno liberal, pero la Iglesia en realidad estaba considerando la posibilidad de apoyar la restauración del absolutismo. La elección de las diputaciones provinciales fue motivo de disgusto para la intendencia de Puebla, que fue incorporada a la diputación de México. El ayuntamiento de la Angelópolis presionó para que se estableciera una diputación poblana y un consulado comercial en la ciudad, pero fue reprimido por el intendente Del Llano.

### Creación del estado de Puebla
La evolución territorial de Puebla es un proceso por el que se han ido definiendo las fronteras de ese estado mexicano. Sus antecedentes se remontan a la época virreinal, cuando se fundó la ciudad de Puebla y posteriormente se creó la provincia del mismo nombre. Durante la época de las reformas borbónicas a la organización de los dominios americanos, la provincia de Puebla se convirtió en la intendencia del mismo nombre. El reglamento provisional del primer Imperio Mexicano, que adquirió su independencia en 1821, dispuso que las antiguas intendencias del virreinato se erigieran en provincias con el mismo territorio que habían tenido durante la época virreinal. Durante los meses de 1823 que transcurrieron entre la caída del Imperio y el establecimiento de la República ocurrió un debate sobre la forma de gobierno que adoptaría el país. Antes de que fuera aprobado por el Congreso Constituyente, Puebla adoptó un gobierno autónomo como estado libre el 23 de diciembre de 1823.

### SigloXX
A principios del siglo XX, en Puebla, la lucha armada fue protagonizada por una familia que simpatizaba con los ideales de Francisco I. Madero, incluidos en el Club Anti-rreeleccionista, que para aquel entonces abanderaba la candidatura opositora al régimen de Porfirio Díaz, que después de 30 años, concretó gracias al fraude electoral y de obstaculizar la campaña presidencial de Madero, su séptima reelección. Aquella familia era la de los hermanos Serdán, el papel que jugaron los hermanos Serdán fue determinante para el inicio de la lucha armada en la región y el país. El régimen porfirista crea un ambiente de desigualdad social, debido a ello los Hermanos Aquiles, Carmen y Máximo Serdán son los primeros partícipes de la conspiración en contra de este gobierno. El 19 de julio de 1909, se llevó a cabo la primera reunión del Club Anti-rreeleccista, por lo que el gobierno estatal sigue muy de cerca los pasos de la familia, e inicia las acciones para buscar armas y a los rebeldes en entorno al domicilio de la familia, ubicada en la calle 6 oriente del centro de la ciudad de Puebla. Y fue entonces cuando el 18 de noviembre de 1910, se encuentran en un feroz enfrentamiento, el jefe de la policía Miguel Cabrera y los hermanos Serdán. El primero cae muerto y más tarde se presentan refuerzos, el batallón 1 y 17 así como el Zaragoza. El enfrentamiento duró más de tres horas, Máximo Serdán pierde la vida el mismo día, su hermano Aquiles al día siguiente, en tanto que su hermana Carmen y la madre de ellos doña Carmen Alatriste fueron conducidas a la cárcel.
Movimiento Popular Poblano (1962-1981)
- 1962: Movimiento por la Reforma Universitaria y el Movimiento por la Reforma Universitaria (MRU).
- 1963: Luchas de los vendedores ambulantes y las movilizaciones en contra del alza a las tarifas.
- 1966: Movilización de ciudadanos por la vivienda.
- 1968: Movimiento estudiantil.
- 1970: Movilizaciones en contra de la carestía en la vida, lucha de los trabajadores ferrocarrileros, lucha de los trabajadores de Volkswagen, lucha de trabajadores del magisterio , lucha de campesinos por la tierra y la lucha de los universitarios.
- 1971: Continúan las luchas de 1970, excepto a lucha de los universitarios.
- 1972: Movilizaciones del sindicato de Volkswagen, movilizaciones de los vendedores ambulantes, movimiento universitario, movimiento popular y luchas de electricistas, así como de ferrocarrileros, además de la lucha del Consejo Universitario.
- 1973: Lucha intensa de los vendedores, invasiones de tierra y la lucha universitaria.
- 1974: Lucha de ciudadanos por la vivienda, lucha por parte de los electricistas, huelgas obreras en la industria textil organizadas por la "FROC-CROC" y la huelga organizada por la CTM.
- 1975: Elección del rector de la "UAP", presentación del Programa de Reforma Universitaria y Movimiento de los vendedores en la "28 de Octubre".
- 1976: Movimiento de los choferes de Autobuses Unidos, Movimientos de vendedores y ferrocarrileros, huelga de académicos de la Universidad de las Américas y la derrota de la tendencia democrática por los electricistas.
- 1977: Movimiento de los trabajadores de los Transportes Estrella de Oro, huelga de trabajadores del hospital Tamariz y Haro.
- 1979: Huelga de los telefonistas.
- 1981: Movimiento magisterial, Movimiento de los obreros de "Z" y la elección del rector de la UAP, además de la división de la izquierda universitaria.[34]

Durante la segunda mitad del siglo XX, el panorama era diferente, la ciudad de Puebla se transformó sobre todo en el ámbito social, estos cambios acompañaron a México en el año de 1968, perfilándola como una ciudad moderna y colonial. que luego en el año de 1987 es declarada Patrimonio Cultural de la Humanidad por la UNESCO.

### SigloXXI
El 4 de julio de 2007 sucedió la tragedia en la Sierra Negra de Puebla, cuando un autobús con más de 50 pasajeros a bordo  que circulaba cerca del pueblo de San Miguel Eloxochitlán fue sepultado por un alud ocasionado por las fuertes lluvias en el estado de Puebla. El Ejército Mexicano aplicó el Plan DN-III-E y los cuerpos de salvamento rescataron cerca de 36 cuerpos, y dada por terminada la maniobra de rescate unos días después. El gobernador Mario Marín y el presidente Felipe Calderón expresaron su pesar por este acontecimiento. 

## Geografía
Puebla ocupa la 21.ª posición entre las 32 entidades federativas mexicanas por su superficie de 34.251 kilómetros cuadrados. Limita al norte con el estado de Hidalgo; al este, con el estado de Veracruz; al sur, con Oaxaca y Guerrero; y al poniente con los estados de Morelos, México, Tlaxcala e Hidalgo. No tiene salida al mar, aunque hasta antes de 1849, cuando fue creado el estado de Guerrero, poseía una salida al Océano Pacífico, y también tuvo el control del partido de Tuxpan, que pasó a ser parte del estado de Veracruz. La mayor parte del territorio poblano se encuentra en el Eje Neovolcánico Transversal. El clima es distinto entre regiones, y va del frío de las altas montañas al cálido semidesierto de la Mixteca.

### Relieve

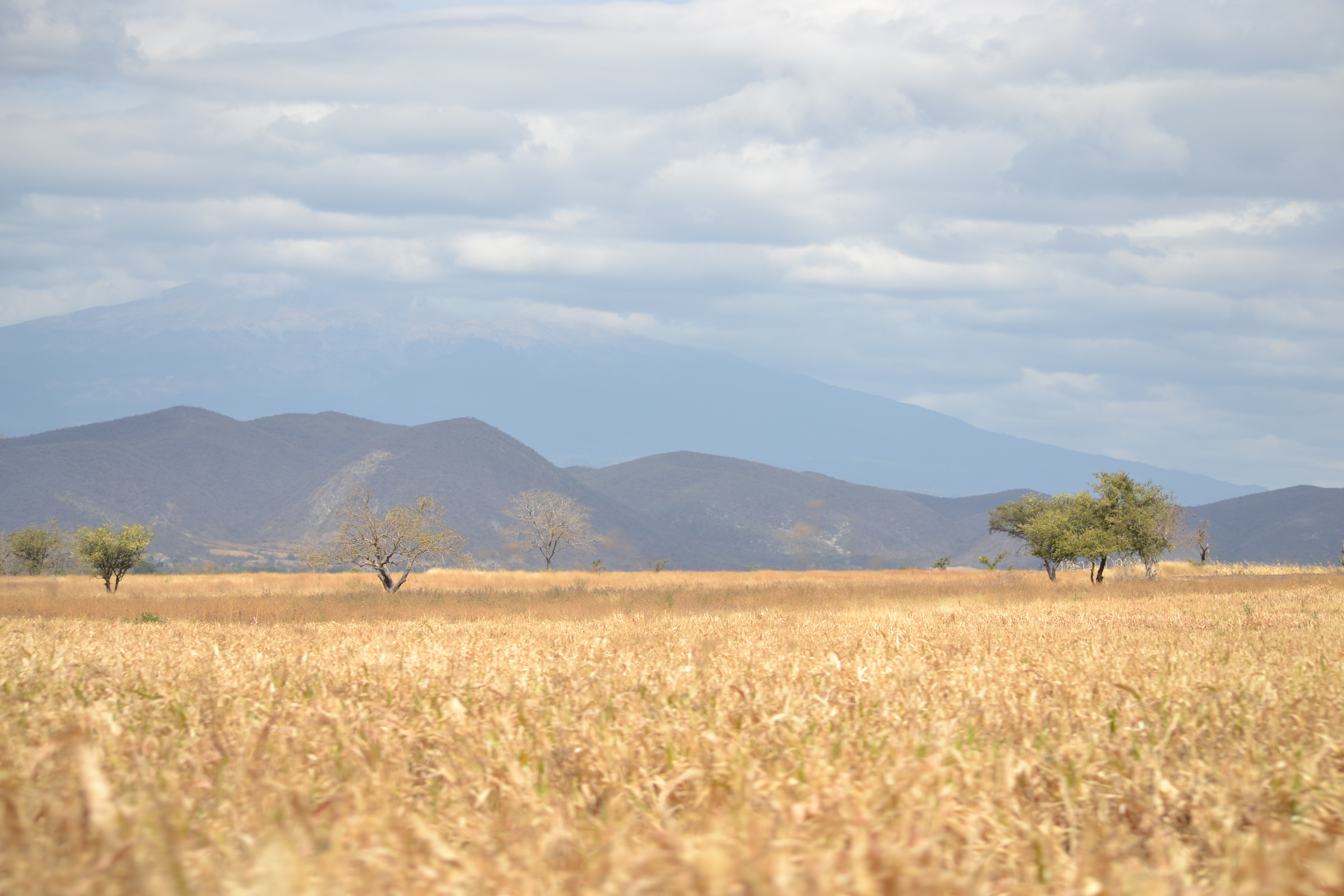
Paisaje de maizales en el Valle de Tehuacán.

El estado de Puebla se localiza en la región central de México, al oriente de la capital de la república. Su territorio está lleno de contrastes, aunque las cañadas y las serranías son una constante en la mayor parte de él. El centro del estado está ocupado por él valle de Puebla-Tlaxcala, compartido con Tlaxcala. Este valle es amplio y de clima templado, con una altitud promedio de 2.160 metros sobre el nivel del mar (m s. n. m.). Forma parte de la provincia fisiográfica X del Eje Neovolcánico. 
El límite poniente del valle de Puebla es la Sierra Nevada, formada esencialmente por los volcanes Popocatépetl e Iztaccíhuatl. Alcanza alturas superiores a 5000 m s. n. m. Las cumbres de estos volcanes ocupan el segundo y tercer puestos por su elevación a nivel nacional, y normalmente estaban cubiertas de nieve durante todo el año. El Popocatépetl es un volcán activo al que se le ha calculado una edad de 23 mil años, y se ha convertido en uno de los más vigilados del mundo luego del aumento en su actividad volcánica. La Sierra Nevada señala el límite poniente del valle Poblano-Tlaxcalteca y la frontera entre Puebla y los estados de México y Morelos. 
Al sureste de la Sierra Nevada, el Eje Neovolcánico alberga numerosas mesetas. La más inmediata es el malpaís de Nealtican, un depósito de material volcánico, arenoso y pedregoso, que alberga un denso bosque de pino-encino. Inmediatamente al sur del malpaís y al suroeste del valle poblano-tlaxcalteca se extiende el fértil valle de Atlixco. Al sur de este valle comienza la Mixteca Poblana, de abrupto relieve. Entre los cerros que conforman la Sierra Mixteca —formada en realidad por numerosas cordilleras— se encuentran varios valles de clima cálido semiseco. Por su importancia económica destacan el Valle de Matamoros. Otros valles enclavados en la Mixteca son los de Chiautla y Acatlán, más bajos que el de Matamoros. Los valles de la Mixteca apenas sobrepasan los 1000 m s. n. m., y las montañas que los rodean difícilmente alcanzan los 2000 m s. n. m. en los puntos más altos. La mayor altitud de la región es el cerro Tecorral, en el municipio de Izúcar de Matamoros, con 2.060 m s. n. m.

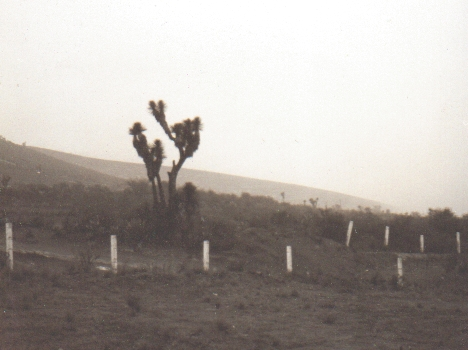
Paisaje del valle de Tehuacán

Al oriente de la Mixteca Poblana se encuentra el valle de Tehuacán, que es una planicie alargada que se extiende desde el Valle de Tepeaca(que comprende los municipios de Tepeaca y Tecali de Herrera) —paso entre el Poblano-Tlaxcalteca y el valle tehuacanero— hasta el sureste del estado. En el límite con Oaxaca, el Valle de Tehuacán se da lugar a la Cañada de Cuicatlán, que es un conjunto de fallas originadas por el plegamiento del Eje Neovolcánico, la Sierra Madre Oriental y la Sierra Madre del Sur. Tanto la cañada como el valle forman parte de la Reserva de la Biosfera Tehuacán-Cuicatlán. El valle de Tehuacán está separado de la Mixteca por la Sierra de Zapotitlán, de mayor altura que la Sierra Mixteca, con altitudes superiores en varias ocasiones a los 2000 m s. n. m. 

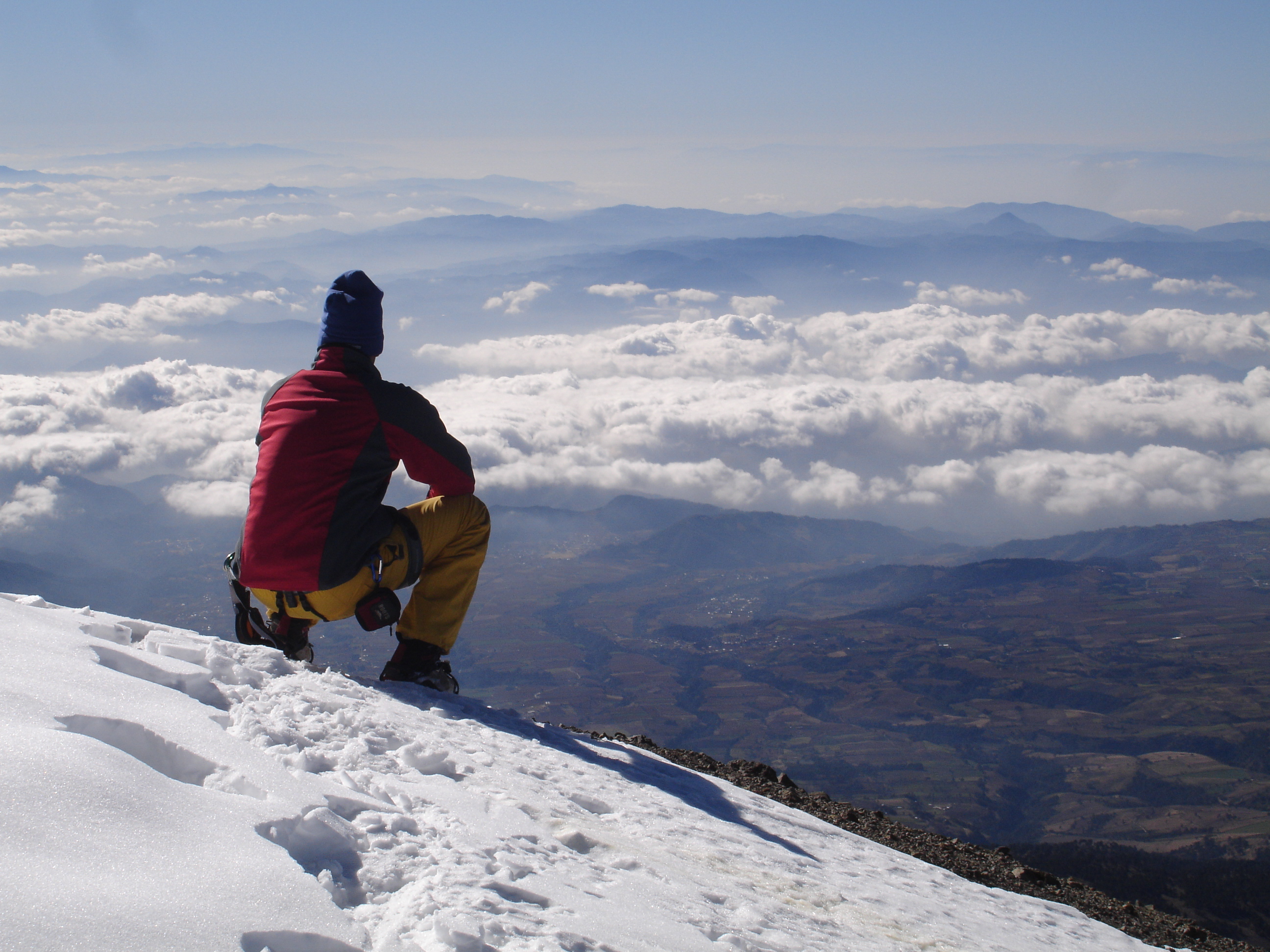
Vista desde la cumbre del pico de Orizaba

Al oriente del valle de Tehuacán se encuentra otra cordillera que comúnmente se conoce con el nombre de Sierra Negra de Tehuacán, parte del Eje Neovolcánico y de abrupto relieve, con altitudes superiores a 2000 m s. n. m. La Sierra Negra emergió sobre la Sierra Madre Oriental, sepultándola con su intensa actividad volcánica, aunque esta última emerge más al sur, en el estado de Oaxaca, con el nombre de Sierra Mazateca.
Al norte de la Sierra Negra y el valle de Ciudad Serdan se eleva el Pico de Orizaba, el punto más alto de México y límite entre Puebla y Veracruz, cubierto por nieves perpetuas amenazadas por el cambio climático. Al poniente al Citlaltépetl se encuentra el volcán Sierra Negra. El declive poniente de la Sierra Negra y el Citlaltépetl forman los Llanos de San Andrés (2500 m s. n. m.) que descienden progresivamente hacia el poniente hasta el valle de Tepeaca y los Llanos de San Juan. Estos constituyen la zona de transición entre el Eje Neovolcánico y la sección meridional de la Sierra Madre Oriental, que en Puebla toma el nombre de Sierra Norte de Puebla. Ocupa el norte de Puebla, en un espacio de cien kilómetros por cincuenta. La Sierra Norte se extiende hacia el territorio de Hidalgo y Tlaxcala; al tiempo que separa las mesetas del centro de Puebla y la Llanura Costera del Golfo. A esta última región natural corresponde una pequeña porción del extremo norte y noreste del territorio poblano.

### Hidrología
El territorio poblano se encuentra sobre cuatro regiones hidrológicas mexicanas. Casi dos tercios del territorio corresponden a la región del Balsas que desemboca en el Océano Pacífico. De las cuencas que constituyen esta región, la del río Atoyac drena una superficie equivalente al 49% de la superficie poblana. El Atoyac recibe las aguas de numerosos afluentes, entre ellos el Zahuapan, el Nexapa, el Acatlán y el Mixteco. Porcentajes bastante menores corresponden a las cuencas de los ríos Amacuzac y Tlapaneco que se unen al Atoyac para dar origen al curso medio del río Balsas. En esta región se encuentran algunas presas importantes, destacando la Presa de Valsequillo. Una de las grandes problemáticas de la región del Balsas es la presencia de una gran actividad industrial en la zona. Ello implica un alto índice de contaminación de las corrientes superficiales y los mantos freáticos de la cuenca que a su vez tienen grandes repercusiones para el equilibrio de los ecosistemas y para las poblaciones humanas.
El resto del territorio poblano se encuentra dentro de tres regiones hidrológicas que desaguan en el Golfo de México. La región del Pánuco representa menos del 1% de la superficie del estado y corresponde a una pequeña sección en el municipio de Honey. Segunda en importancia es la región del Tuxpan-Nautla, con 23% de la superficie estatal. Está subdividida en cuatro cuencas que tienen sus fuentes en la Sierra Norte de Puebla. La cuenca del río Tecolutla desagua más del 16% de la superficie de Puebla. Recibe las aguas de ríos como el Apulco, el Laxaxalpa y el Necaxa. Sobre este último se encuentra la Presa Necaxa. El relieve de la cuenca alta del Tecolutla origina saltos de agua que constituyen un atractivo turístico. Algunas de ellas son Las Brisas (Cuetzalan del Progreso) y San Pedro Atmatla (Zacatlán). Al norte de la cuenca del río Tecolutla se encuentra el río San Marcos, perteneciente a la cuenca del río Cazones. El extremo norte de Puebla forma parte de la cuenca del río Tuxpan, donde corre el caudaloso río Pantepec. Las inundaciones del Pantepec han ocasionado varios desastres naturales en la región, como en 1999, cuando más de cien familias de Huehuetla (Hidalgo) perdieron sus casas y 254 personas fueron arrastradas por la corriente del río en la Sierra Norte de Puebla.
La tercera región hidrológica en importancia en el estado de Puebla es la región del Papaloapan, en el sureste del estado y drena alrededor de 17% de la superficie. El caudaloso río Papaloapan tiene sus fuentes en el árido valle de Tehuacán, donde nacen los ríos Tehuacán y Zapotitlán. Ya en la Llanura Costera del Golfo de México, el Papaloapan recibe las aguas de otros ríos nacidos en la vertiente oriental de la Sierra Negra de Tehuacán, como el Coyolapa y el Petlapa. Pertenece también a esta región una pequeña porción de la cuenca del río Jamapa, en la sierra de Quimixtlán al norte del Citlaltépetl.

### Climatología
Los climas dominantes en el territorio poblano son los climas templados, con diversos grados de humedad. La tercera parte del territorio posee un clima templado subhúmedo con lluvias en verano. Esta porción corresponde a la región del centro del estado, donde se encuentran los valles de Puebla-Tlaxcala y Atlixco, la vertiente meridional de la Sierra Norte de Puebla y la vertiente occidental de la Sierra Negra de Tehuacán. La falta de lluvias en estas regiones se explica en parte por la presencia de las altas montañas en el oriente del estado, que impiden el paso de las nubes cargadas de humedad provenientes del Golfo de México. En esta porción del territorio poblano las temperaturas anuales son de 16° en promedio, y la pluviosidad oscila entre los 600 y 800 mm anuales. La estación de más lluviosa es el verano. La estación de Echeverría (21-034) localizada en el Valle de Puebla, registró en promedio 165 mm de lluvia en el mes de junio durante los años de 2001 a 2005. Igualmente con temperaturas templadas, pero con mayor humedad, son algunas zonas de las regiones medias de las sierras de Tehuacán, Nevada, Norte y el Citlaltépetl. En conjunto, los espacios con clima templado en Puebla suman alrededor de 40% de la superficie del territorio.
Otro 39% corresponde a los climas cálidos. Estos corresponden a las regiones de la Mixteca Poblana y la vertiente oriental de las sierras Norte y de Tehuacán, así como la región de la sierra de Quimixtlán, en el centro oriente del estado. Las temperaturas cálidas se deben a una menor altitud en comparación con ámbitos geográficos como el valle de Puebla. Por poner un ejemplo, en la Mixteca las cumbres de los cerros rara vez rebasan los 2000 m s. n. m., en tanto que el valle de Puebla tiene una altitud de 2.160 m s. n. m. Una situación distinta es la de las vertientes orientales del estado. Además de encontrarse a una altitud menor en comparación con las mesetas del altiplano, se hallan más próximas a la costa del Golfo. Esto también establece una diferencia fundamental entre la Mixteca y las otras regiones de clima cálido en Puebla: la Mixteca es bastante más seca que la Sierra Norte y la Sierra Negra de Tehuacán. Mientras que la estación meteorológica de Piaxtla (Mixteca Poblana) registra una pluviosidad promedio de 727 mm anuales, las isoyetas de la Sierra Negra superan los 3.000 mm y las correspondientes a la Sierra Norte alcanzan los 4.000 mm.
Poco más del 18% de la superficie de Puebla posee algún tipo de climas secos o semisecos. Se trata principalmente de la parte sur del valle de Tehuacán y los Llanos de San Juan y de San Andrés, localizados tras las altas montañas del oriente del estado. Otra región con este tipo de clima se encuentra en el sur de la Mixteca, en el límite con Oaxaca y Guerrero. Las temperaturas en estas regiones oscilan entre los 16 °C y 22 °C. La pluviosidad es relativamente más escasa que en el resto del estado. En Oriental (Llanos de San Juan), las lluvias en promedio no rebasan los 500 mm anuales, mientras que en Ciudad Serdán rondan los 400 mm.
| Parámetros climáticos promedio de Puebla | Parámetros climáticos promedio de Puebla | Parámetros climáticos promedio de Puebla | Parámetros climáticos promedio de Puebla | Parámetros climáticos promedio de Puebla | Parámetros climáticos promedio de Puebla | Parámetros climáticos promedio de Puebla | Parámetros climáticos promedio de Puebla | Parámetros climáticos promedio de Puebla | Parámetros climáticos promedio de Puebla | Parámetros climáticos promedio de Puebla | Parámetros climáticos promedio de Puebla | Parámetros climáticos promedio de Puebla | Parámetros climáticos promedio de Puebla |
| Mes                                      | Ene.                                     | Feb.                                     | Mar.                                     | Abr.                                     | May.                                     | Jun.                                     | Jul.                                     | Ago.                                     | Sep.                                     | Oct.                                     | Nov.                                     | Dic.                                     | Anual                                    |
| ---------------------------------------- | ---------------------------------------- | ---------------------------------------- | ---------------------------------------- | ---------------------------------------- | ---------------------------------------- | ---------------------------------------- | ---------------------------------------- | ---------------------------------------- | ---------------------------------------- | ---------------------------------------- | ---------------------------------------- | ---------------------------------------- | ---------------------------------------- |
| Temp. máx. media (°C)                    | 23.0                                     | 23.8                                     | 25.9                                     | 27.1                                     | 27.9                                     | 26.4                                     | 25.3                                     | 25.2                                     | 24.8                                     | 24.6                                     | 24.4                                     | 23.5                                     | 25.2                                     |
| Temp. mín. media (°C)                    | 4.6                                      | 5.9                                      | 8.1                                      | 10.2                                     | 11.7                                     | 12.4                                     | 11.4                                     | 11.4                                     | 11.3                                     | 9.6                                      | 7.3                                      | 5.3                                      | 9.1                                      |
| Precipitación total (mm)                 | 9.4                                      | 7.5                                      | 11.5                                     | 23.4                                     | 87.9                                     | 197.0                                    | 164.7                                    | 155.7                                    | 192.1                                    | 73.9                                     | 12.3                                     | 4.6                                      | 940                                      |
| Días de precipitaciones (≥ 1 mm)         | 1.2                                      | 1.7                                      | 2.4                                      | 5.8                                      | 13.1                                     | 17.6                                     | 16.9                                     | 17.4                                     | 17.7                                     | 9.2                                      | 2.4                                      | 1.3                                      | 106.7                                    |
| Fuente:                                  |                                          |                                          |                                          |                                          |                                          |                                          |                                          |                                          |                                          |                                          |                                          |                                          |                                          |

### Flora y fauna
- Flora: maguey, árboles frutales (ciruelo, chabacano, chirimoya, durazno, guayaba, higo, lima, limón, manzana, naranjo, nogal, pera, perón tejocote), uva y xoconostle.

- Fauna doméstica: Ganado vacuno, ovino, caprino, porcino, asnal, caballar, aves de corral, perros y gatos.

- Fauna silvestre: ardillas, armadillos, cacomiztle, conejo, coyote, liebre, murciélago, onza, rata casera y de campo, ratón, tejón, tlacuache, tuza, zorra, zorrillo, lechuza, lagartija, víbora de cascabel, cenzontle y zopilote.

| Flora y fauna de Puebla |                    |             |                |            |
|                         |                    |             |                |            |
| Nutria                  | Víbora de cascabel | Coyote      | Zopilote negro | Cacomixtle |
|                         |                    |             |                |            |
| Gato montés             | Armadillo          | Cenzontle   | Tlacuache      | Ajolote    |
|                         |                    |             |                |            |
| Nopal                   | Oyamel             | Cempasúchil | Yuca           | Agave      |

Se estima que el estado posee unas 900 especies endémicas La mayor parte de éstas se pueden encontrar en la reserva de la biósfera Tehuacán-Cuicatlán y en Zapotitlán Salinas. "Cultivos como el mezquite, garambullo, neem y la quiotilla, así como algunos tipos de cactáceas y la biznaga son especies originarias con un gran valor, lo que significa un área de oportunidad para su producción y comercialización." De todas estas especies destacan algunas vegetales por sus diversas propiedades medicinales y alimenticias, entre ellas están:
- Mezquite (Prosopis laevigata). Útil para alimentos y bebidas fermentadas. Tiene acción antibacteriana contra Sthaphylococcus aerus y Scherichia coli. Útil también para tratar algunas enfermedades de los ojos.
- Garambullo (Myirtillocactus geometrizans). Posee un alto contenido de fibra, auxiliar en el tratamiento de diabetes y enfermedades renales, además, su pigmento puede utilizarse como colorante.
- Quiotilla (Escontria chiotilla). Rico en vitaminas A, B, Ba, minerales y proteínas. También posee propiedades antioxidantes.

## Demografía
Puebla es la quinta entidad federativa más poblada de México. Es habitada por 5 779 829 personas y aproximadamente un quinto de ellas está en el municipio de Puebla, donde se encuentra la capital del estado y aproximadamente un tercio de los habitantes del estado se encuentran en la Zona Metropolitana de Puebla. En contraste, existen regiones con una baja densidad de población especialmente en las regiones de La Mixteca y el Valle de Tehuacán. La población urbana representa el 71.8% y la rural un 28.2%.
Al principio del siglo XX el estado de Puebla albergaba el 7% de la población de México, alrededor de 1 millón 300 mil habitantes. Con esa cifra, Puebla era la cuarta entidad más poblada del país. A pesar de que la población del estado ha aumentado hasta más de 5 millones al inicio del siglo XXI, los poblanos radicados en el estado representan el 5,2% de la población nacional mexicana. La mayor parte de la población se concentra en Puebla de Zaragoza, capital del estado. En 1900, la capital poblana tenía una población de más de 93 mil habitantes, en los siguientes 55 años, la población de la Angelópolis llegaría a multiplicarse por 10, hasta llegar a más de 1 millón 400 mil habitantes en 2005. La ciudad de Tehuacán, segunda en importancia por su población en el estado, comenzó el siglo XX con una población de 7.139 habitantes, en 2005 tiene una población de 260.923 habitantes. Las regiones con mayor densidad de población en el estado son la Angelópolis, con densidades superiores a 2000 hab/km²; y la Sierra Norte, con densidades mínimas de 50 hab/km². El promedio de la entidad es de 169 personas por km². 
En el año 2005, el estado ocupó la sexta posición entre las entidades federativas de la República Mexicana en lo que refiere a emigración, con 91.897 emigrantes. La emigración transnacional representó el 1,4% de la población originaria del estado, y el principal destino es Estados Unidos. Las zonas expulsoras de migrantes transnacionales son la Mixteca y Tehuacán y la Sierra Negra. En contraste, la entidad recibió más de 96 mil inmigrantes provenientes de otras partes del país y del extranjero; en el estado residen principalmente comunidades españolas, italianas, libanesas, estadounidenses, alemanas, francesas, guatemaltecas, coreanas y salvadoreñas.

### Municipios más poblados
Algunas de sus ciudades más importantes son Puebla de Zaragoza, Tehuacán, San Martín Texmelucan, Teziutlán, Tecamachalco, Zacatlán, Huauchinango, Libres, Atlixco, Cholula, Xicotepec de Juárez, Tepeaca y Cuetzalan. Su economía se basa principalmente en la manufactura y la industria de la transformación. Al norte del estado se encuentra la presa Necaxa, que alimenta de energía eléctrica el centro de la Ciudad de México desde 1903. El antiguo nombre de la capital del estado es la ciudad de Puebla de los Ángeles, llamada así por una leyenda que cuenta que unos ángeles trazaron las calles de la ciudad en un sueño, de ahí que se encuentran simétricamente bien delineadas. A partir de 1862 la ciudad pasó a nombrarse Puebla de Zaragoza, en honor de su defensor el general Ignacio Zaragoza por un decreto presidencial de Benito Juárez.

### Principales localidades
La siguiente es una lista de las principales localidades del Estado de Puebla, como se informa en el censo de 2010.

### Población urbana y población rural
De acuerdo con el II Conteo de Población (2005), el estado cuenta con 6.348 localidades que albergan una población total de 5.779.829 personas. Del total de localidades de la entidad, solo 266 tienen una población mayor a 2500 habitantes. En México, las localidades urbanas son todas aquellas poblaciones que posean más de 2500 habitantes, de acuerdo con la definición adoptada por el INEGI, lo que implica que la gran mayoría de las localidades censales del estado son rurales. En conjunto, 6.082 localidades rurales (incluidas cabeceras municipales como La Magdalena Tlatlauquitepec, con menos de 400 habitantes) albergan a 1 millón 582 mil 425 habitantes (29,39% de la población, mayor que el 23,5% nacional). La mayor parte de la población urbana de Puebla se concentra en ciudades con más de 15 mil habitantes. Solo la Angelópolis concentra el 27,6% de la población. Tehuacán, el segundo municipio más poblado de la entidad, apenas representa el 4,84% de la población. Los únicos municipios con poblaciones de más de cien mil habitantes son Puebla, Tehuacán, San Martín Texmelucan, Atlixco y San Pedro Cholula.

### Pueblos indígenas

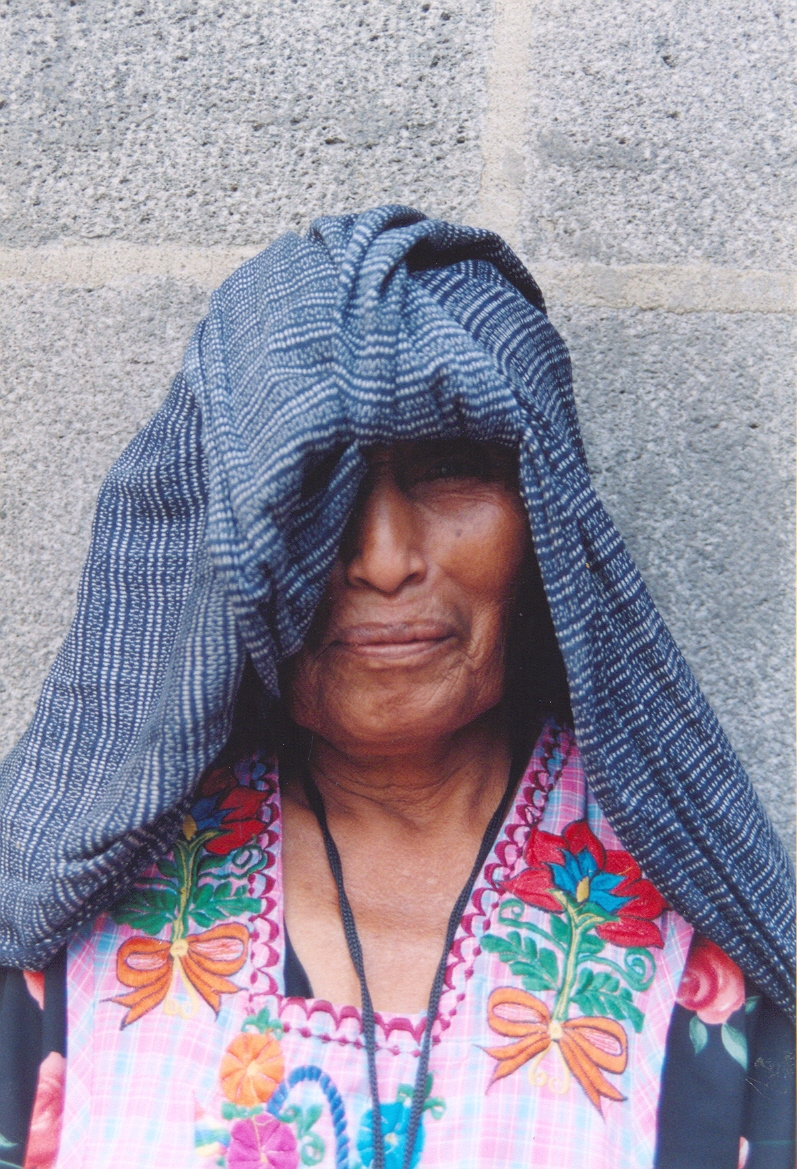
Mujer popoloca

Municipios del estado con población mayoritariamente mestiza, como Puebla de Zaragoza, Tehuacán y Atlixco, concentran un importante número de indígenas migrantes o nativos de primera generación.
El mayor ámbito de población indígena en el estado es el municipio de Puebla, que alberga a miembros de todas los pueblos indígenas del estado y de otros de todo el país. En el año 2002, se calculaba que más de 69 mil personas (6,8% de la población del municipio capital) era indígena. 
Otro importante núcleo de población indígena es Tehuacán: también en 2002, la Comisión Nacional para el Desarrollo de los Pueblos Indígenas (CDI) calculó que 48.264 indígenas (21% de la población) habitaban en el segundo municipio más poblado del estado. 
Sobre la base del censo del año 2000, la CDI calculaba que la población indígena del estado de Puebla era de 957.650 personas, el 18,9% de la población del estado. Este índice es uno de los más altos en México.
Las regiones indígenas de Puebla se encuentran entre las más pobres del estado y del país. Varios municipios de población mayoritariamente indígena en la Sierra Negra y la Sierra Norte —Zoquitlán, Coyomeapan, Huehuetla y Camocuautla— se encuentran entre los cien con peores niveles de desarrollo humano.
- En el estado hay dos grandes regiones indígenas: la Sierra Norte de Puebla y la Sierra Negra. En la primera conviven nahuas, totonacos y otomíes, que constituyen importantes poblaciones en Cuetzalan del Progreso, Pahuatlán, Huehuetla y Teziutlán.[61]

- La Sierra Negra es una de las principales expulsoras de población en el estado de Puebla. En varios municipios de la región, como Eloxochitlán y San Sebastián Tlacotepec, los indígenas popolocas, nahuas y mazatecos constituyen la mayoría de la población. La región indígena de la Sierra Negra está fuertemente relacionada con la ciudad de Tehuacán, donde los indígenas son el 21% de la población.[62]

- Otros municipios indígenas se encuentran aislados en el suroeste y el centro del estado. Se trata de poblaciones como San Jerónimo Xayacatlán o Quimixtlán, en el sur y oriente del estado y con importantes poblaciones mixtecas y nahuas respectivamente.

### Lenguas poblanas

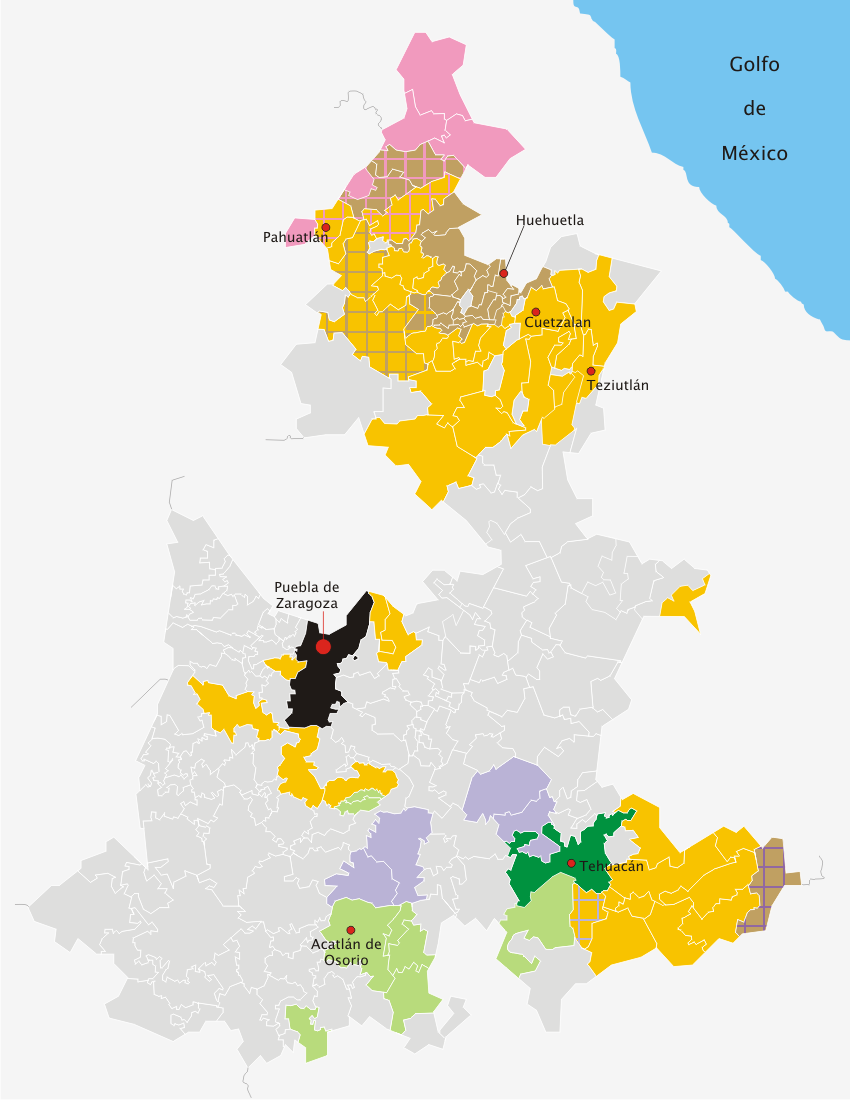
Mapa lingüístico: Norte (otomí, totonaco, náhuatl), Centro (náhuatl), Sur (popoloca, mixteco, náhuatl)

El español es la lengua oficial y es conocido por casi la totalidad de la población.
Alrededor del 15% de la población mayor de cinco años del estado habla alguna lengua indígena. En 1810 se calculaba que el 74,3% de los poblanos hablaban alguna lengua indígena; casi cien años más tarde, el censo de 1900 dio como resultado 34%.

#### Náhuatl
Los hablantes de náhuatl constituyen la mayor comunidad lingüística indígena del estado. Representan más de 70% de la población hablante de lenguas indígenas en el estado y se concentran en las regiones de la Sierra Norte y la Sierra Negra. 

#### Totonaco
El segundo grupo lingüístico por el número de hablantes lo constituyen los usuarios del idioma totonaco. Representan alrededor del 18% de los poblanos mayores de cinco años que hablan una lengua indígena. 

#### Otras
- Más atrás se encuentran los hablantes de mazateco y popoloca, con más de 14 y 13 mil hablantes respectivamente. Los popolocas comparten con los hablantes de mazateco el ámbito territorial del valle de Tehuacán, con la diferencia que ese es el territorio histórico de la primera comunidad lingüística.

- Los hablantes de otomí (más de 7 mil) se concentran en municipios limítrofes con Hidalgo.

- Los hablantes de mixteco se localizan en el centro y sur del estado, y suman más de 6 mil (1,2%).

- El chipileño, es una variante de la lengua véneta (lengua del norte de Italia) hablada sobre todo en la comunidad de Chipilo de Javier Mina (de donde obtiene el nombre la variante), en el estado de Puebla. La lengua véneta de México, con el transcurso del tiempo, fue sufriendo influencias del español mexicano, debido a su contacto con otras comunidades cercanas al sur de la ciudad de Puebla. No obstante, aunque el chipileño sea muy próximo a otros dialectos del véneto, fue un caso único en México que se le compara con el talian del sur de Brasil. No se sabe a ciencia cierta el número de hablantes de chipileño, hay cifras estimativas que sitúan el número de véneto-parlantes en unos 5000 en la comunidad poblana de Chipilo, la mayoría de los cuales son bilingües con el castellano, las cifras en otros estados del país son desconocidas.

## Política y gobierno
El estado de Puebla fue fundado con la promulgación de la Constitución de 1824 como unos de los 19 estados de la Primera República Federal Mexicana. Es libre y soberano, porque tiene capacidad de formular sus propias leyes y elegir a sus gobernantes. Al mismo tiempo, tiene una representación en el Congreso de la Unión. El ejercicio del poder político en el estado está dividido en tres entidades: el Poder Judicial, el Legislativo y el Ejecutivo. Cada uno de ellos tiene competencias propias y son autónomos entre sí. 

### Poder Ejecutivo

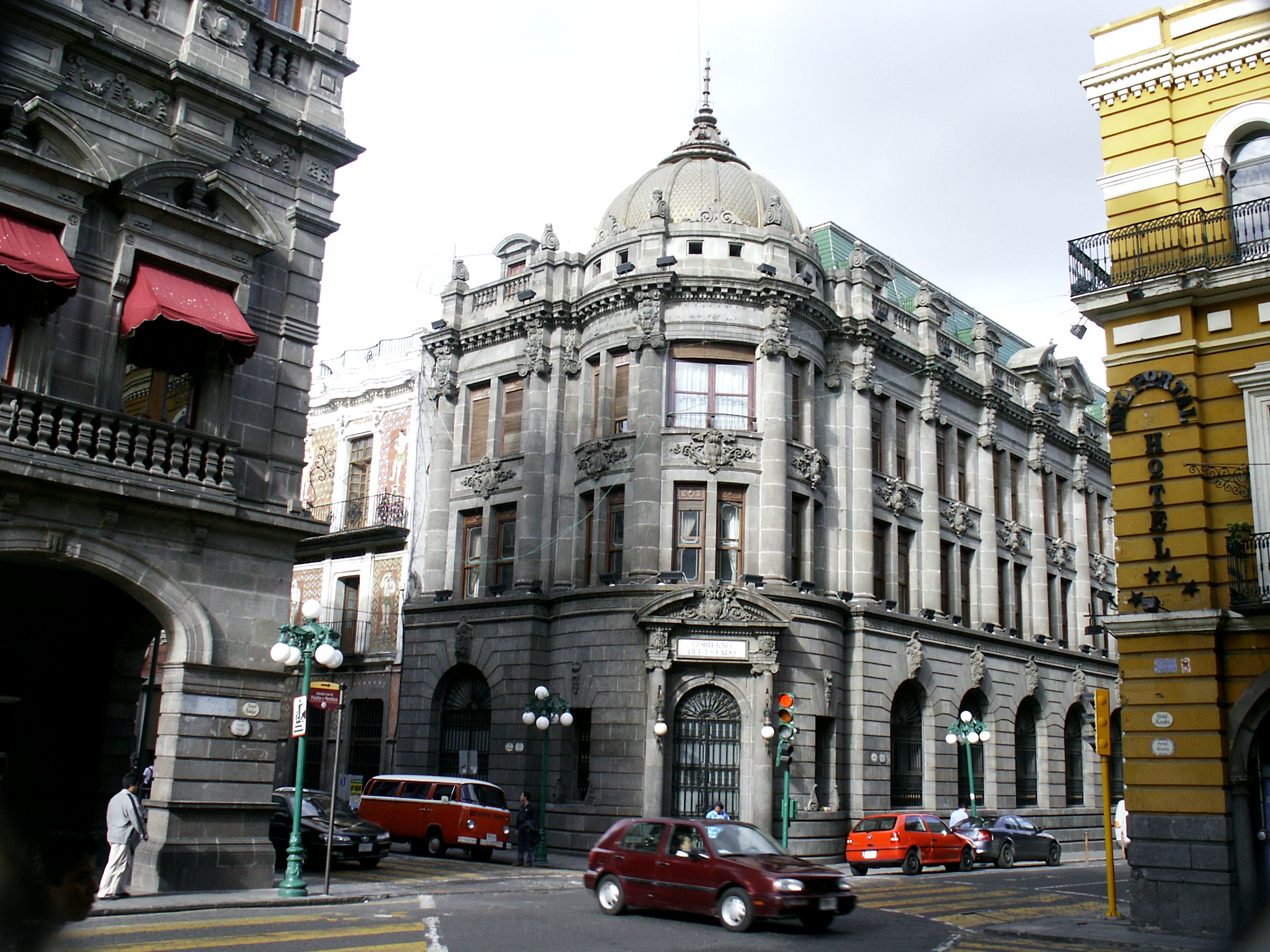
Salón de protocolos del Gobierno del Estado de Puebla, en la capital poblana.

El Poder Ejecutivo es ocupado por el Gobernador del Estado de Puebla. El gobernador se elige por medio de sufragio universal de todos los ciudadanos mexicanos que residan en el territorio del estado de Puebla y estén registrados en el Padrón Federal Electoral. Para ocupar el cargo de gobernador, es necesario ser ciudadano poblano en pleno goce de derechos civiles y mayor de 30 años de edad, no ser ministro de cultos religiosos ni ocupar cargos en la administración federal, estatal o municipal, y en caso de ser funcionario, separarse de su puesto con noventa días de anticipación al día en que se celebren las elecciones. La duración del mandato de un gobernador del estado es de seis años, a partir del 1 de febrero del año siguiente a aquel en que se verifica la elección. Un gobernador no puede ser reelegido, de acuerdo con la legislación federal. El gobernador de Puebla para el período 2011-2017 es Rafael Moreno Valle Rosas.

### Poder Legislativo
El Poder Legislativo es encarnado por el Congreso del Estado de Puebla. Este tiene la facultad de promulgar las leyes específicas con vigencia en el estado de Puebla, reformar las existentes o derogar las que se consideren obsoletas. El congreso poblano está conformado por 41 diputados que se eligen para ejercer el cargo por tres años. De estos diputados, 26 son electos por voto directo en los distritos electorales locales en que se divide el estado y los restantes son nombrados por representación proporcional. De acuerdo con la legislación estatal, ningún partido puede tener más de 26 diputados. Solo pueden ser electos al Congreso del Estado de Puebla los ciudadanos poblanos que sepan leer y escribir, y que no sean ministros de culto religioso ni formen parte de las fuerzas armadas, la administración pública, estatal o municipal. En el caso de los militares y funcionarios del poder público (exceptuando al gobernador), pueden participar como candidatos siempre y cuando se separen definitivamente de sus cargos.
Las más recientes elecciones legislativas estatales en el estado se realizaron el 11 de noviembre de 2007, y todos los distritos fueron ganados por el PRI, excepto uno, donde el PAN obtuvo la ventaja. Actualmente, el congreso poblano cuenta con mayoría absoluta del Partido Revolucionario Institucional, con 23 diputados, de los cuales 21 fueron elegidos como representantes de distritos electorales y 2 por el principio de representación proporcional.[actualizar]

### Poder Judicial

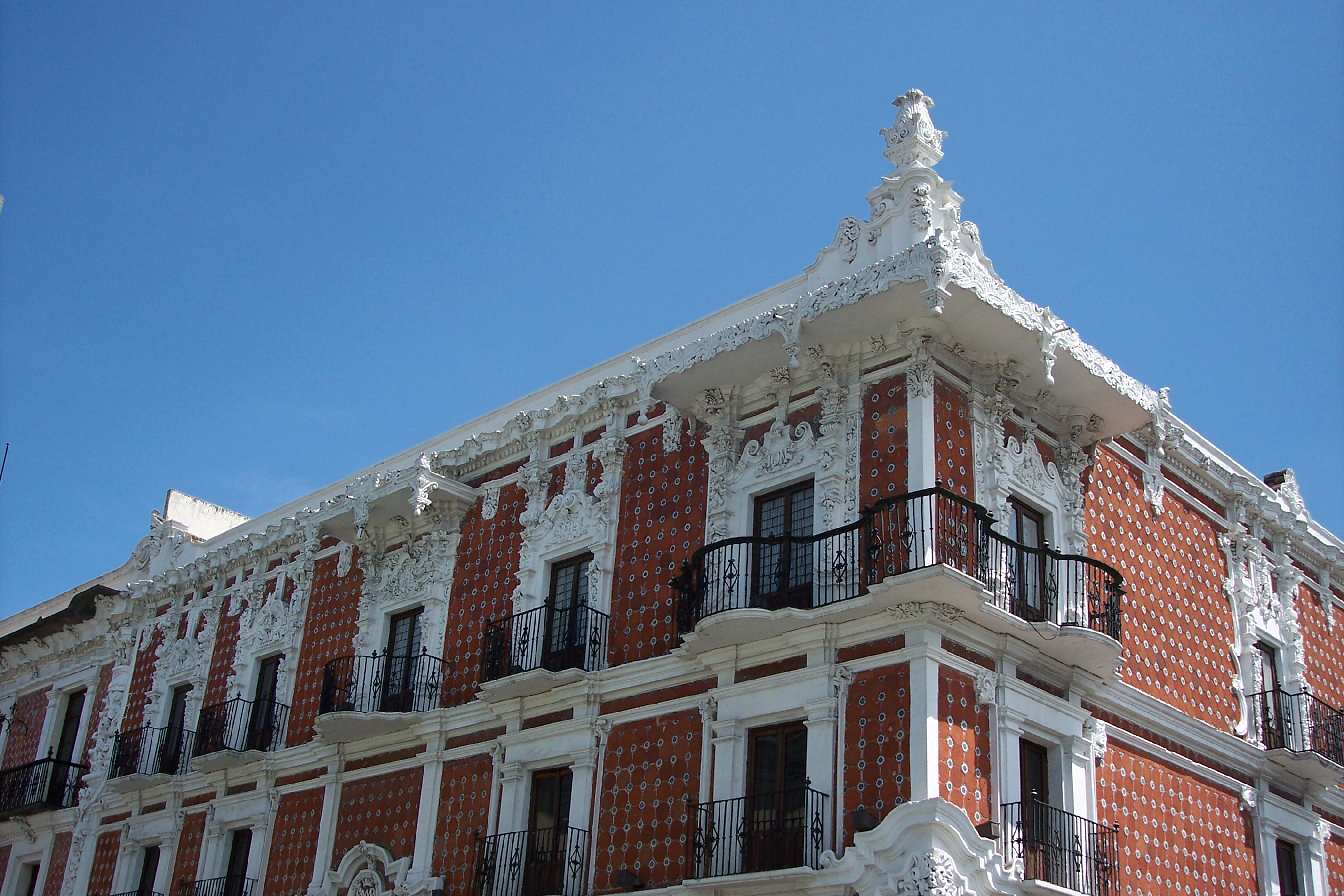
Museo Casa de alfeñique, en la ciudad de Puebla.

El ejercicio del Poder Judicial está depositado en el Tribunal Superior de Justicia del Estado de Puebla (TSJEP), La Junta de Administración de Justicia del Estado de Puebla, los juzgados municipales, los juzgados civiles, los de paz, los supernumerarios y los juzgados indígenas. Entre las atribuciones de estas entidades encargadas de la administración de la justicia en el estado se encuentra la de decidir en controversias penales, civiles y familiares dentro del ámbito de la competencia señalados por las leyes poblanas y federales. El TSEJP es un órgano colegiado compuesto por magistrados. Los magistrados son inamovibles, y solo pueden ser removidos por el Congreso del Estado. Con el propósito de descentralizar la administración de justicia en el estado, el territorio poblano se organiza en 22 distritos judiciales. Además, se ha dispuesto la creación de seis juzgados indígenas en las zonas con mayor concentración de población indígena en el territorio poblano. Estos juzgados indígenas sirven como mediadores entre los sistemas de derecho consuetudinario indígena y el marco legal positivo que rige en la entidad y en la República Mexicana.
El ejercicio de los poderes públicos del estado tiene competencia únicamente en el territorio poblano. Al formar parte del Pacto de la Unión, ninguna disposición de las autoridades poblanas puede estar en controversia con la legislación federal ni sobrepasar las competencias que señala el marco jurídico de las administraciones estatales en la República Mexicana.

### El Código Civil del Estado Libre y Soberano de Puebla
El Código Civil para el Estado Libre y Soberano de Puebla fue promulgado y publicado en el Periódico Oficial del Estado de Puebla el 30 de abril de 1985 y entra en vigor el 1 de junio de 1985.
El proyecto del Código se conformaba por los licenciados: Benjamín del Callejo Bandala, León Dumit Espinal, Sergio R. Flores Olliver, Gustavo Hernandéz Sarmiento, Antonio Martínez Álvarez y Álvaro Zambrano Vázquez; y fue presidida por José M. Cajica Camacho.
En la Exposición de Motivos, se explica la necesidad de que existiera un nuevo Código; ya que aunque el Código anterior de 1901 contenía preceptos que satisfacían los requerimientos de justicia, al mismo tiempo contenía disposiciones obsoletas que eran totalmente contrarias a la justicia. Por lo tanto surgen dos principios en la técnica legislativa, los cuales eran conservar los elementos de justicia del primer Código y la innovación con la creación del Nuevo Código.
El Lic. Cajica afirmó que la aplicación de los principios, tanto conservador como innovador, produjeron un ordenamiento tradicional (principalmente el conservador).
Las fuentes del Nuevo Código fueron: las legislativas, ya que se realizó una consulta de los Códigos de cada entidad federativa y las fuentes doctrinales, ya que se consultaron obras de derecho civil mexicano.
En cuanto a la estructura del Código consta de una parte general, seis libros los cuales están divididos en capítulos y estos a su vez se dividen en secciones. Artículos en total 3550.
La parte general del Código habla a la misma ley y a su aplicación. En relación con los seis libros; el Libro Primero habla sobre las personas, el Libro Segundo menciona lo relativo a la familia, el Libro Tercero es en relación con los bienes, el Libro Cuarto trata sobre las obligaciones, el Libro Quinto específica sobre los diferentes tipos de contratos que existen y el Libro Sexto habla sobre la sucesión.
Una novedad sobre este Código es que introduce un capítulo sobre los Derechos de la Personalidad, los cuales se refieres a la protección de la convivencia, el patrimonio moral y la protección de las relaciones intrapersonales. El cual está incluido dentro del Libro Primero.
El Libro tercero contiene un capítulo sobre el régimen de la propiedad y condominio y un capítulo que habla sobre los derechos de uso y habitación, refiriéndose al usufructo.

### División territorial
Puebla está subdividida en 217 municipios, los que le colocan en la segunda posición entre las entidades federativas mexicanas según el número de estas subdivisiones territoriales, solo por detrás del estado de Oaxaca. 
Cada municipio es gobernado por un ayuntamiento, conformado por el presidente municipal y el cabildo del municipio. Los presidentes municipales son elegidos cada tres años por los ciudadanos residentes en el municipio y que estén registrados en el Padrón Electoral. El cabildo de cada municipio es integrado por un número determinado de regidores y síndicos elegidos también para un periodo de tres años de un conjunto de listas de candidatos registradas por los partidos políticos ante el Instituto Electoral del Estado.

### Ciudadanía y participación político-electoral
De acuerdo con la Constitución del Estado de Puebla, son poblanas todas las personas que hayan nacido en el territorio de la entidad. Los hijos de madre o padre poblana de nacimiento que sean originarios del exterior del territorio del estado pueden solicitar al Congreso del Estado una aprobación para ser reconocidos como poblanos.
Un individuo puede considerarse ciudadano cuando ha cumplido los 18 años, edad que señala la mayoría de edad en el territorio mexicano. Solo son ciudadanos poblanos aquellos que sean ciudadanos mexicanos y que tengan más de cinco años residiendo en la entidad. Los derechos de los ciudadanos poblanos son los mismos que los que establece la Constitución Política de los Estados Unidos Mexicanos, entre ellos el derecho de libre asociación dentro del marco de la ley y el derecho a participar en la discusión de asuntos de interés público. 
Para la realización de las elecciones para cargos populares, se creó el Instituto Electoral del Estado de Puebla (IEE), siguiendo el modelo del Instituto Federal Electoral. El IEE está conformado por consejeros ciudadanos sin militancia política. Los partidos políticos que deseen participar en las elecciones estatales deben contar con registro ante el IEE. Las elecciones son organizadas por el IEE, con la participación de la ciudadanía poblana y bajo la vigilancia de organismos independientes que den fe de la limpieza de los comicios.

## Economía
El volumen de la economía del estado representaba en 2004 el 3,4% del total de la economía de México, lo que le colocaba en ese año como la novena economía estatal del país, detrás del Distrito Federal, el Estado de México, Nuevo León, Jalisco, Baja California, Chihuahua, Veracruz, Guanajuato y Coahuila. El mayor sector de la economía poblana es el de la industria manufacturera, que contempla la maquila, especialmente de productos textiles, concentrada en las regiones del centro del estado y el valle de Tehuacán. Sin embargo, sumados los rubros de comercio y servicios de diversas clases, las actividades terciarias representan alrededor del 60% de la economía del estado. Son numerosas también las poblaciones con una economía apoyada principalmente en la agricultura, pero debido a las condiciones adversas que este sector enfrenta en México, muchas de ellas han quedado desarticuladas y se han convertido en fuente de mano de obra no calificada o expulsoras de migrantes internacionales, al grado que actualmente dependen principalmente de las remesas de dinero de los miembros de las comunidades transnacionales.

### Sector agropecuario, silvicultura y pesca

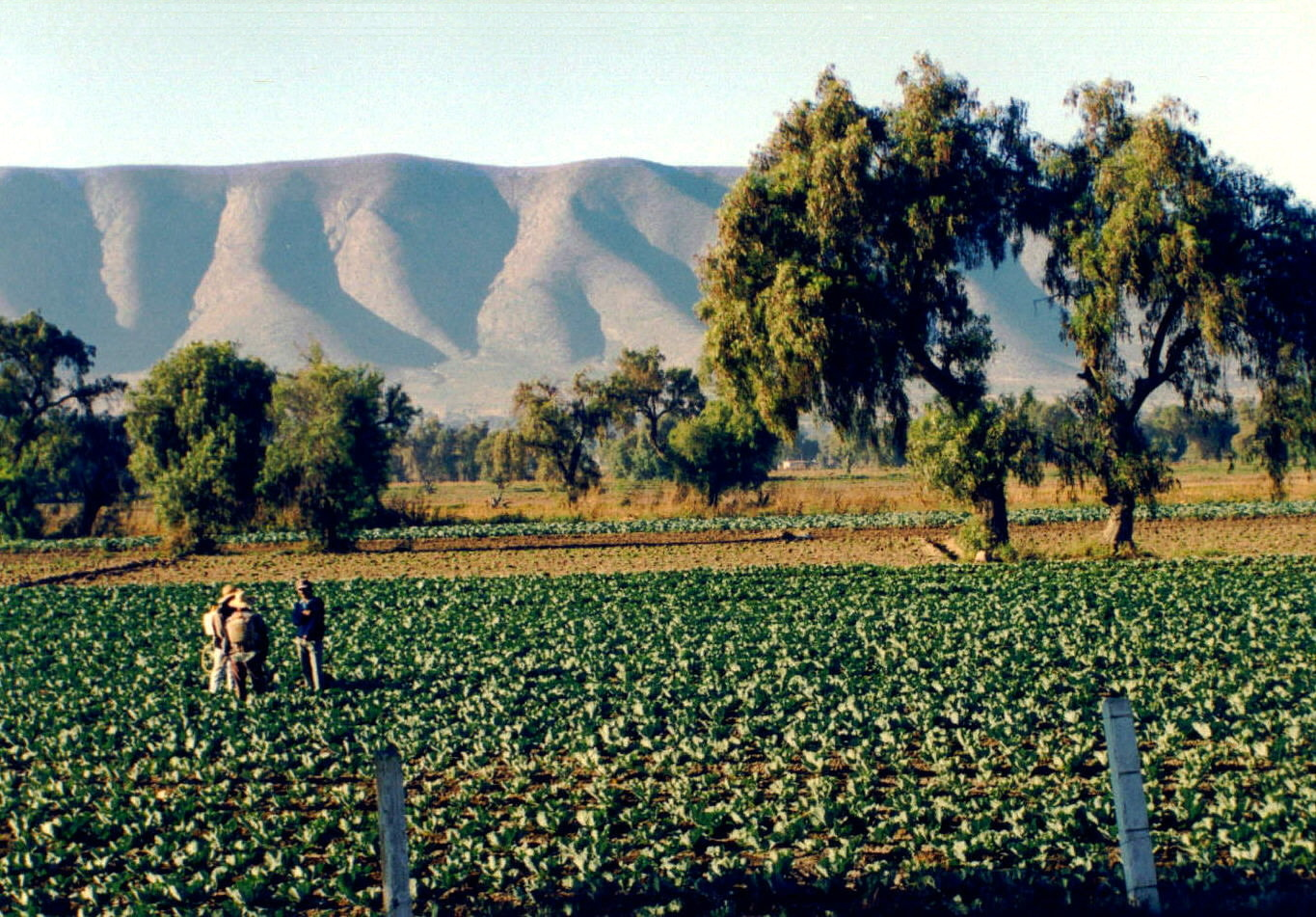
Actividad agrícola en el valle de Tecamachalco, Puebla

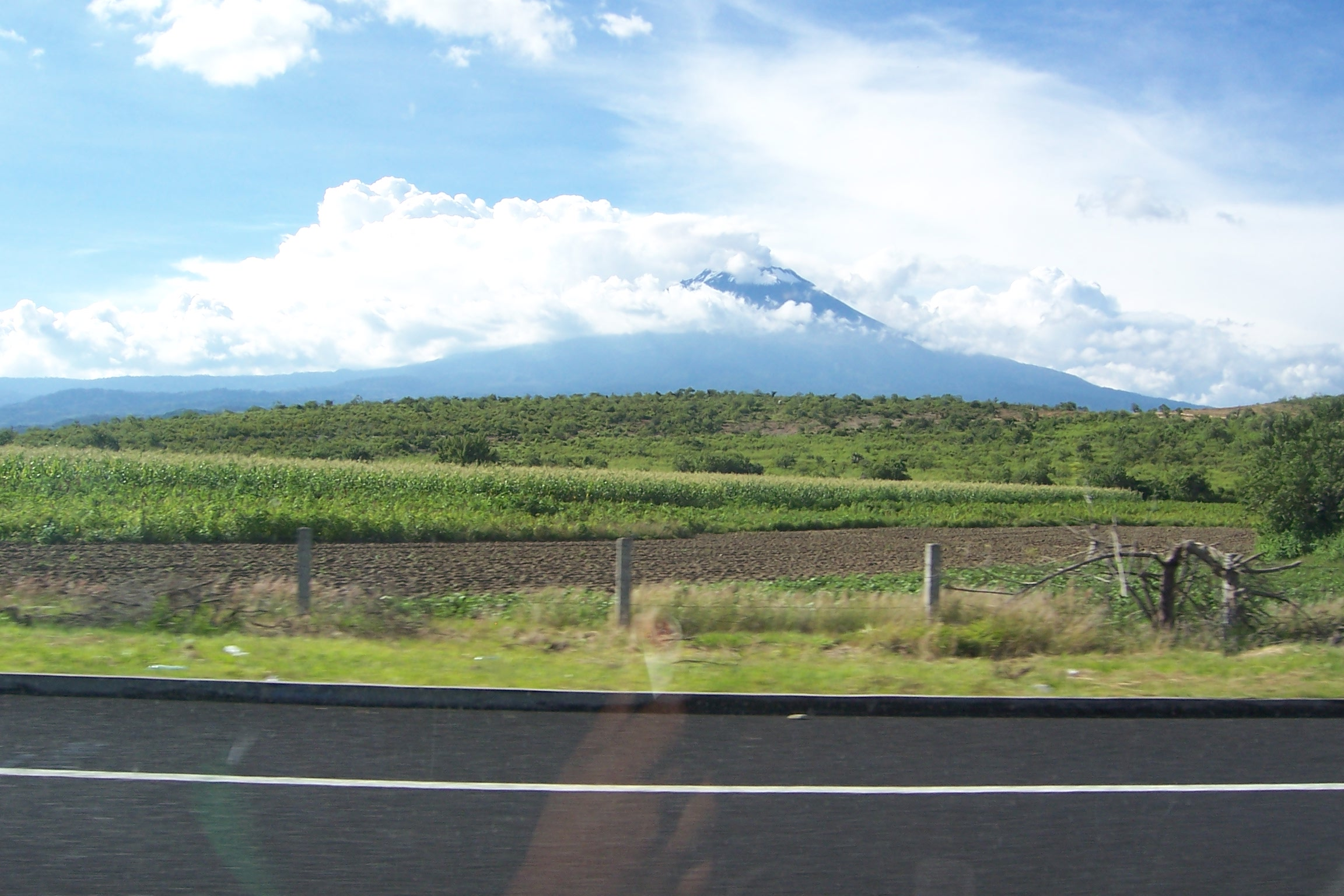
Sembradíos en el valle de Atlixco, Puebla

La agricultura, ganadería, silvicultura y la pesca representaron en 2004 el 6.4% de la economía poblana. En ese mismo año, la producción de estos sectores de la economía del estado representaron el 3,77% de la actividad en los mismos ramos a nivel nacional, lo que representó un retroceso de casi medio punto porcentual en un período de cinco años, ya que en 1999, Puebla aportaba el 4,12% de la producción agropecuaria, silvícola y pesquera de la República Mexicana.
De acuerdo con informes de la Secretaría de Agricultura, Ganadería, Desarrollo Rural, Pesca y Alimentación (Sagarpa), durante el año agropecuario 2005, en el estado de Puebla fueron cultivadas un total de 908.041,4 Ha, de las cuales se cosecharon solamente 739.197,7 Ha, con valor de 6 mil 416 millones 841 mil pesos mexicanos (MXN). La superficie sembrada representa aproximadamente la cuarta parte de la superficie del estado, y comprende principalmente tierras de temporal. Los principales cultivos fueron el maíz, el café cereza, la caña de azúcar, la alfalfa y el tomate verde. La mayor parte de las tierras cultivadas en el ciclo agrícola del 2005 fueron dedicadas al maíz, que representó el 60% de las parcelas poblanas en ese año. Sin embargo, la mitad del valor total de la producción agrícola del estado corresponde a cultivos varios, entre los que se incluyen flores, frutos, y otras hortalizas. Entre los cultivos más redituables a la economía local — comparando la magnitud de la superficie sembrada y el valor relativo en la producción agrícola— hay que señalar a la caña de azúcar, el tomate y la alfalfa.
En lo que refiere a la producción ganadera, el estado contaba en 2005 con alrededor de 2 millones de porcinos; más de 759 mil cabezas de ganado caprino, y más de 743 mil cabezas de ganado bovino; había casi medio millón de ovinos y alrededor de 315 mil caballos. El mayor volumen de la producción de carne correspondió a la carne de puerco, con 83 mil 470 Tm, aunque el mayor valor de la producción de este sector económico correspondió a la comercialización de la carne de aves. Por otra parte, el estado también produjo leche de vaca por un valor de MXN 1.270.920.000, y huevos de gallina con valor de MXN 4.243.964.900.

### Industrias
El sector de la industria manufacturera aporta poco más de la cuarta parte del producto interno bruto de la entidad. Sin embargo, el crecimiento del sector se encuentra estancado, y su volumen ha permanecido prácticamente sin cambios desde 1999, en que se han sucedido años con crecimientos negativos y positivos que terminan por neutraliarse. En 1999, el valor de la producción manufacturera poblana era de 13.895.166.000 MXN; cinco años después MXN 13.919.488.000, en términos homologados con el valor del peso mexicano en 1993. El valor de la producción industrial del estado se concentra en el ramo de la maquinaria, productos metálicos y equipo industrial, con más de 42% del total. Entre otras industrias notables de este ramo, se encuentra la planta de Volkswagen en Puebla. Otras industrias manufactureras importantes en el estado son la alimentaria y la textil, que aportan 24,7 y 15,4% respectivamente del valor de la producción industrial del estado. Las industrias poblanas se concentran en las regiones con mayor densidad de población, como la zona metropolitana de Puebla y el valle de Tehuacán.

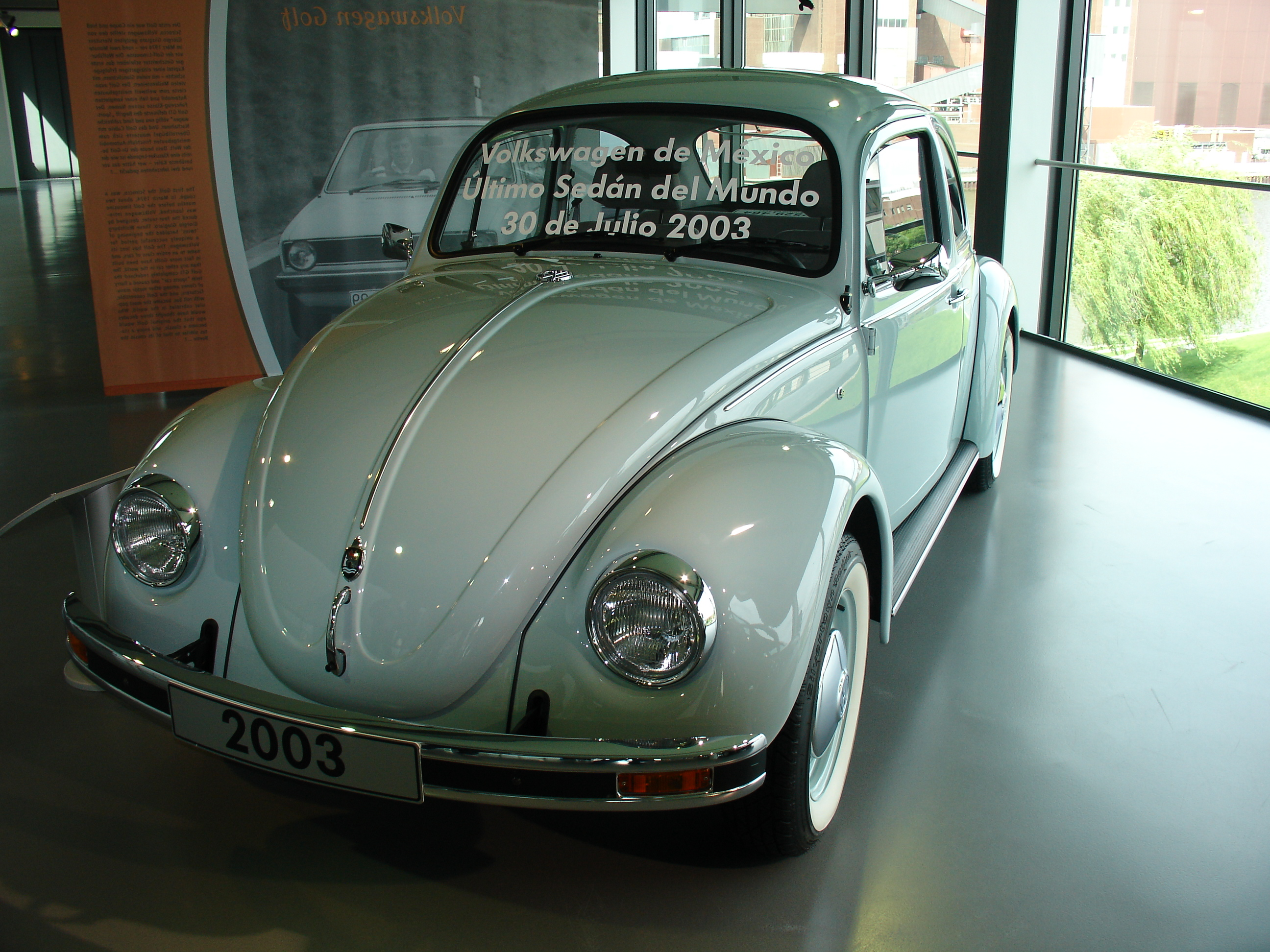
Último de los Volkswagen Sedán (vocho) fabricado en el mundo, salido de la planta de Volkswagen de Puebla.

### Actividades terciarias
Dentro de las actividades terciarias se incluyen tradicionalmente aquellas que no tienen que ver con la producción de materias primas o con la transformación de las mismas. Esencialmente se trata del comercio y los servicios de toda clase —financieros, profesionales, turísticos—. En la economía poblana, la suma de todos estos ramos suma alrededor de dos tercios del volumen de la economía estatal, destacando especialmente el sector comercial, al que corresponden la mayor parte de las unidades productivas del estado. En 2003, existían en el estado un total de 86.458 establecimientos comerciales, que empleaban a 211.149 trabajadores La actividad comercial se concentra especialmente en las grandes zonas urbanas del valle Poblano-Tlaxcalteca y la región de Tehuacán. Para el comercio de los bienes, las ciudades poblanas más importantes cuentan con centrales de distribución; en ciudades medianas existen mercados fijos, y en las zonas con menor denisdades poblacionales, la alternativa la constituyen los tianguis.

### Regiones socioeconómicas
Así como el estado de Puebla está dividido en municipios, estos están agrupados en regiones socioeconómicas, de acuerdo con las características de cada uno en sus actividades económicas, sociales y su situación geográfica, lo cual permite al gobierno del Estado impulsar el desarrollo y la modernización de cada uno.
- I. Sierra Norte
- II. Sierra Nororiental
- III. Valle de Serdan
- IV. Angelópolis
- V. Valle de Atlixco y Matamoros
- VI. Mixteca
- VII. Tehuácan y Sierra Negra

### Transportes y comunicaciones

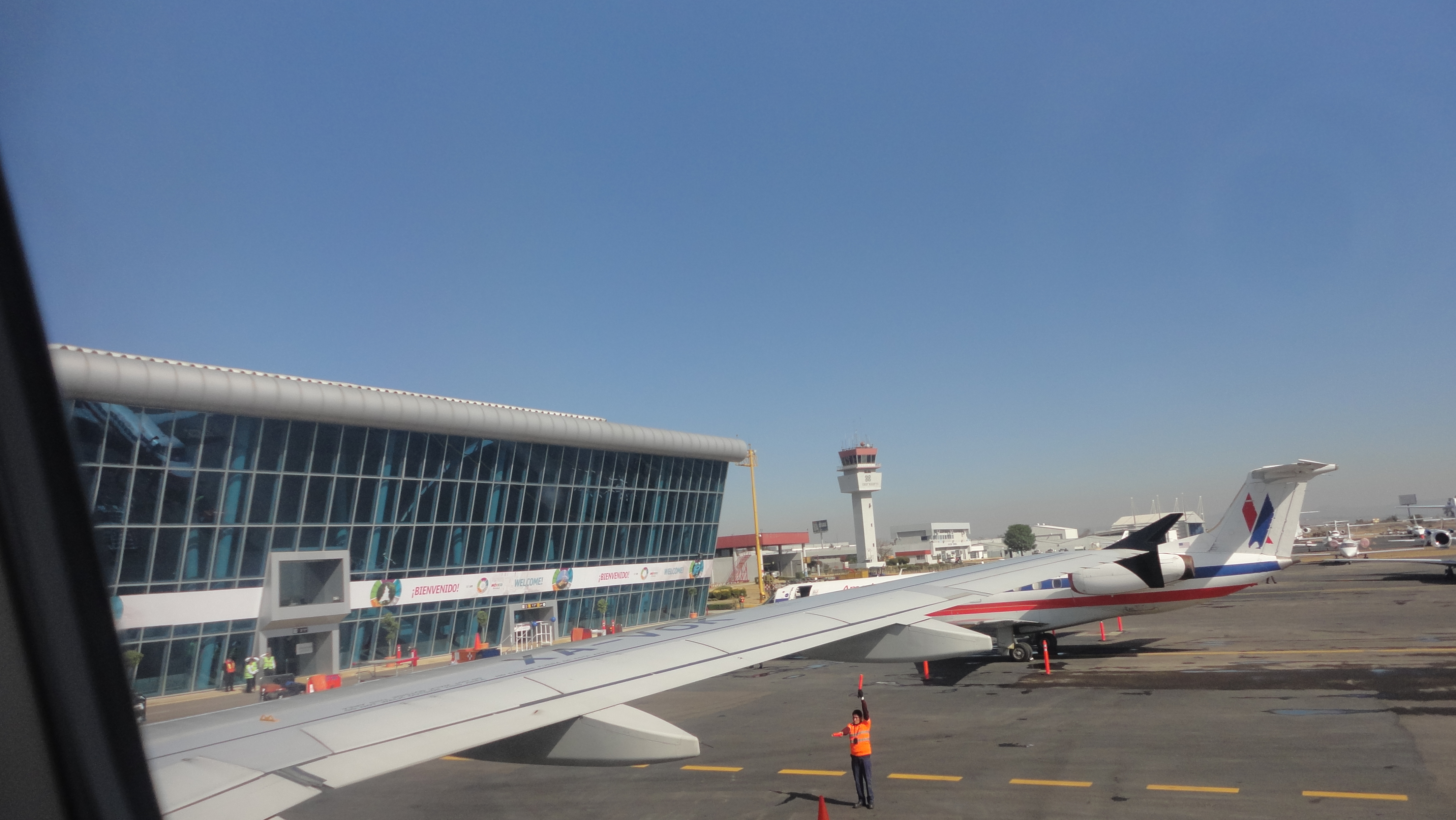
Llegada de un avión a la terminal del Aeropuerto Internacional de Puebla.

En cuanto a infraestructura de transporte, Puebla cuenta con 10,242 km de carretera pavimentada o revestida. Tiene 60 terminales para pasajeros, en que se genera transporte local y foráneo. Son 505 las empresas que proporcionan este servicio dirigido a pasajeros, y más de 6,558 lo proporcionan para carga. Entre pasaje, turismo y carga, son más de 22,039 las empresas que prestan el servicio de transporte en el Estado.
Puebla cuenta con 867.5 vías férreas actualmente en operación. En cuanto a transporte aéreo, tiene un total de 230,000 m² de pistas, tomando en cuenta los 68,000 del Aeropuerto Nacional de Tehuacán, y 162,000 del Aeropuerto Internacional de Puebla.
En el rubro de Comunicaciones, Puebla maneja 15 líneas telefónicas por cada cien habitantes, lo que significa un total de 805,584.
Un total de 44 estaciones de radio AM y FM y 30 estaciones de televisión, de las que la mayoría son complementarias (25), 2 permisionadas y 3 concesionadas.
Asimismo, en la entidad hay 423 oficinas postales públicas y 428 agencias particulares.

## Cultura

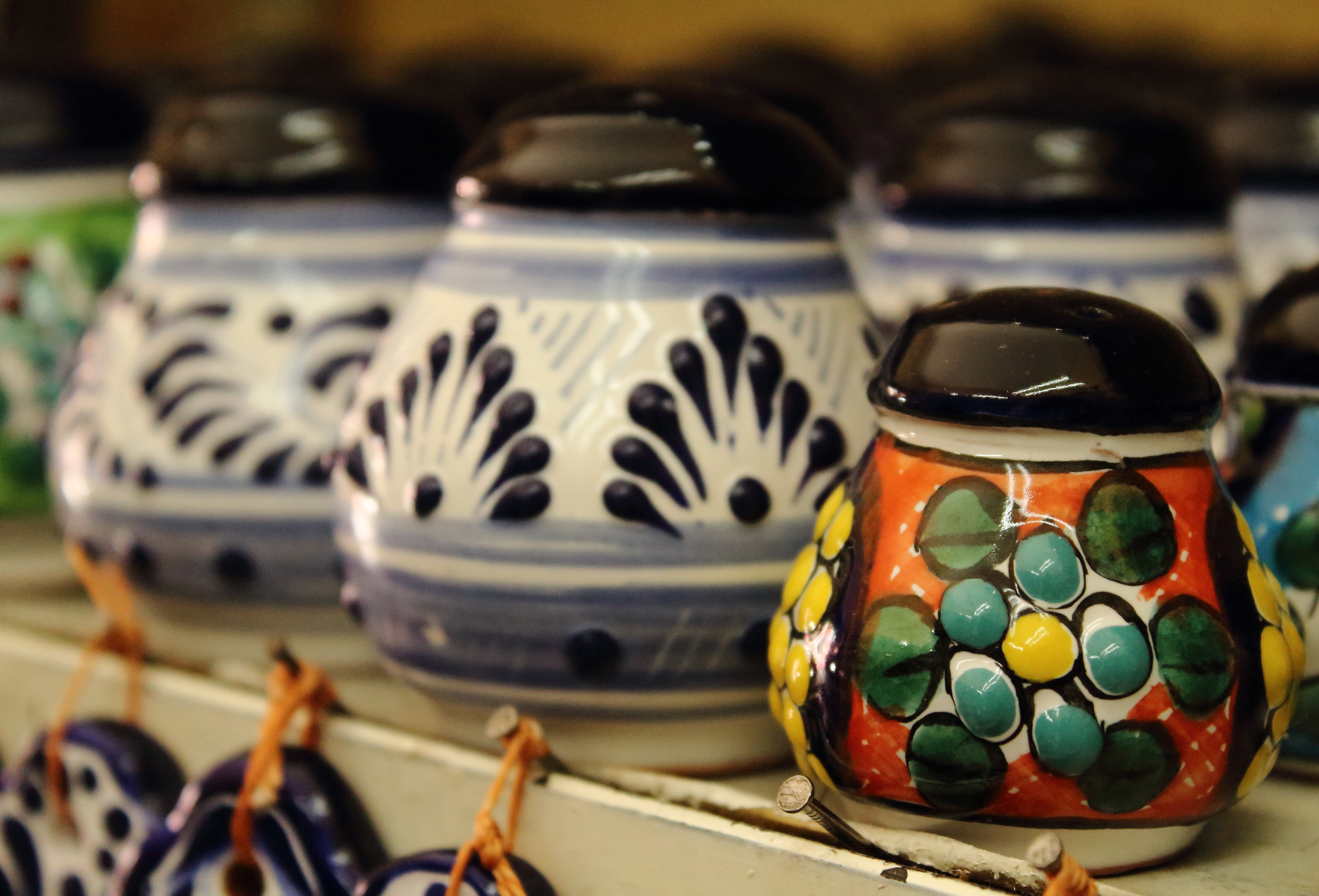
Venta de artesanía poblana.

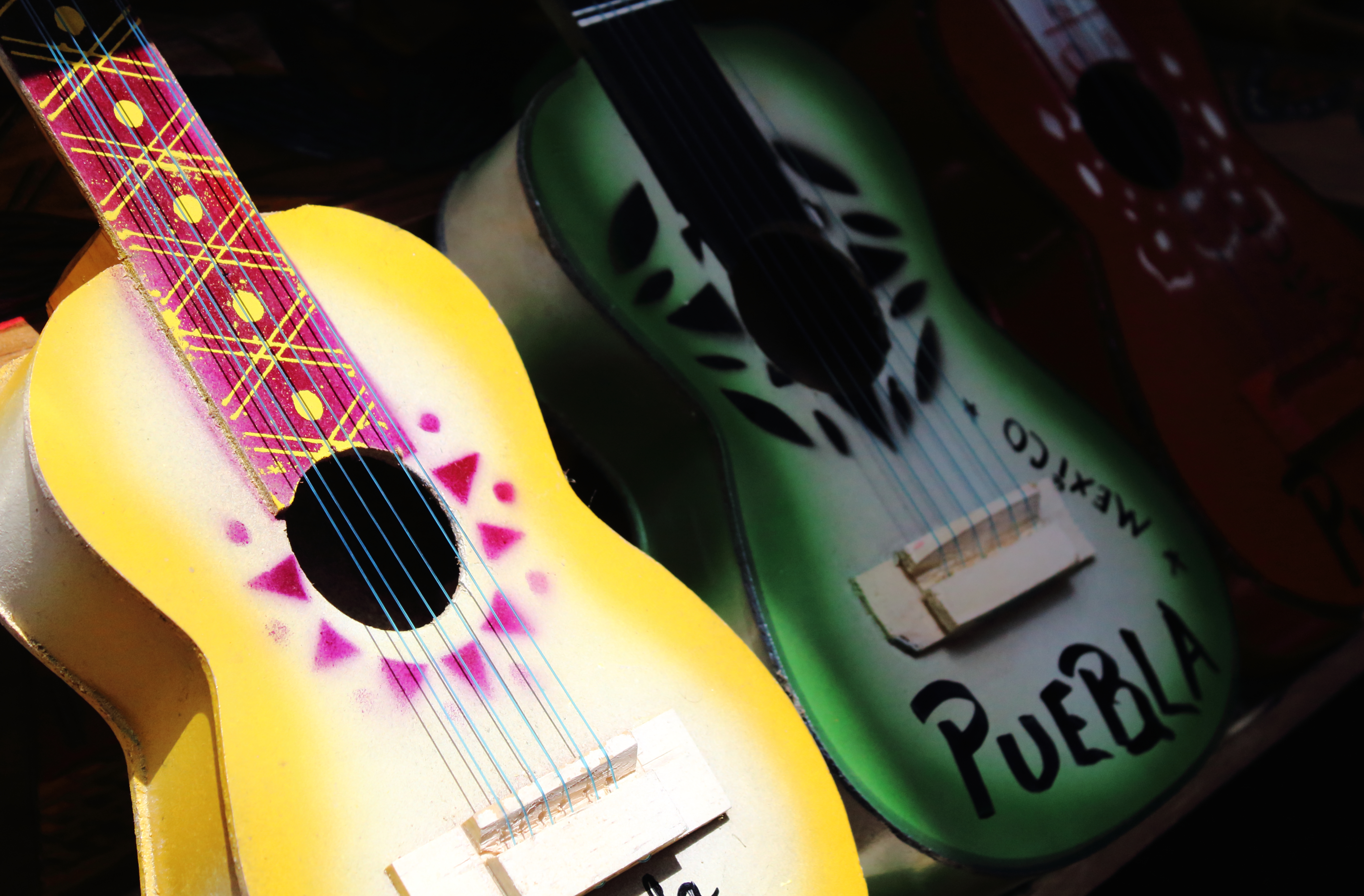
Guitarras de madera hechas en el estado de Puebla, México.

### Patrimonio Cultural del Estado de Puebla
El estado de Puebla cuenta con una legislación de protección al patrimonio cultural de los poblanos. De acuerdo con la Ley de Fomento Cultural del Estado de Puebla, se consideran patrimonio cultural los testimonios históricos y objetos de conocimiento que continúen la tradición histórica, social, política, urbana, arquitectónica, tecnológica, ideológica y de carácter económico de la sociedad que los ha producido. Este tipo de creaciones pueden obtener su reconocimiento como Patrimonio Cultural del Estado mediante declaratoria del Ejecutivo estatal en consulta con el Consejo Poblano de Cultura. Entre las obras que han sido declaradas Patrimonio Cultural del Estado de Puebla se encuentra el Huey Atlixcáyotl, que obtuvo ese reconocimiento en 1996. Otras declaratorias de Patrimonio Cultural son "La Feria del Huipil y del Café" que se realiza en Cuetzalan el 4 de octubre; el "Carnaval de Huejotzingo"; La Tradición de la "Matanza" de chivos en Tehuacán; El Mitotikuikacalli, en Zacapoaxtla, "Las Ofrendas Monumentales de Huaquechula"; las "Ofrendas de San Gabriel Chilac"; el Adoratorio "La Xochipila", en Xicotepec de Juárez y el "Papel Picado de Huixcolotla". También encontramos al volcán más pequeño del mundo, el "Cuexcomate" proveninte de la palabra náhuatl “cuexcomatl” que significa "olla de barro o lugar para guardar”, con una elevación de 13 metros de diámetro al nivel del suelo, 8 metros de diámetro exterior y una base de 23 metros. En Teziutlán se realiza la festividad a la "Virgen del Carmen" que se realiza del 7 al 16 de julio, también se lleva a cabo la "feria en honor a la Virgen de la Asunción" patrona de la diócesis; El tradicional“trueque”también la festividad de Nuestra Señora de los Remedios, en San Pedro Cholula (del 8 de septiembre al 15). La ya conocida “Feria del Queso”, en Santa María Tonanzintla (1 de agosto). La “Feria del cacao”, en San Francisco Coapan.“Feria del nopal”, en Tlaxcalancingo.

### Gastronomía

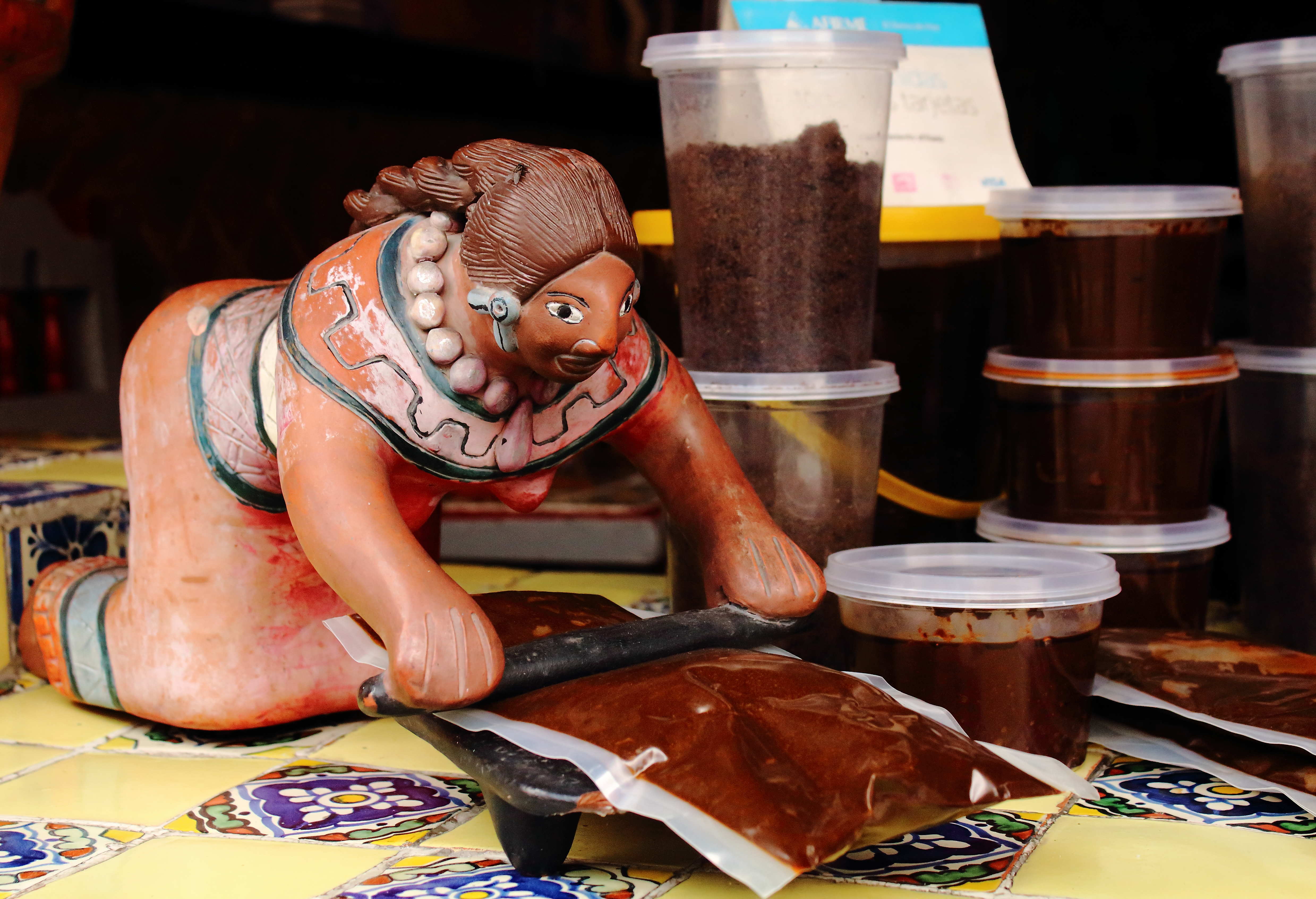
Venta del mole en el estado de Puebla, México.

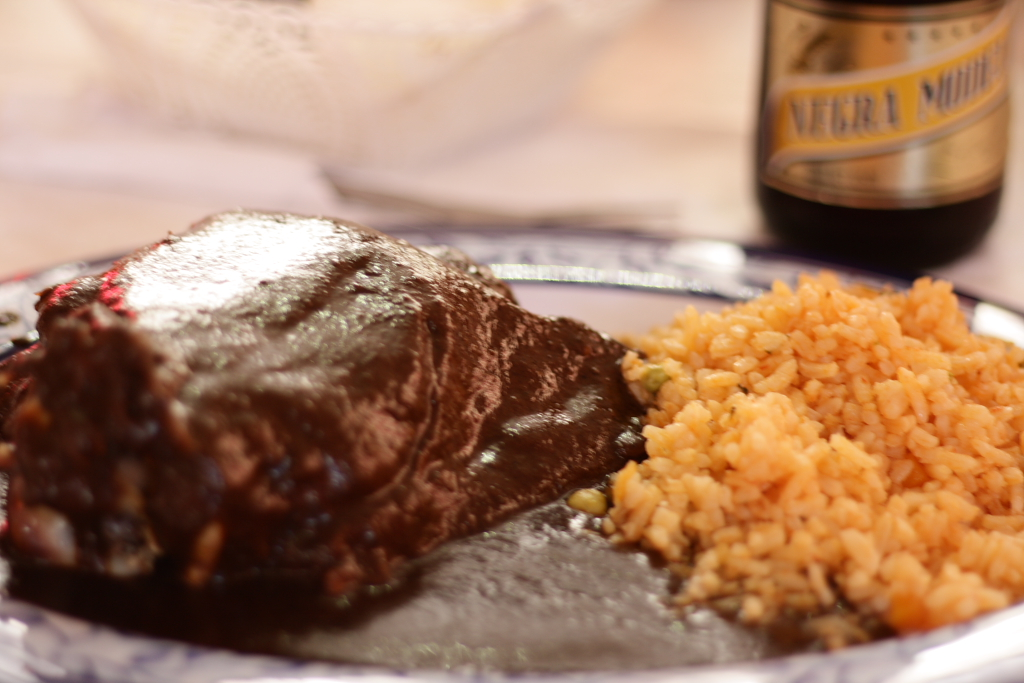
Mole con arroz a la mexicana

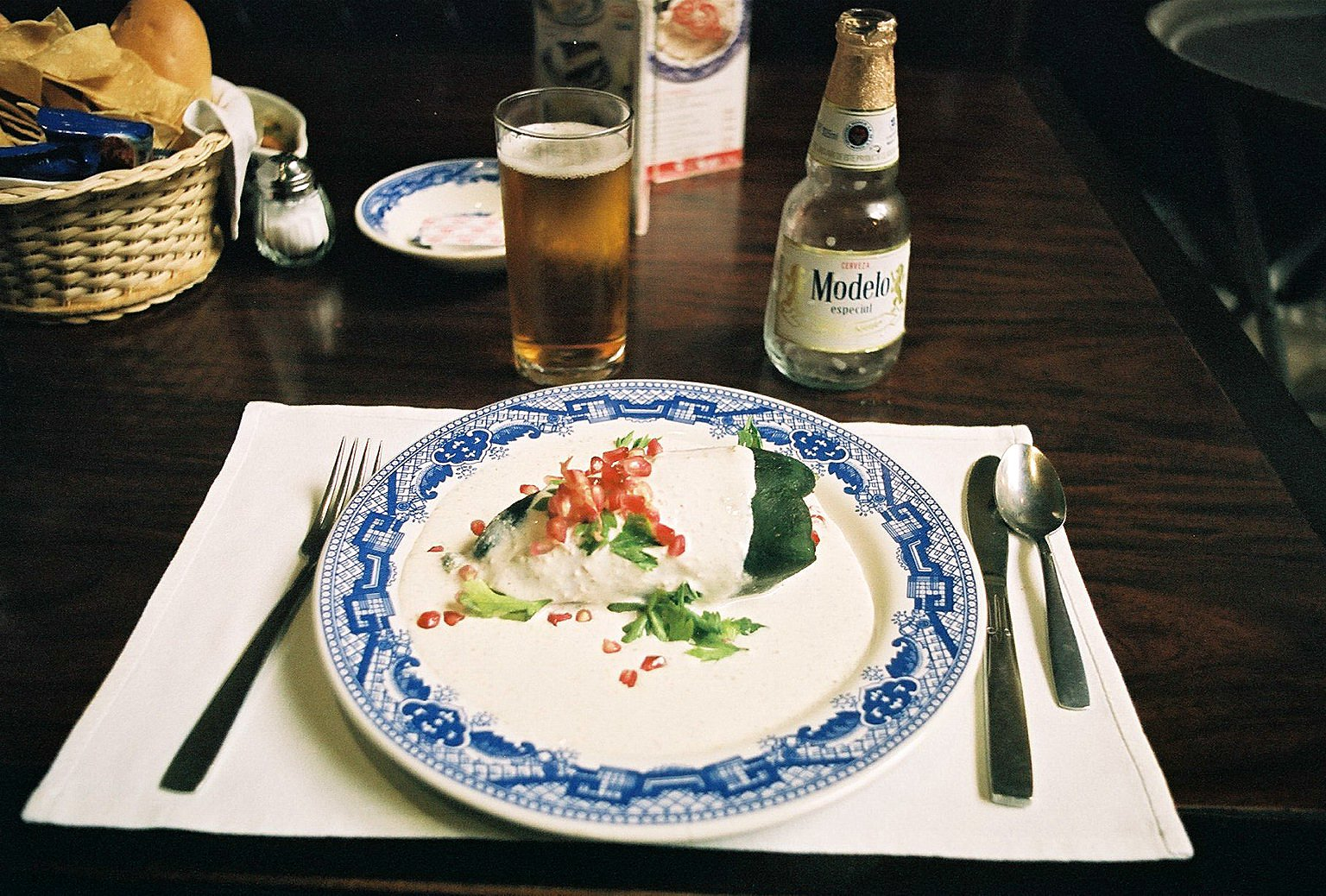
Chiles en nogada

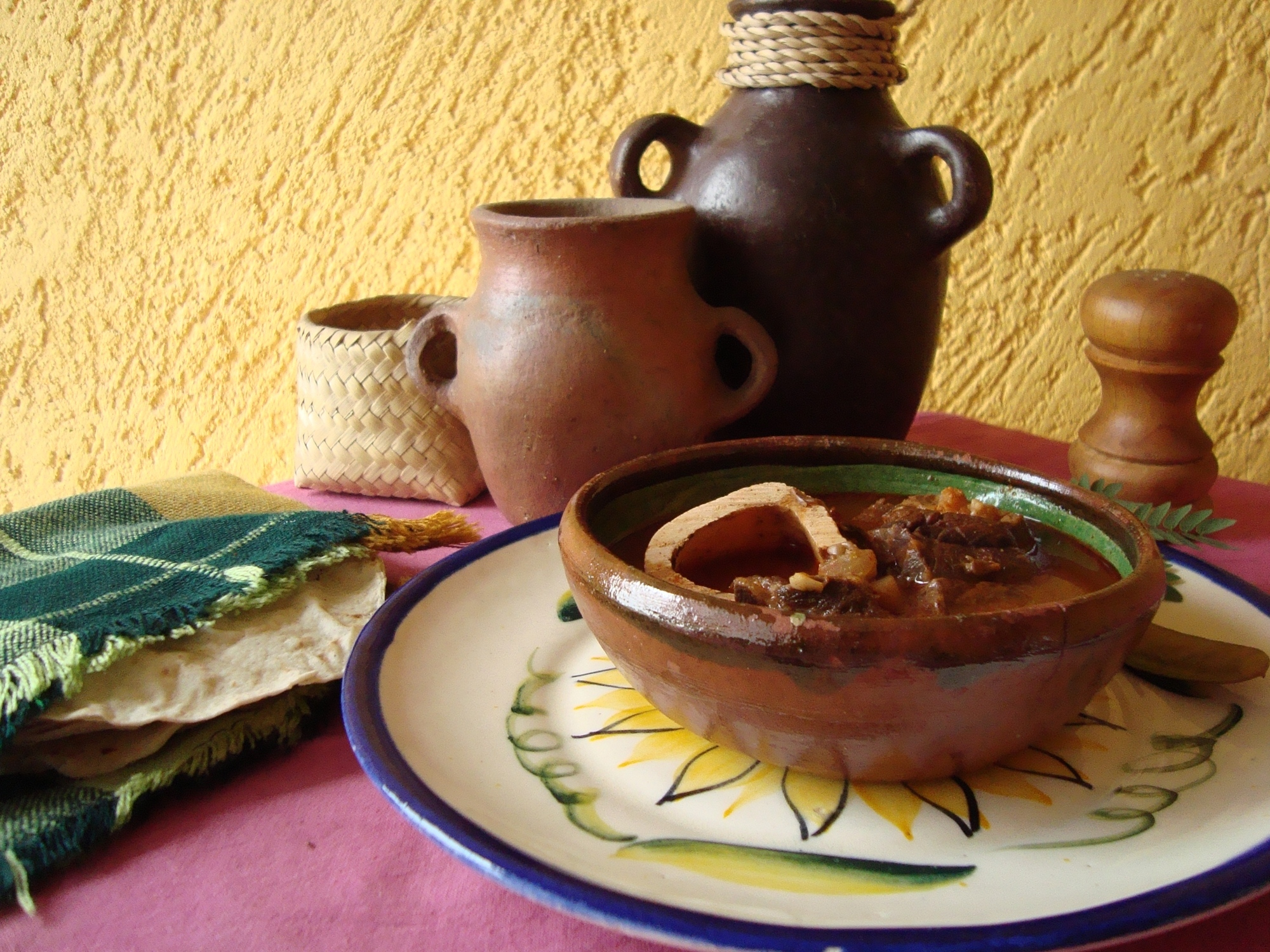
Huaxmole de la Mixteca

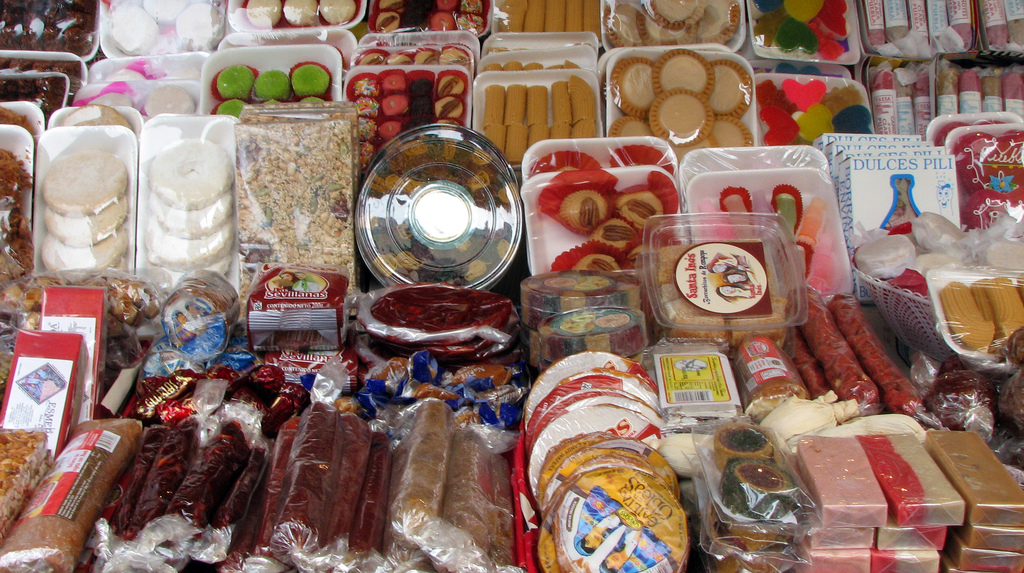
Dulces tradicionales de Puebla

La gastronomía poblana, producto del mestizaje que devino con la Conquista de México por parte de los españoles, es una de las más representativas de la República Mexicana. Numerosos mitos están asociados a algunos de los platillos más conocidos de la gastronomía regional del estado, a la que se suele identificar en México en relación con dos platillos que se consideran platillos nacionales: el mole poblano, los chiles en nogada y el mole de caderas. Sobre el mole, la leyenda dice que fue creación de sor Andrea de la Asunción, del convento de Santa Rosa en la ciudad de Puebla. Esta monja habría creado el platillo en ocasión de la visita del obispo a su congregación. En la leyenda, el nombre del plato se asocia con una expresión de admiración de una compañera de Andrea de la Asunción al ver a ésta moliendo los ingredientes afanosamente, aunque se sabe que la palabra mole es de origen náhuatl y que la mezcla de chiles secos o frescos en la confección de salsas era una práctica común en las gastronomías mesoamericanas precolombinas. A esta base de chiles, uno de los ingredientes básicos de la gastronomía mesoamericana, se sumaron especias y los aceites llegados con los españoles, que dieron origen a los moles contemporáneos, cuya preparación de ninguna manera es exclusiva de Puebla, aunque el mole más conocido sea precisamente el poblano.
Otro de los platillos más tradicionales y endémicos del Estado de Puebla es, sin duda, el de los chiles en nogada. Los ingredientes que se usan para la preparación de este plato son variados, además de ser característicos de la región: consiste en rellenar un chile poblano con carne de res o de puerco previamente cocinado con pasas, almendras, manzana y pera panochera (nombre que se le da a un tipo de pera en la región); ya relleno, se capea en huevo a punto de turrón y harina blanca; se baña en la nogada, que es una salsa hecha con leche, nuez de Castilla, brandy y queso de cabra, adornado con granitos de granada y hojas de perejil.
La leyenda asocia la creación de este platillo con una monja del convento de Santa Mónica, también en la ciudad de Puebla. El plato habría sido confeccionado en honor de Agustín de Iturbide, en ese tiempo, emperador de México. Sin embargo, la nogada aparece en recetarios del siglo XVIII, por lo menos un siglo antes de la independencia de México, y el chile en nogada no aparece en estos recetarios sino hasta mediados del siglo XIX, treinta años después de la abolición del Primer Imperio Mexicano.

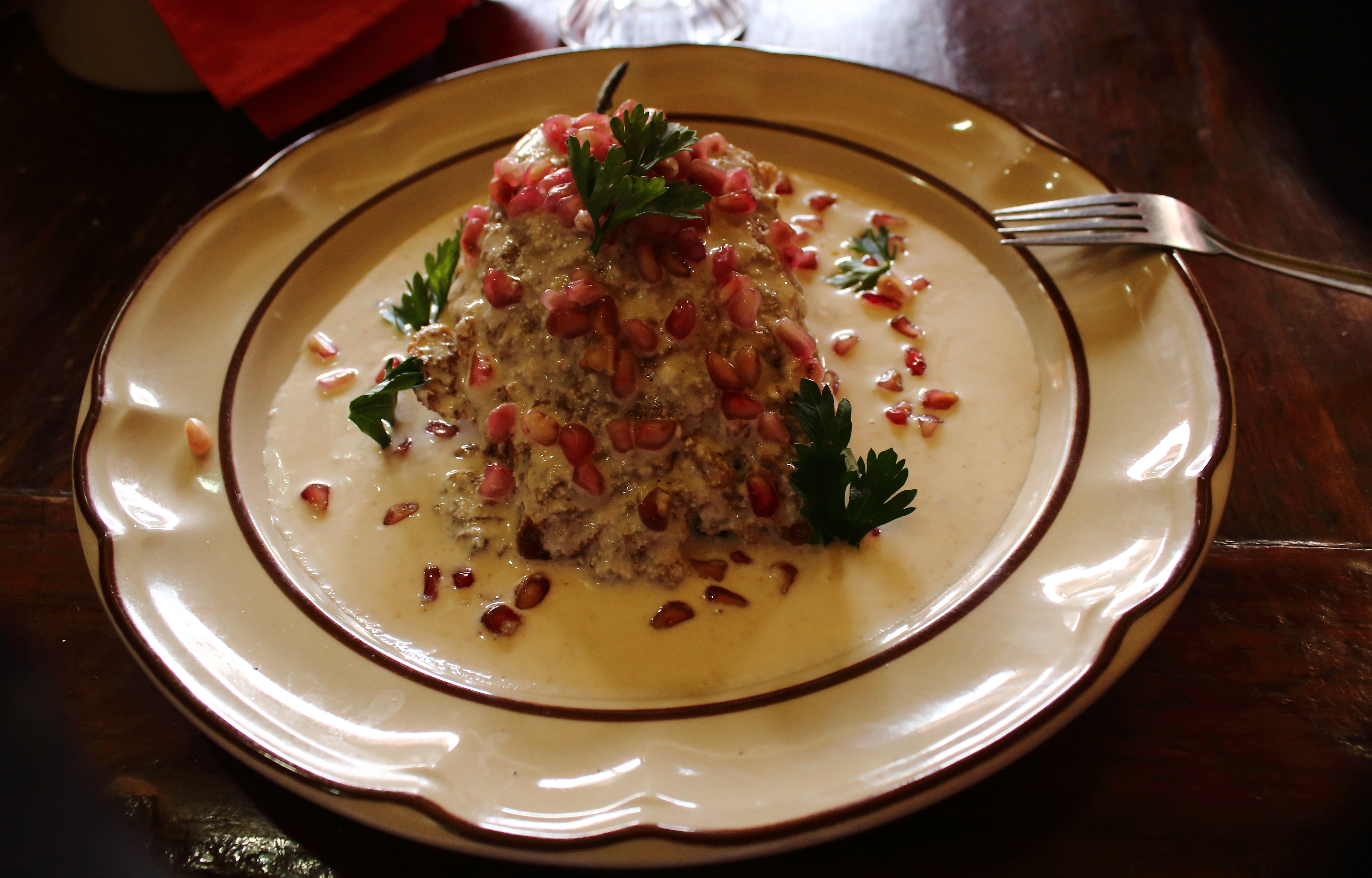
Chile en nogada preparado.

El mole de caderas es un platillo tradicional de carne de chivo de la región de Tehuacán, Puebla, en México. Es considerado uno de los platillos más importantes de la región, debido a la prolongada crianza y cuidados en la preparación del animal -del cual se aprovecha la totalidad de la carne- y de la celebración del Festival de la Matanza que acompaña y da inicio al sacrificio de animales de crianza para la preparación de los alimentos y para la posterior conservación y curado de la carne.
En la preparación del mole de caderas se emplea la carne y hueso de la cadera, condimentos a base de sal y chile, con un caldo de color rojo hervido con la carne de las caderas y ejotes silvestres. El sabor del platillo es característico de la carne de los chivos que son llevados durante un trayecto de un año pastando a través de las regiones del sur del estado de Puebla y del norte de Oaxaca, alimentando al ganado solo con la hierba de la región y grandes cantidades de sal evitando a toda costa que los animales beban agua y se mantengan hidratados solo por aquella que les proporcionan los vegetales consumidos. De la práctica de este tipo de crianza se obtiene carne de un sabor fuerte y característico con el cual se preparan los platillos tradicionales.
Más allá de estos dos platos ampliamente conocidos en México y a nivel mundial, la cocina poblana es muy variada y comparte con otras gastronomías mexicanas el mestizaje de elementos indígenas, españoles y asiáticos, producto de la historia del país. Solo en la ciudad de Puebla es posible encontrarse con gran cantidad de platillos, desde antojitos como chalupas, cemitas, tortas, tamales de diversos estilos; hasta alta cocina internacional, dulces y bebidas tan particulares como la pasita (que es una bebida a base de Licor de uva pasa que se acompaña con un pedazo de queso y una pasa ensartados en un palillo, única de la Angelópolis). En toda Puebla, la base de la comida es el maíz, el frijol y el chile, y estos tres elementos se combinan para producir una gran cantidad de platillos, como las enfrijoladas, que se consumen en cualquier localidad poblana. Además de la capital, la cocina poblana se diversifica en cada una de sus regiones, donde incorpora características particulares, según los recursos e ingredientes disponibles. Por ejemplo, el mole de caderas de Tehuacán se prepara en honor del Festival de la Matanza, en que se sacrifican los chivos de los hatos familiares. En la Mixteca, el repertorio gastronómico incorpora insectos como los cuetlas y los jumiles; cactáceas como la biznaga y la pitaya; frutos tropicales como el zapote negro, y a base de huajes se prepara el huaxmole. En el centro del estado se pueden encontrar mixiotes, barbacoa y pulque, todos deudores del maguey; además, está la gran tradición de lácteos de Chipilo, donde los descendientes de los vénetos establecidos en la región continúan produciendo quesos al estilo de Italia.

### Dulces
En el estado de Puebla, se produce un gran variedad de dulces que destacan por su gran colorido y variedad de sabores, la mayoría creados desde la época virreinal.
En los conventos de Santa Mónica y Santa Rosa se elaboraron por primera vez toda la gama de dulces que por su característico sabor y gran calidad se han vuelto famosos en México y en el mundo como son las tortitas de Santa Clara, los camotes poblanos o camotes de Santa Clara, limones rellenos de coco, jamoncillo, cacahuates garapiñados, macarrones, frutas cristalizadas, muéganos, piñón con leche quemada, etc.
El más famoso y característico dulce es el camote poblano el cual, cuenta la leyenda, se originó en el convento de Santa Rosa en el siglo XVII, ya que las monjas recibían grandes donaciones de camotes. Se dice que el obispo Manuél Fernández de Santa Cruz y Sahagún visitaría el convento, fue entonces cuando una joven de nombre Angelina sugirió elaborar un nuevo platillo aprovechando los camotes.

### Artes populares

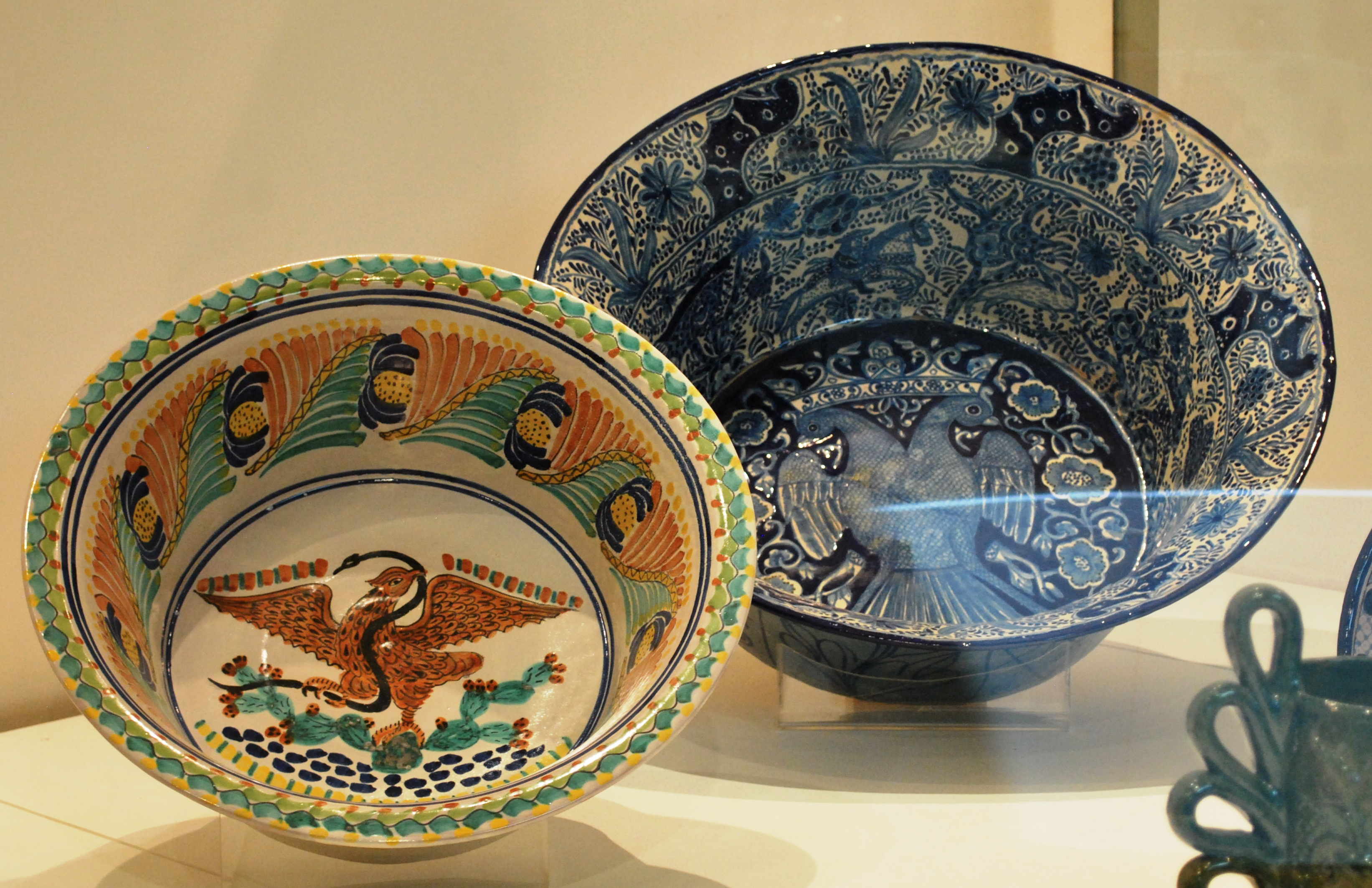
Aguamaniles en talavera poblana.

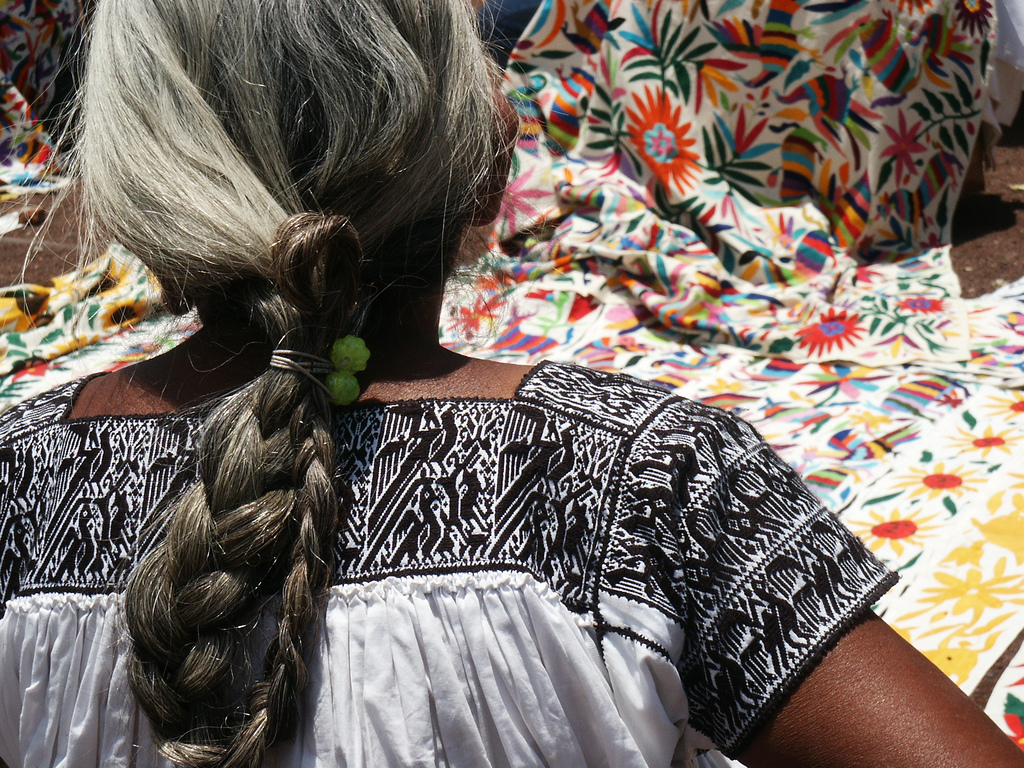
Una artesana textil en Cholula de Rivadavia

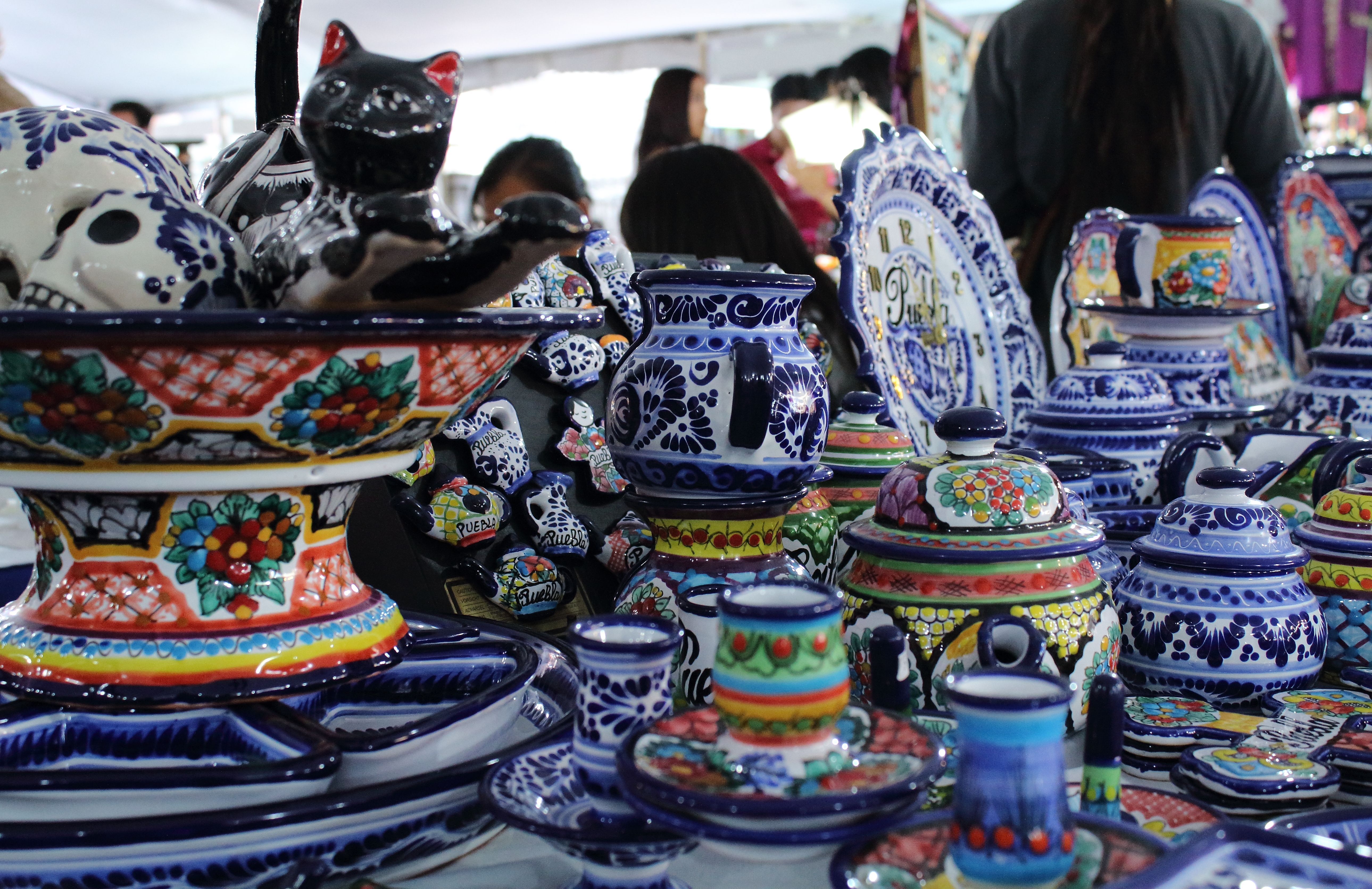
Artesanías de Puebla, México

El estado de Puebla es conocido por su amplia gama de cultura. La más emblemática es la Talavera poblana, técnica en la que se realizan no solo tibores y vajillas, sino azulejos y otros elementos de decoración arquitectónica. De este tipo de cerámica están recubiertas algunas construcciones de la capital poblana y otros pueblos (especialmente en el centro del estado), como las cúpulas de la Catedral de Puebla, el templo de Sebastián de Aparicio, la cocina del convento de Santa Rosa o la Casa de los Muñecos. San Salvador Huixcolotla, en el valle de Tepeaca, es la cuna del papel picado que se emplea como adorno en diversas festividades mexicanas, como el Día de la Independencia o el Día de Muertos. La técnica tiene su origen en la época virreinal, aunque la costumbre de emplear el papel como elemento en los rituales tiene sus resabios prehispánicos. En la región de Pahuatlán se manufactura el papel amate siguiendo una técnica precolombina que se ha modificado muy poco al pasar el tiempo. Este papel amate se emplea para la representación de los espíritus de la mitología de los nahuas y otomíes de la Sierra Norte, calando los motivos en el papel. El papel amate de la Sierra Norte de Puebla se emplea en la producción artesanal de Guerrero.
También en la Sierra Norte existe una importante producción de textiles artesanales, especialmente camisas bordadas para mujer y los famosos quexquémitl que emplean las mujeres nahuas y otomíes de la región. Estas prendas se tejen en telar de cintura mediante la técnica de brocado con hilos de lana, casi siempre de color negro y rojo. Los quexquémitl son parte central de la indumentaria de las mujeres en la sierra, y en Cuetzalan tienen un festival que gira en torno a la exhibición de estas prendas. Por otra parte, en el sur del estado se encuentra la producción alfarera de la Mixteca Poblana. La alfarería de Acatlán de Osorio e Izúcar de Matamoros se caracteriza por sus figuras elaboradas de barro casi sin decoración, aunque en la primera localidad es característico el empleo de mecates de palma para decorar ollas y otros utensilios de uso diario. En la región del centro y sureste del estado se producen figuras talladas de ónix y mármol, entre otras piedras que pueden obtenerse en los yacimientos de Tepeaca y Tecali de Herrera. La cestería es común a casi todo el estado, aunque tiene especial importancia en la Mixteca y la región de Tehuacán, donde la palma empleada en su confección crece de modo silvestre.
Así mismo, cabe mencionar que el arte por excelencia de los pueblos de Atlixco y Tenango de las Flores (y otros de menores dimensiones), es el cultivo y embellecimiento de las plantas de ornato, y que a través de la organización de festivales como "La Feria de las Flores" en Huachinango, logran promover sus productos convirtendo las calles de su región en avenidas transitadas por gente de todo México. Cuando estas grandes fiestas se llevan a cabo, la comunidad se llena de aromas y colores que hacen de un recorrido matutino, un viaje por los campos de labranza .

### Festividades populares

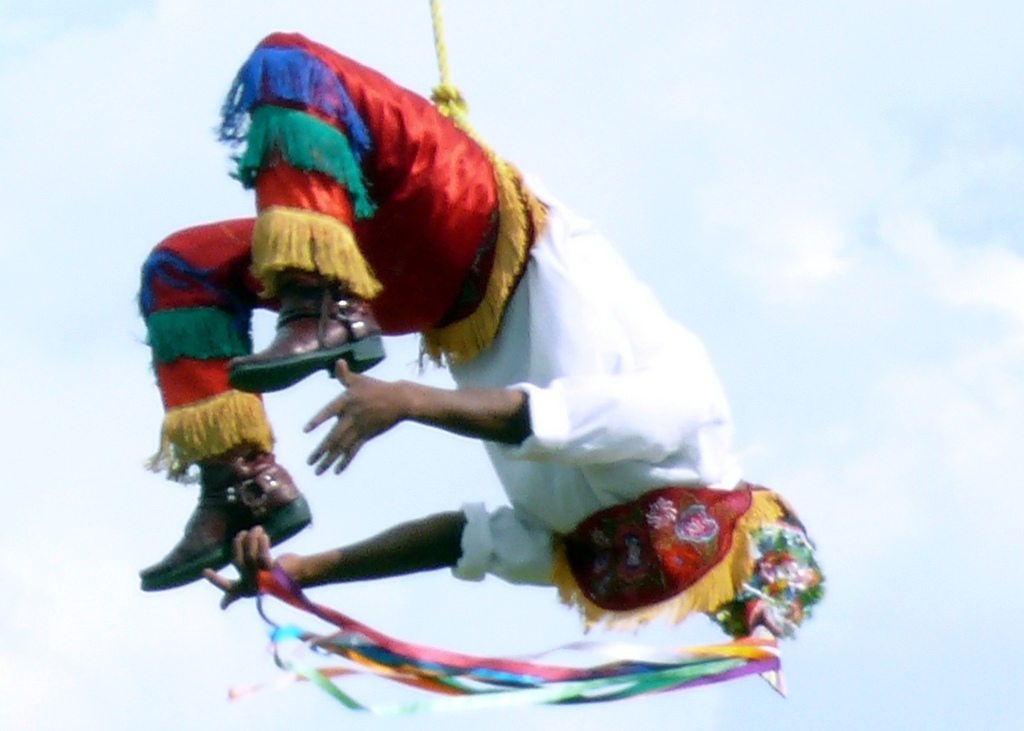
Un volador de la Sierra Norte de Puebla

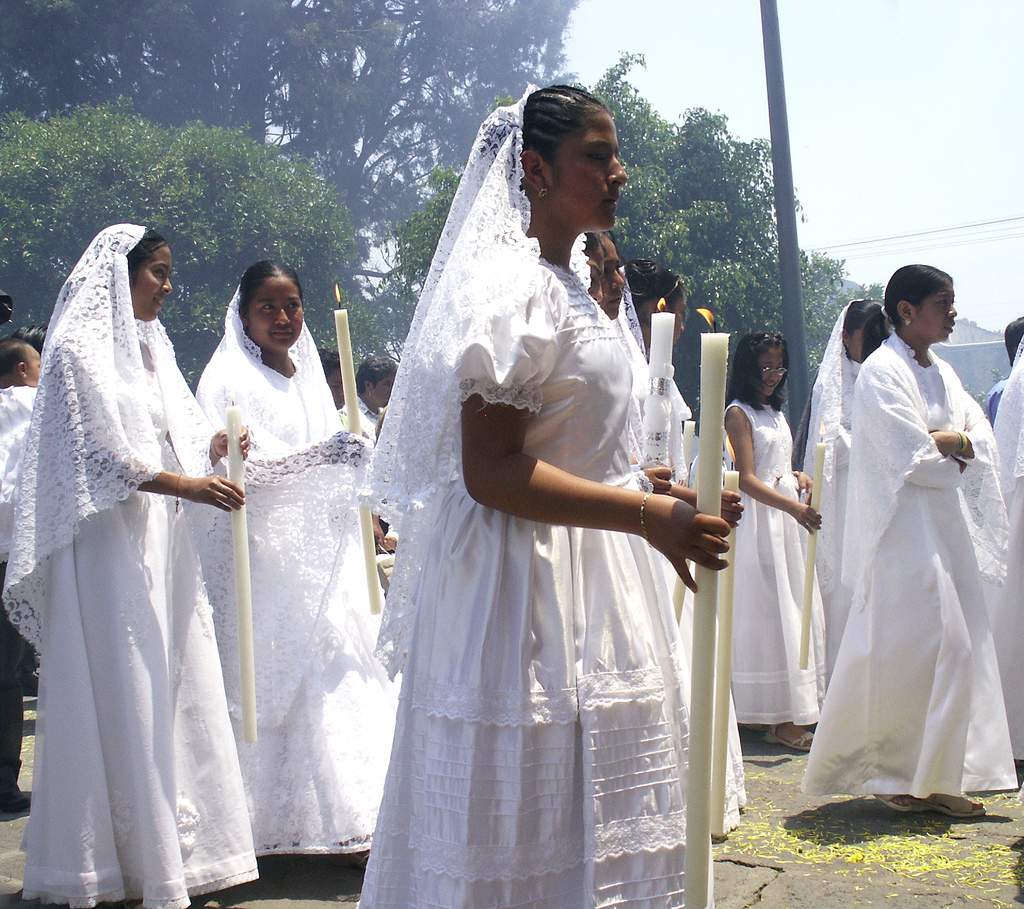
Procesión católica en Cholula de Rivadavia

Existen numerosas festividades populares en todo el territorio del estado. Al igual que en otras partes de México, en Puebla se celebran algunas fechas cívicas y religiosas de importancia en todo el país. Forman parte del calendario religioso las celebraciones decembrinas de las Posadas y la Navidad, el festejo de Año Nuevo; los carnavales, la Cuaresma y la Semana Santa; el Día de Muertos y la celebración de la Virgen de Guadalupe. En Puebla se realizan varios carnavales, como los de Huejotzingo, El Alto (relacionado con el Carnaval de Tlaxcala) y San Jerónimo Xayacatlán; cada uno con características muy particulares. Además de estas festividades, cada pueblo tiene sus propias fiestas dedicadas a los patronos. Solo en el caso de la ciudad de Puebla se registran 83 festividades religiosas en distintos barrios del centro histórico, mismas que a decir de Ernesto Licona, son vividas intensamente por las personas que participan de ellas. Otras festividades patronales importantes en el estado son las que se realizan en torno a la festividad de San Francisco de Asís en Ciudad de Cuetzalan, donde se realiza la Feria Nacional del Café y el Huipil y se presentan las danzas de Quetzales, Santiagos y el Juego del Volador; o las relacionadas con San Miguel Arcángel, fiestas populares: el último domingo del mes de septiembre se lleva a cabo la fiesta de San Miguel Arcángel, patrono del lugar. “El Huey Atlixcáyotl”, que en náhuatl significa “gran tradición atlixquense”, es una fiesta que se hace, según la tradición prehispánica, en honor a Quetzalcóatl, para agradecer los dones recibidos en la cosecha. Es una reunión de pueblos que celebran su permanencia y recrean sus tradiciones a través de la danza. Además, con una semana de anticipación hay diversos eventos. Se lleva a cabo en el auditorio al aire libre Netotiloaya (Plazuela de la Danza). En 1996 se nombró al “Atlixcáyotl” Patrimonio Cultural del Estado de Puebla, que en Atlixco se engalanan con la realización del Huey Atlixcáyotl, un festival donde las once regiones culturales del estado presentan cuadros de danza tradicional.
Entre las festividades cívicas que tienen lugar en el estado se encuentra desde luego la fiesta nacional de México: el Día de la Independencia (15-16 de septiembre), en que se conmemora el aniversario del inicio de la guerra que puso fin a la dominación española del país. El 5 de mayo es otra festividad cívica importante, puesto que la identidad poblana está articulada en torno a la Batalla de Puebla, suceso histórico de principal relevancia en la historia oficial de México por ser el momento en que el Ejército de Oriente y los milicianos mexicanos derrotaron a los invasores franceses en 1862.

### Patrimonio arqueológico
En el territorio que actualmente ocupa el territorio del estado habitaron diversos pueblos desde la época precolombina. Los testimonios de su presencia forman parte del patrimonio cultural de los poblanos, y son protegidos tanto por autoridades locales como por el Instituto Nacional de Antropología e Historia (INAH). En Puebla existen varios sitios arqueológicos aunque solo algunos se encuentran abiertos a la visita del público. Entre estos sitios se encuentran Yohualichán, sitio del período clásico tardío de la cultura totonaca localizado en la Sierra Norte, próximo a Cuetzalan; cerca de Oriental se encuentra Cantona, sitio del Epiclásico mesoamericano; en el centro del estado está la zona arqueológica de Cholula, una de las más antiguas ciudades de México; en el sur se encuentran Tepexi el Viejo y Cuthá, ambas relacionadas con la cultura mixteca-popoloca. Existen varios museos que resguardan acervos de piezas arqueológicas, entre ellos el Museo Amparo y el Museo Regional de Puebla del INAH, en la ciudad de Puebla, y varios museos comunitarios como el de Acatlán de Osorio, dedicado a la cultura mixteca, y el de Xiutetelco, que resguarda piezas totonacas.

### Arquitectura

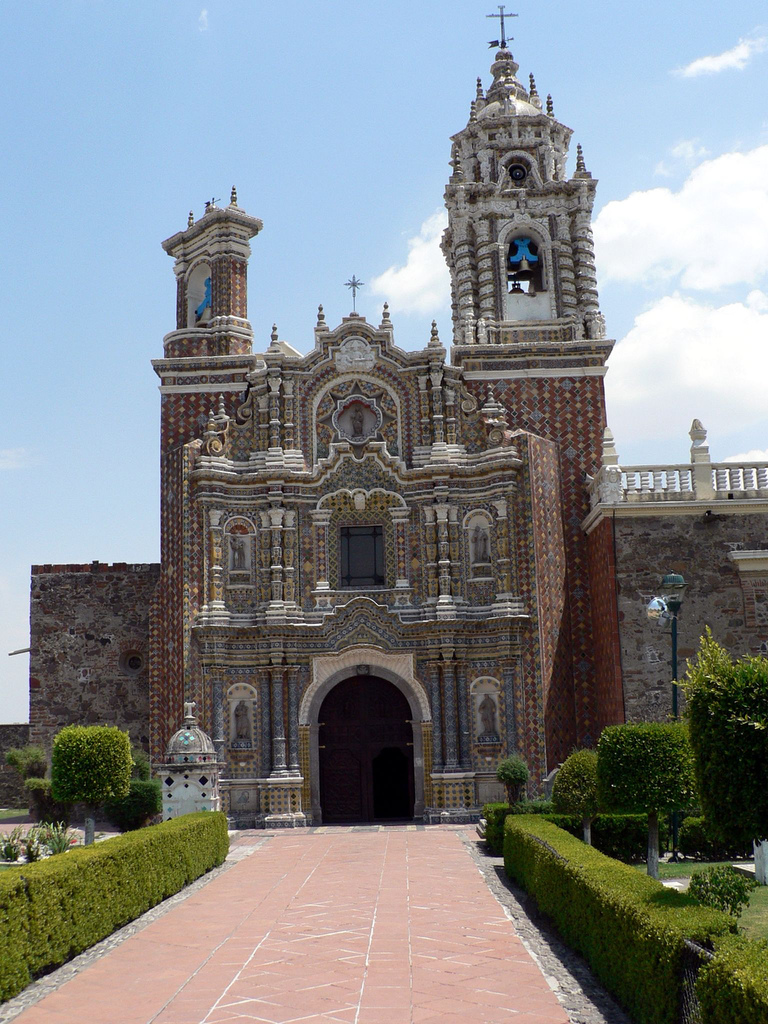
Templo de San Francisco Acatepec

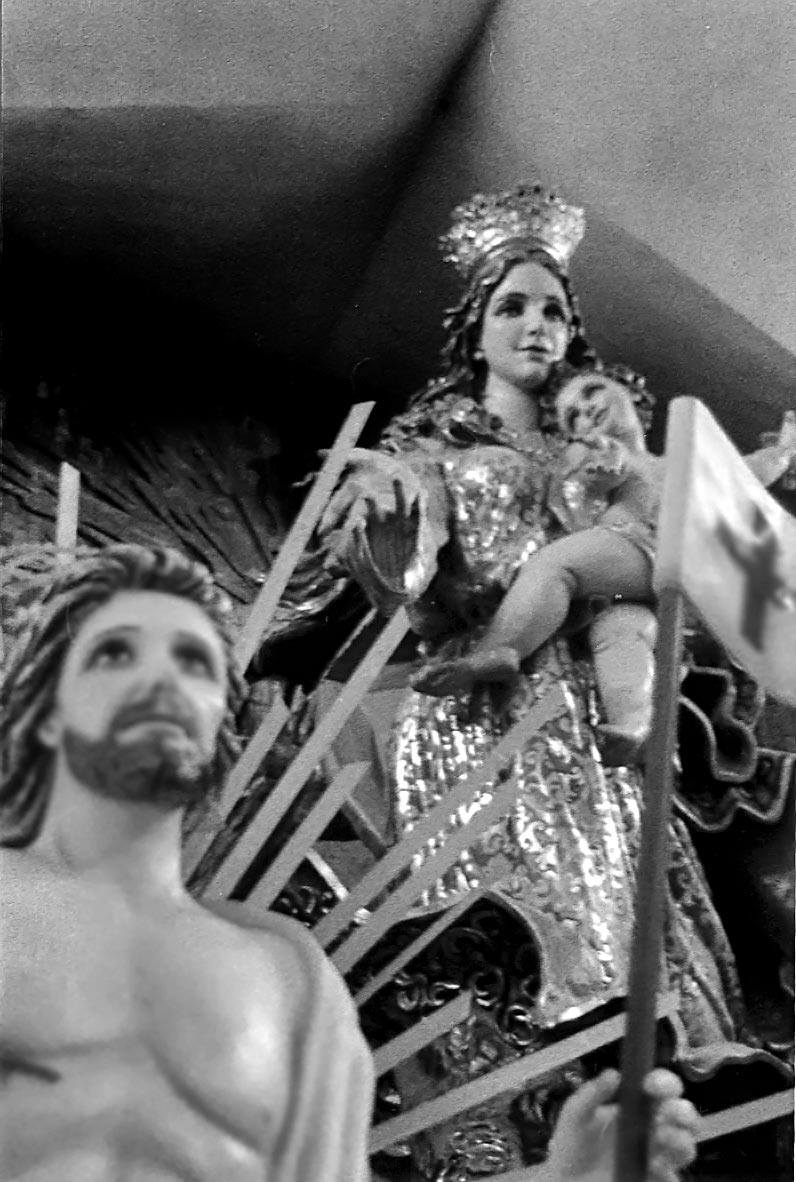
Nuestra Señora de la Inmaculada Concepción de Chignahuapan. La pieza, de catorce metros de altura, es obra de José Luis Silva, lo mismo que el Cristo de tamaño natural que se observa en primer plano.

El estado de Puebla posee un rico patrimonio arquitectónico, que va desde la Gran Pirámide de Cholula hasta los modernos rascacielos que se construyen en la actualidad en la capital del estado. Precisamente es Puebla de Zaragoza donde se encuentra una de las mayores concentraciones de edificaciones virreinales del estado, que le valieron ser llamada Relicario de América y la declaratoria de Patrimonio de la Humanidad para su centro histórico en 1987. En este conjunto de monumentos se encuentran numerosas construcciones religiosas y civiles de estilo barroco y neoclásico. Entre las más notables se encuentra la Catedral, la capilla del Rosario que se encuentra en el Templo de Santo Domingo; el antiguo Palacio del Ayuntamiento, la Casa de los Muñecos, el Templo de la Compañía, el edificio Carolino, la Casa del Alfeñique y numerosos templos católicos.
La época de la cristianización de los indígenas produjo numerosas construcciones religiosas en las localidades de la provincia poblana. Entre estas hay que señalar los conventos de Tecali, Tecamachalco, Tepeaca, el Texmelucan y el Cholula. Algunos de los conventos poblanos forman parte del conjunto de monasterios franciscanos de las faldas del Popocatépetl que fueron declarados también Patrimonio de la Humanidad en el año de 1994. Se trata de los conventos de Calpan, Huejotzingo y Tochimilco. Otra construcción religiosa de relevancia es la iglesia de Santa María Tonantzintla, donde el estilo barroco refleja fuertes influencias estilísticas de la iconografía indígena, dando lugar a una construcción mestiza de gran colorido y profusión decorativa.[cita requerida]

### Artes
Puebla tiene una rica actividad artística. El patrimonio artístico de los poblanos comprende un legado con milenios de historia, producto de los diversos pueblos que han habitado el territorio del estado desde la época precolombina. El estado es conocido por la gran calidad de su arte virreinal, que cuenta con un museo especialmente concebido para la exhibición de las piezas artísticas virreinales. El Museo Poblano de Arte Virreinal, establecido en la capital poblana, cuenta con una colección de piezas artísticas que formaban parte de distintas colecciones públicas y privadas. En las construcciones virreinales poblanas existen obras de gran calidad que se integran a la arquitectura del lugar, como testifican las numerosas edificaciones religiosas en todo el estado. Desafortunadamente, el arte sacro en el estado de Puebla es objeto de saqueo, al grado que es uno de los estados con mayores pérdidas artísticas por concepto de robos de este tipo de piezas artísticas.
El arte poblano contemporáneo cuenta con mucha menor difusión que las artes de tiempos pasados. Los centros educativos juegan un papel importante en la formación de nuevos creadores. Existen instancias que promueven la creación artística, como el Programa de Estímulo a la Creación y al Desarrollo Artístico de Puebla, financiado por el Consejo Nacional para la Cultura y las Artes y la Secretaría de Cultura del gobierno del estado. La principal problemática es que las obras de creadores poblanos no cuentan con gran difusión fuera del territorio del estado, amén de que la producción se concentra en la capital.

### Mitos y leyendas

#### Popocatépetl e Iztaccíhuatl
Hace tiempo, cuando los aztecas dominaban el Valle de México, los otros pueblos debían obedecerlos y rendirles tributo, pese a su descontento. Un día, cansado de la opresión, el cacique de Tlaxcala decidió pelear por la libertad de su pueblo y empezó una terrible guerra entre aztecas y tlaxcaltecas.
La bella princesa Iztaccíhuatl, hija del cacique de Tlaxcala, se había enamorado del joven Popocatépetl, uno de los principales guerreros de este pueblo. Ambos se profesaban un amor inmenso, por lo que antes de ir a la guerra, el joven pidió al padre de la princesa la mano de ella si regresaba victorioso. El cacique de Tlaxcala aceptó el trato, prometiendo recibirlo con el festín del triunfo y el lecho de su amor. El valiente guerrero se preparó con hombres y armas, partiendo a la guerra después de escuchar la promesa de que la princesa lo esperaría para casarse con él a su regreso. Al poco tiempo, un rival de Popocatépetl inventó que este había muerto en combate. Al enterarse, la princesa Iztaccíhuatl lloró amargamente la muerte de su amado y luego murió de tristeza. 
Popocatépetl venció en todos los combates y regresó triunfante a su pueblo, pero al llegar, recibió la terrible noticia de que la hija del cacique había muerto. De nada le servían la riqueza y poderío ganados si no tenía su amor. 
Entonces, para honrarla y a fin de que permaneciera en la memoria de los pueblos, Popocatépetl mandó que 20,000 esclavos construyeran una gran tumba ante el Sol, amontonando diez cerros para formar una gigantesca montaña. 
Desconsolado, tomó el cadáver de su princesa y lo cargó hasta depositarlo recostado en su cima, que tomó la forma de una mujer dormida. El joven le dio un beso póstumo, tomó una antorcha humeante y se arrodilló en otra montaña frente a su amada, velando su sueño eterno. La nieve cubrió sus cuerpos y los dos se convirtieron, lenta e irremediablemente, en volcanes. 
Desde entonces permanecen juntos y silenciosos Iztaccíhuatl y Popocatépetl, quien a veces se acuerda del amor y de su amada; entonces su corazón, que guarda el fuego de la pasión eterna, tiembla y su antorcha echa un humo tristísimo.
Durante muchos años y hasta poco antes de la Conquista, las doncellas muertas por amores desdichados eran sepultadas en las faldas del Iztaccíhuatl. 
En cuanto al cobarde tlaxcalteca que por celos mintió a Iztaccíhuatl sobre la muerte de Popocatépetl, desencadenando esta tragedia, fue a morir desorientado muy cerca de su tierra, también se convirtió en una montaña, el pico de Orizaba y se cubrió de nieve. Le pusieron por nombre Citlaltépetl, o “Cerro de la estrella” y desde allá lejos vigila el sueño eterno de los dos amantes a quienes nunca, jamás podrá separar.

#### La china poblana
En la iglesia de la Compañía, en Puebla, cerca de la puerta que comunica el presbiterio con la sacristía, hay empotrada en la pared una lápida que señala el lugar donde fueron enterrados los restos mortales de Catarina de San Juan. En 1907, existía una calle llamada De las Chinitas, donde Mirnha vivió. 
Cuentan viejos cronistas que en el año 1609, nació en la ciudad de Indra Prastha una princesa llamada Mirnha, de la estirpe de los mongoles de la India Oriental. Al huir de los turcos, la familia llegó a la costa, donde arribaron los portugueses dedicados al tráfico de esclavos. Mirnha era de color casi blanco, cabellos claros, frente espaciosa, ojos vivos, nariz bien delineada y garboso andar. Un día, la princesa paseaba por la playa, en compañía de un hermano menor, fue hecha prisionera y llevada a Cochín, para después ser enviada a Manila, en las Islas Filipinas. 
El marqués de Gálvez, entonces virrey de México, encargó al gobernador de Manila la compra "de esclavas de buen parecer y gracia para el ministerio de su palacio". Trató de adquirir a Mirnha; pero el mercader tenía el encargo anterior del capitán Miguel de Sosa y de su esposa, doña Margarita de Chávez. "La chinita", fue sigilosamente embarcada para la Nueva España en 1620. Para ser entregada al matrimonio que la recibió en México. 
En el primer tercio del siglo XVII llegó al puerto de Acapulco, en la Nao de China. La esclava oriental portaba una rara indumentaria, compuesta por una camisa con ricos bordados, un zagalejo de brillantes colores, con lentejuelas, unas chancletas de seda y largas trenzas. Era la primera vez que una mujer de rasgos orientales llegaba a Acapulco y su vestimenta despertó la curiosidad de los concurrentes a la feria que se celebraba a la llegada de la Nao. La gente se preguntaba cómo había llegado a México aquella "China", como la llamaron de inmediato; sin tomar en cuenta su origen hindú. 
Sus dueños en Puebla bautizaron a la recién llegada en la iglesia del Santo Ángel de Analco con el nombre de Catarina de San Juan. Se educó cristianamente y más que sirvienta, la vieron en todas partes como miembro de la familia Sosa. Casó con un esclavo de origen chino, Domingo Suárez, con el cual se rehusó a hacer vida marital. Con sus padres adoptivos seguía luciendo sus raros ropajes, que mezcló con los indígenas, dando nacimiento al traje típico de la China Poblana, como dio en llamarle la gente, hasta que por fin ingresó al convento de Santa Catalina en donde logró fama de Santa. 
En torno al vestido de la china poblana se conocen legendarias historias. Catarina de San Juan vistió siempre trajes parecidos a los de la actual “China Poblana”, por lo que se identificaba con las indias de la región y a la vez recordaba sus trajes orientales. Evocando sus atuendos cortesanos, la princesa copia el enredo confeccionado con dos piezas de tela de contrastados tonos, para convertirlo en la falda europea, amplia y con los bajos en picos, bordada de lentejuelas y chaquira. El huipil, en la camisa española también bordada. La faja o chincuete en el rebozo suelto, sobre los hombros y los brazos. Los colores verde, blanco y rojo fueron adoptados más tarde, de la Bandera Nacional, una vez que México alcanzó su independencia en el siglo XIX. Más que oriental el traje de China Poblana es mestizo mexicano y habla claro de la fusión de las culturas indígena y española, que cuajó en multitud de obras de gran belleza. 
El atuendo tradicional de la “China Poblana” se compone esencialmente de rebozo, blusa zagalejo y zapatillas. El rebozo más apropiado es el llamado de bolita en colores palomo y coyote. La blusa lleva bordados de chaquira en vivos colores y es de manga corta. El castor o sea la falda, consta de dos secciones: la superior, de unos 25 cm aproximadamente, de percal o de seda verde, de igual matiz que la pretina. La inferior recamada de bordados realizados en lentejuela y chaquira en forma de flores, aves y mariposas multicolores. El peinado de dos trenzas, con raya en medio, lo rematan moños de listón de los mismos colores del ceñidor. Lleva arracadas o zarcillos; en el cuello, gargantilla de corales. En algunos casos se usa con sombrero jarano, discretamente adornado con barbiquejo de gamuza o de cinta de popotillo. Las zapatillas son forradas en seda verde o roja. 
Muchos consideran que la leyenda de la “China Poblana” no pasa de ser eso; leyenda. Pero la tradición ha dejado el traje, que sigue siendo usado a través de los siglos por las mujeres mexicanas.

#### La Casa de Alfeñique
Cuenta una leyenda que en el año de 1790 María Ignacia Villegas y Guadiana había puesto de condición a su novio Juan Ignacio Morales para casarse con él, tenía este que regalarle una casa de dulce.
El amor que él sentía por ella lo llevó a mandar construir una bella casa con ricos trabajos barrocos de argamasa blanca que decoraban su fachada, haciendo alusión a unos dulces llamados alfeñiques (de pasta de azúcar y almendras).
El edificio consta de dos fachadas perfectamente anguladas en su distribución de puertas y balcones.
En su interior está compuesta de tres pisos que dividen los cuerpos arquitectónicos del edificio, en que la balconada de hierro forjado resalta con el color blanco de los puntales y las marquesinas se mezclan con el balcón.
Hoy día esta hermosa pieza arquitectónica es El Museo Regional Casa de Alfeñique el cual resguarda piezas de gran relevancia contribuyendo así al conocimiento del desarrollo artístico y cultural de la ciudad de Puebla, se presentan piezas que denotan la importancia de la ciudad desde su fundación, el periodo virreinal y el México Independiente.
En el tercer nivel se conserva el entorno original de algunas habitaciones típicas de una casa virreinal como el comedor, la cocina, el salón principal y una ricamente decorada capilla familiar, que hablan de los usos y costumbres de los poblanos hace más de 200 años.

#### Museo Universitario Casa de los Muñecos
La Casa de los Muñecos fue mandada a construir por el Regidor Don Agustín Ovando Cáceres Ledezma y Villavicencio en el Siglo XVIII, en la calle primera de los mercaderes, como era denominada en esa época.
Cuenta con tres niveles, la planta baja es adornada con un balcón corrido distribuido a lo largo de toda la fachada, ventanas con marco de cantera y reja de fierro; el segundo nivel o entrepiso es de una altura menor a la de los otros dos pisos, porque así normaba el estilo barroco y porque estaba diseñado para alojar a la servidumbre de la familia, también lo recorren balcones sencillos; el tercer piso goza de las mismas características.
La casa es un majestuoso ejemplo del barroco poblano, así su fachada elaborada con ladrillo, está decorada con azulejos de talavera de distintos colores que representan figuras humanas, una de las teorías de la construcción asegura que los azulejos fueron importados de la India, también dice que cada figura humana contiene en su iconografía símbolos y significados diferentes. A simple vista se deduce el sincretismo de la cultura prehispánica oriental y la cultura española occidental.
La casa fue construida originalmente como casa habitación, sin embargo, al no ser habitada tuvo múltiples usos, así como: Almacén de hilados, comercio “El famoso 33”, almacenes “la Ciudad de México”, también fue el primer cine de la ciudad, “El Lux”, en dos ocasiones fue hotel, “Hotel Francia” y “Hotel Monterrey”, boliche, peluquería “La imperial”, dulcería “Salambo”, “Foto Puebla”, dos veces casa de huéspedes, óptica “Turati” y el periódico” La Opinión”.
Actualmente el inmueble pertenece a la Benemérita Universidad Autónoma de Puebla. La BUAP adquirió la casa el 11 de diciembre de 1983 para más tarde inaugurarla como el Museo Universitario, el 10 de diciembre de 1987. 
El museo actualmente alberga obra gráfica que define la historia misma de la institución, desde la fundación del colegio del Espíritu Santo por los Jesuitas, hasta la actualidad. El museo buscó a través de sus colecciones de: Aparatos científicos, arte virreinal, biología, medicina, fotografías, arte contemporáneo, mostrar las diferentes etapas por las que ha pasado la máxima casa de estudios poblana.

## Turismo

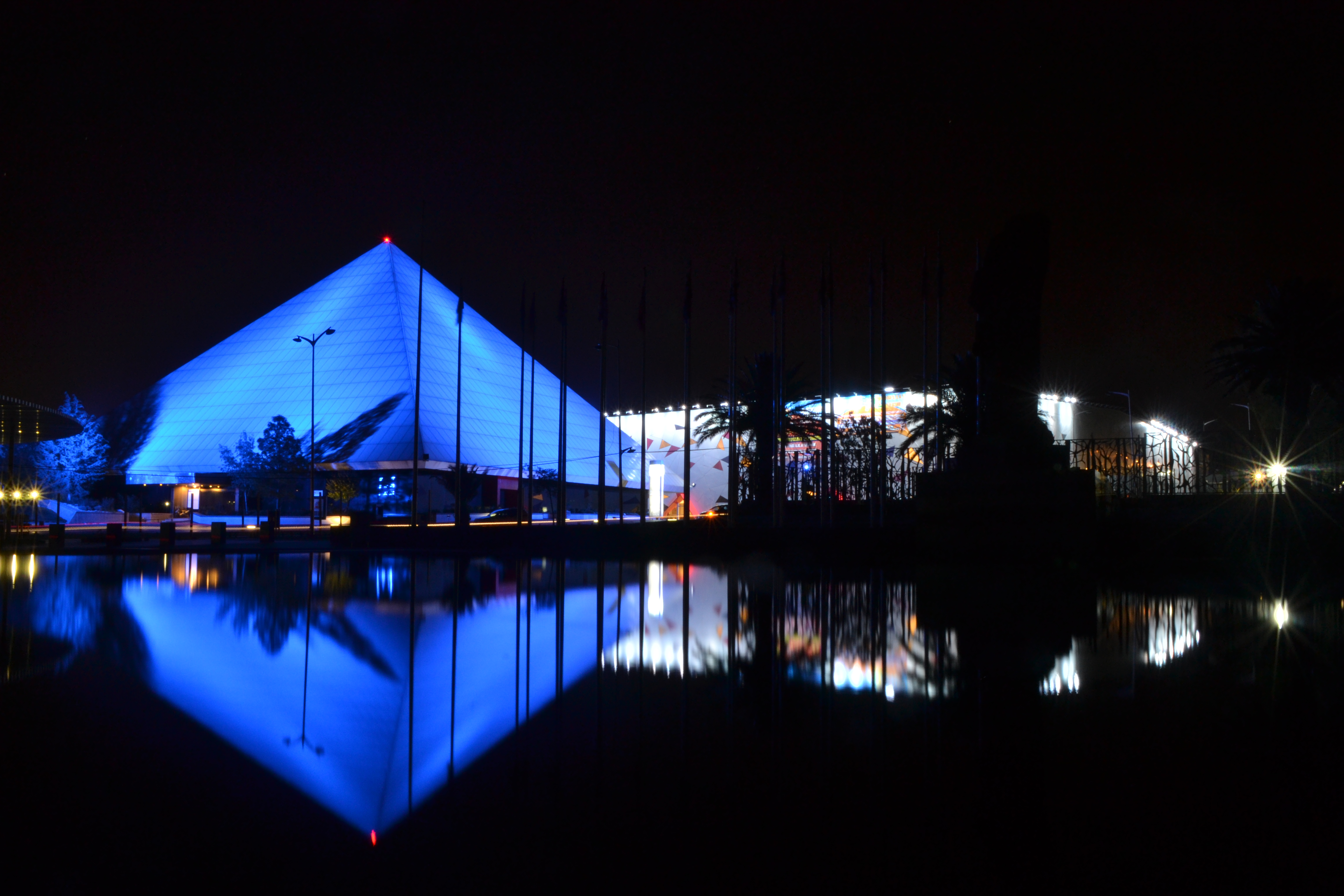
Planetario (azul) y centro expositor (blanco) de Puebla.

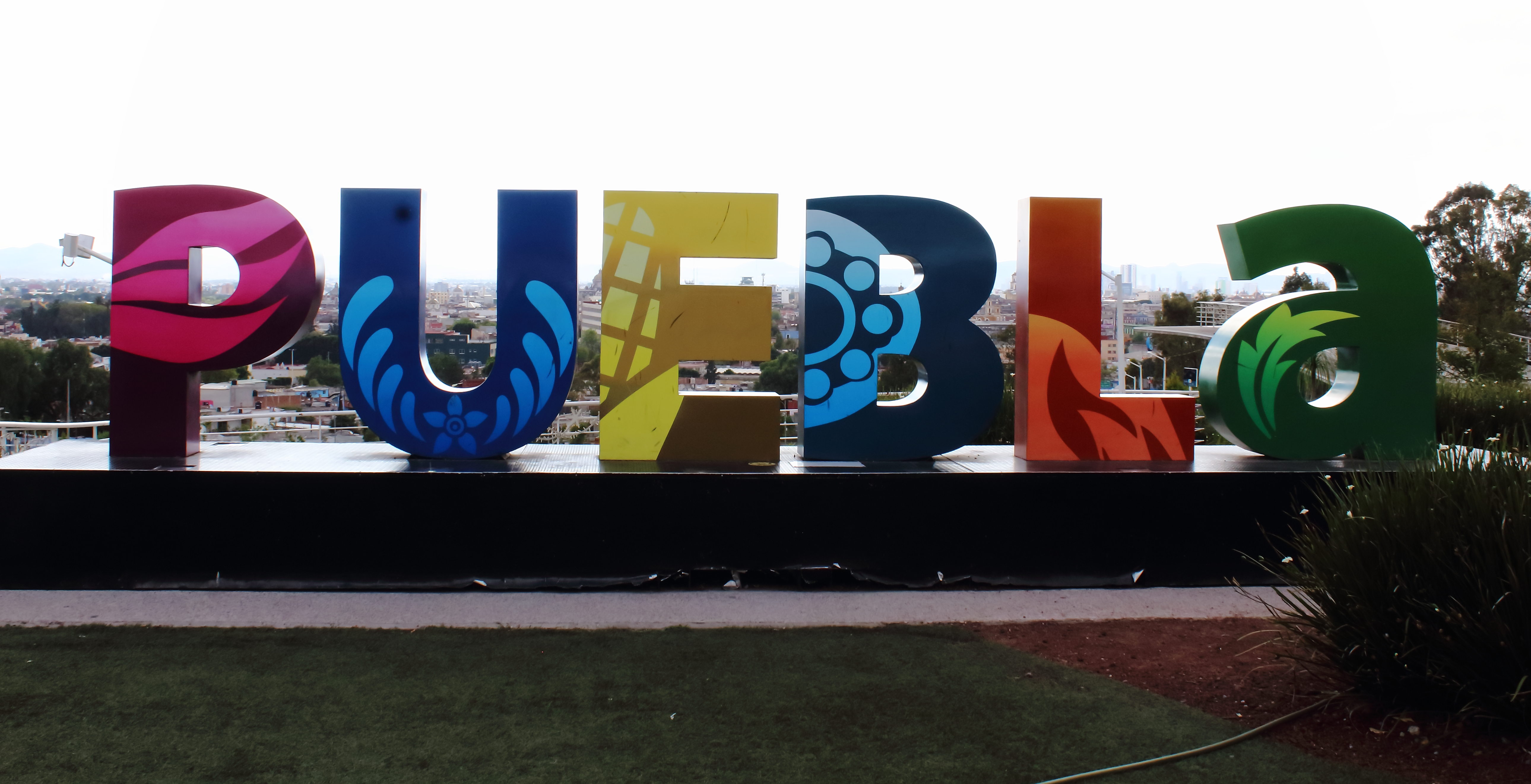

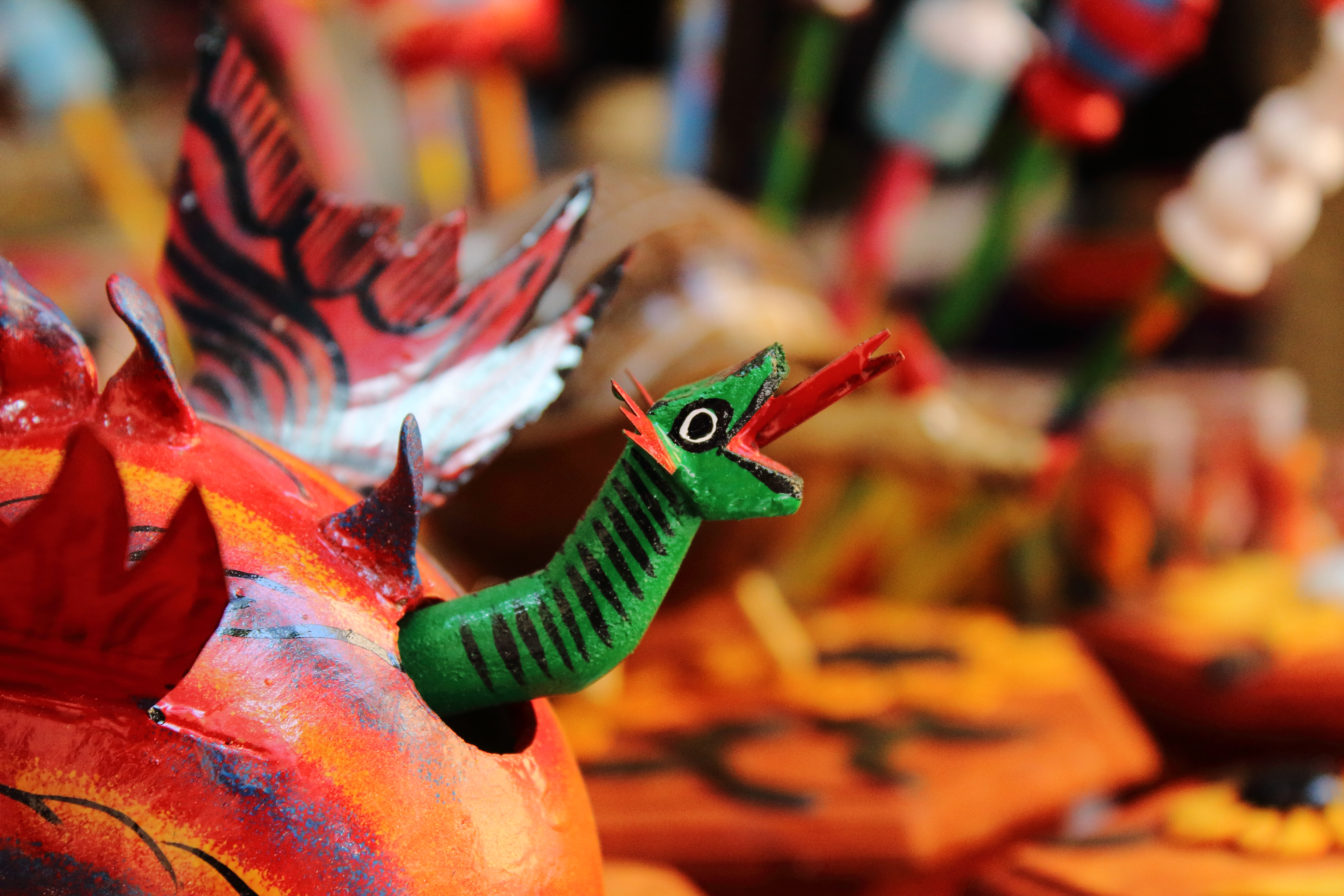
Artesanía de las calles de Puebla.

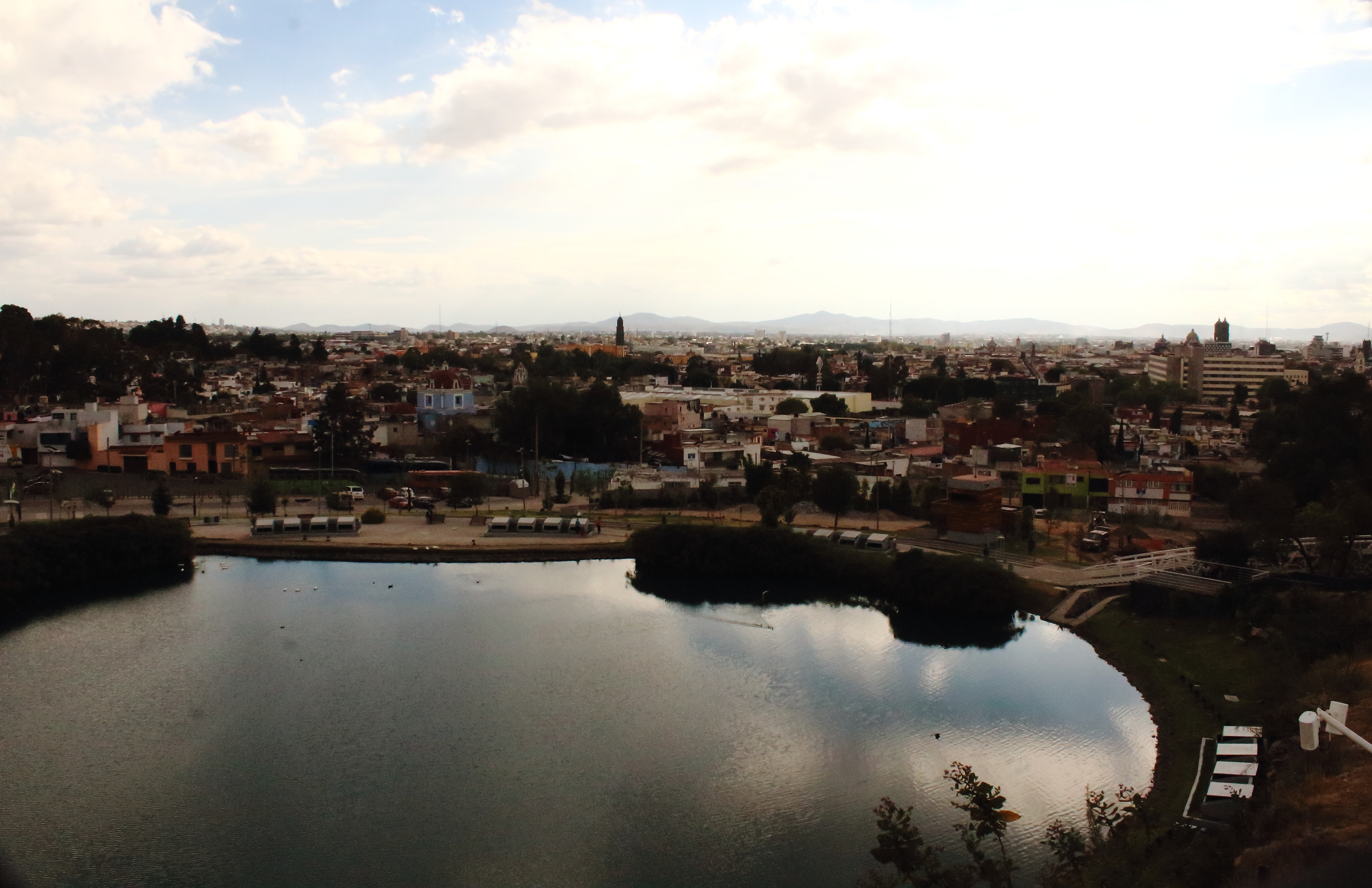
Vista de la ciudad de Puebla desde el Fuerte de Loreto.

El estado de Puebla es uno de los principales destinos turísticos en México. La ciudad de Puebla se encuentra en la séptima posición nacional preferidas como destino turístico; no obstante el periodo de estancia es de apenas 1.6 días. 

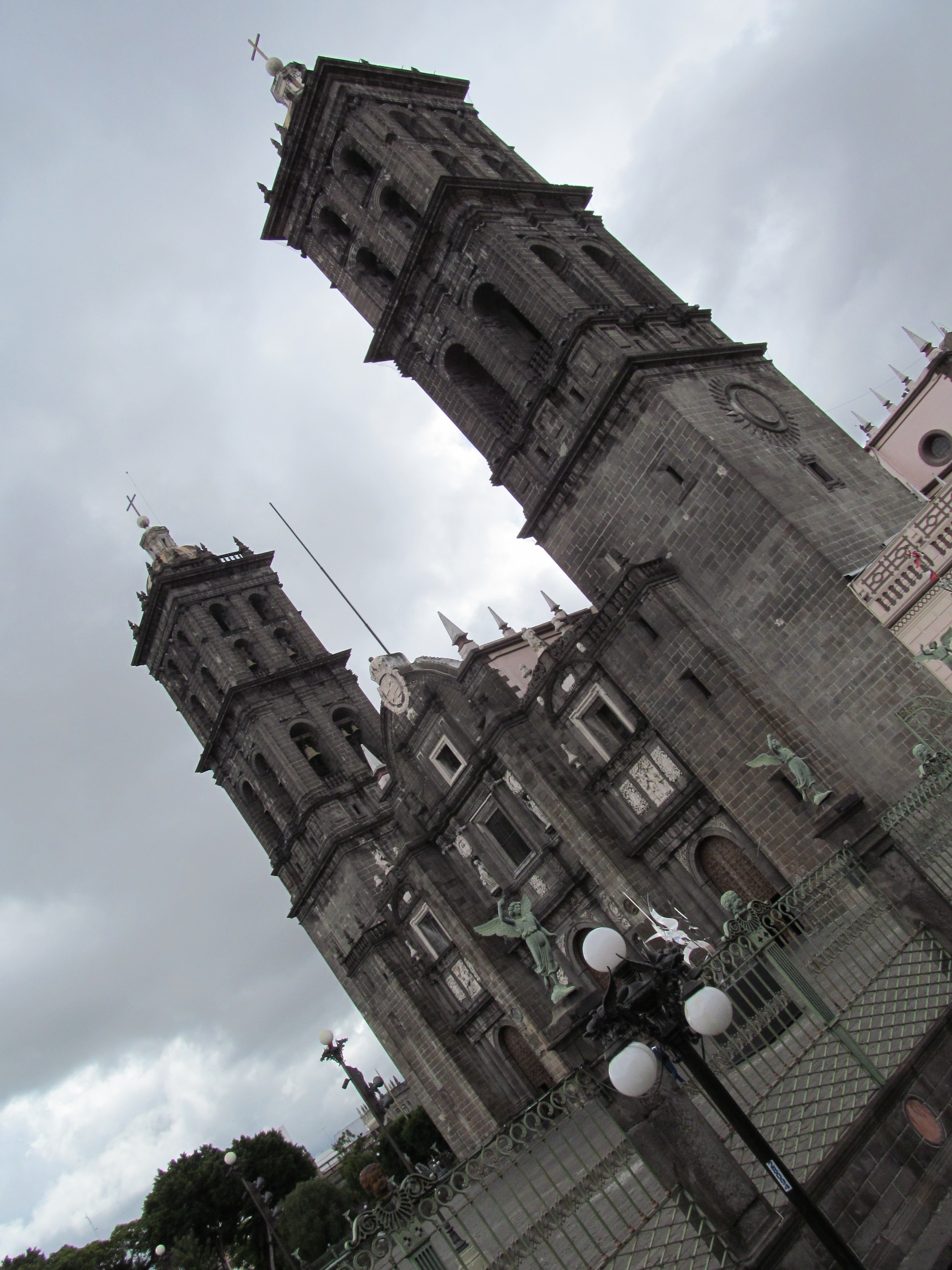
Catedral de Puebla.

En 2005, el estado recibió 1.596.445 visitantes, de los cuales, más de 935 mil se hospedaron en Puebla de Zaragoza, que es el principal destino turístico en el territorio poblano. Otras ciudades del centro del estado como Cholula de Rivadavia y Atlixco, así como Tehuacán, ocupan lugares secundarios como receptores de visitantes. Llama la atención el caso de Cuetzalan del Progreso, que fue visitada en 2005 por un número de turistas que sobrepasa el número de sus habitantes. Del total de turistas que se hospedaron en establecimientos hoteleros del estado en 2005, más de 1 millón 400 mil fueron mexicanos, y menos de 180 mil fueron extranjeros; la mayoría de los turistas foráneos se hospedaron en establecimientos localizados en la capital poblana.
En el año 2006, se inauguró por primera vez uno de los elementos turísticos más sobresalientes de la ciudad. Trata de un evento que se realiza cada 5 años. Angelis Custodiant es su nombre, un magno concierto que reúne 125 campanas distribuidas en 32 campanarios del centro histórico de la ciudad de Puebla, incluida la campana del palacio municipal. Fue concebido para celebrar los 475 años de la fundación de la ciudad. Este concierto fue compuesto por el músico y director poblano Bely David Rocha.
Angelis suis Deus mandant de ut custodiant te in omnibus vi is tuis
Dios mandó a sus ángeles que te guardasen en todos tus caminos.
Las campanas han sido instrumentos de comunicación, no tan solo para actos espirituales, sino también solemnes y han funcionado para convocar el encuentro de pobladores.
La mejor manera de escuchar la ejecución del Angelis Custodiant, es en las azoteas del centro, pero no tan cercanas a un campanario. En su defecto, se recomienda a las personas caminar entre las calles de la ciudad para poder escuchar a los distintos campanarios participantes.
También existe un zoológico llamado africam en donde se puede apreciar la vida de diversas especies salvajes en un hábitat al aire libre.

### Pueblos Mágicos
En 2002 Cuetzalan fue nombrado Pueblo mágico, 9 años después en 2011, Zacatlán de las Manzanas y Pahuatlán obtuvo el mismo reconocimiento, promoviendo así este tipo de turismo en el estado, Zacatlán y Pahuatlán son el Segundo y tercer municipio en el Estado en formar parte del programa Pueblos mágicos de la SECTUR. En 2012 se incluyeron en la lista a Chignahuapan, San Andrés Cholula y Tlatlauquitepec y después a Atlixco y Xicotepec. En total el estado de Puebla cuenta con 9 Pueblos Mágicos, que han ayudado a impulsar el turismo. Desde 2018 el Programa de Pueblos Mágicos está en peligro debido a las reformas y cambios que impulsa el presidente de México, Andrés Manuel López Obrador.

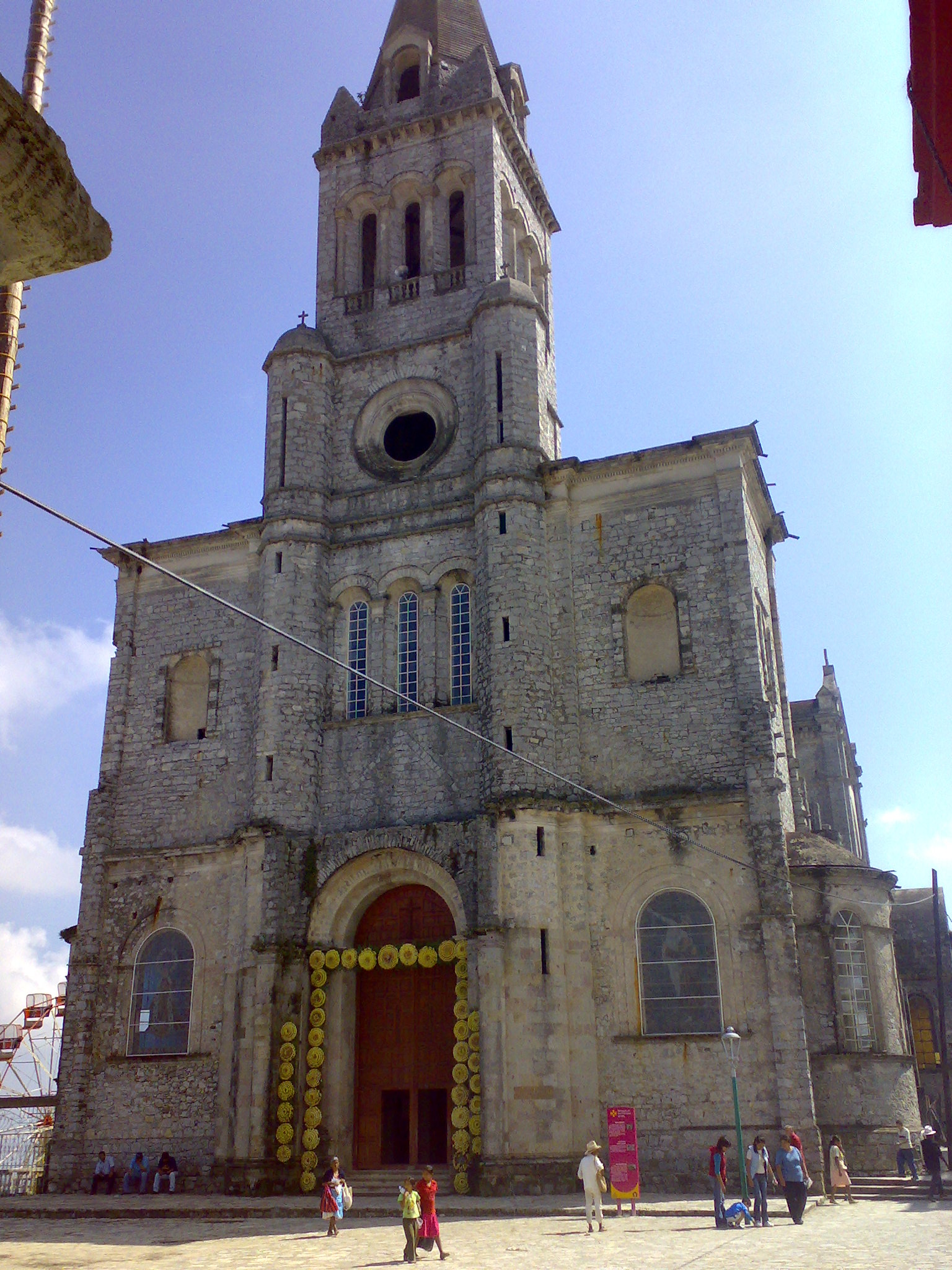
Cuetzalan del Progreso
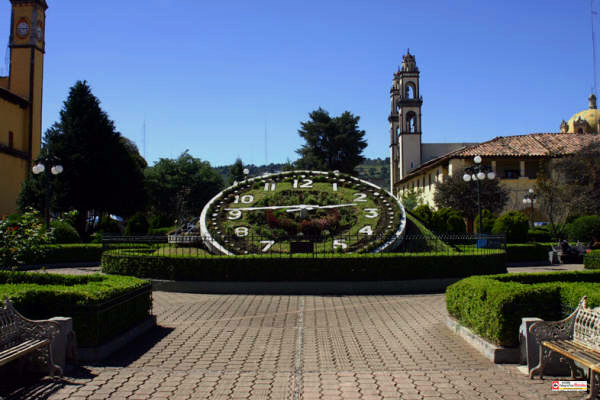
Zacatlán de las manzanas
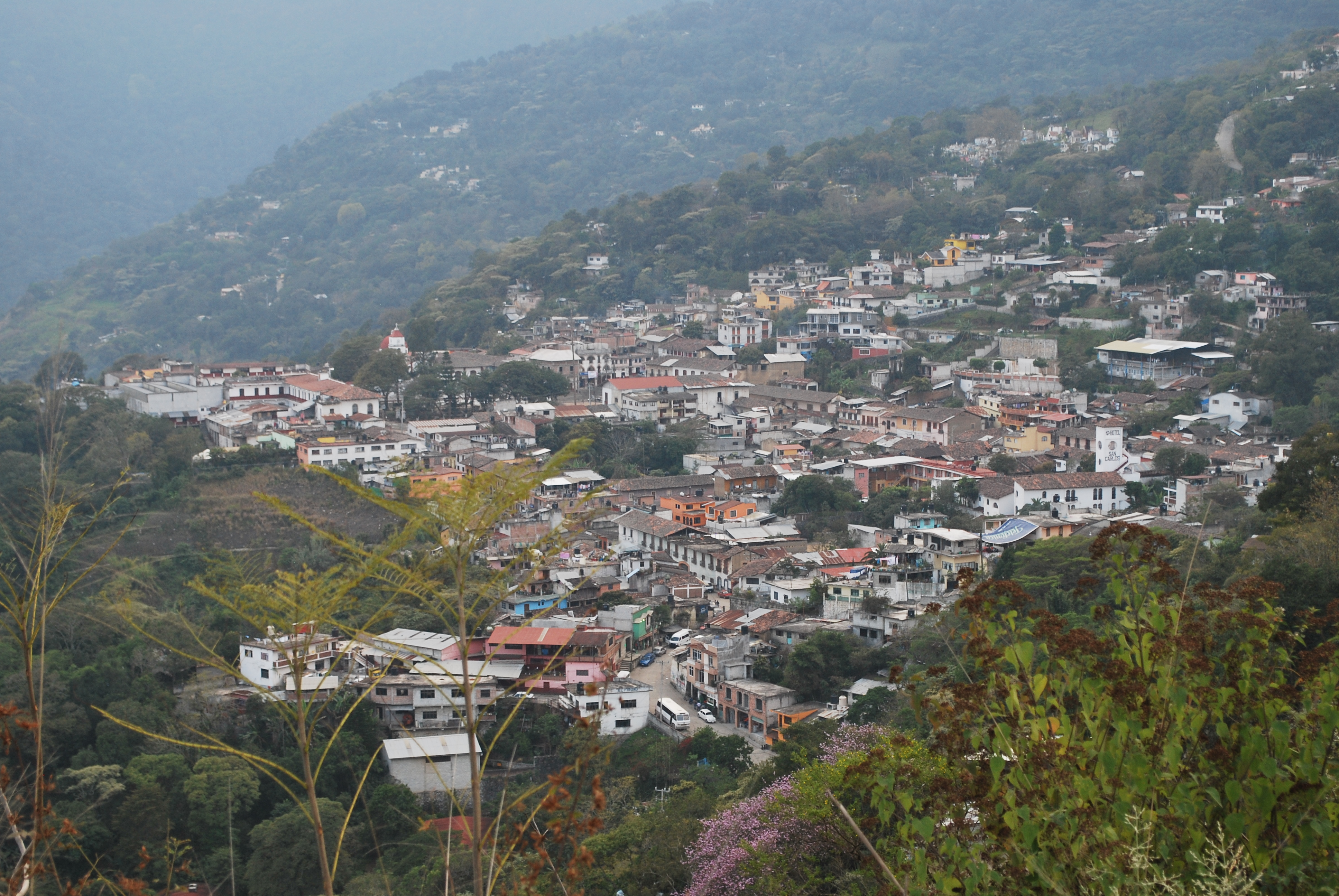
Pahuatlán
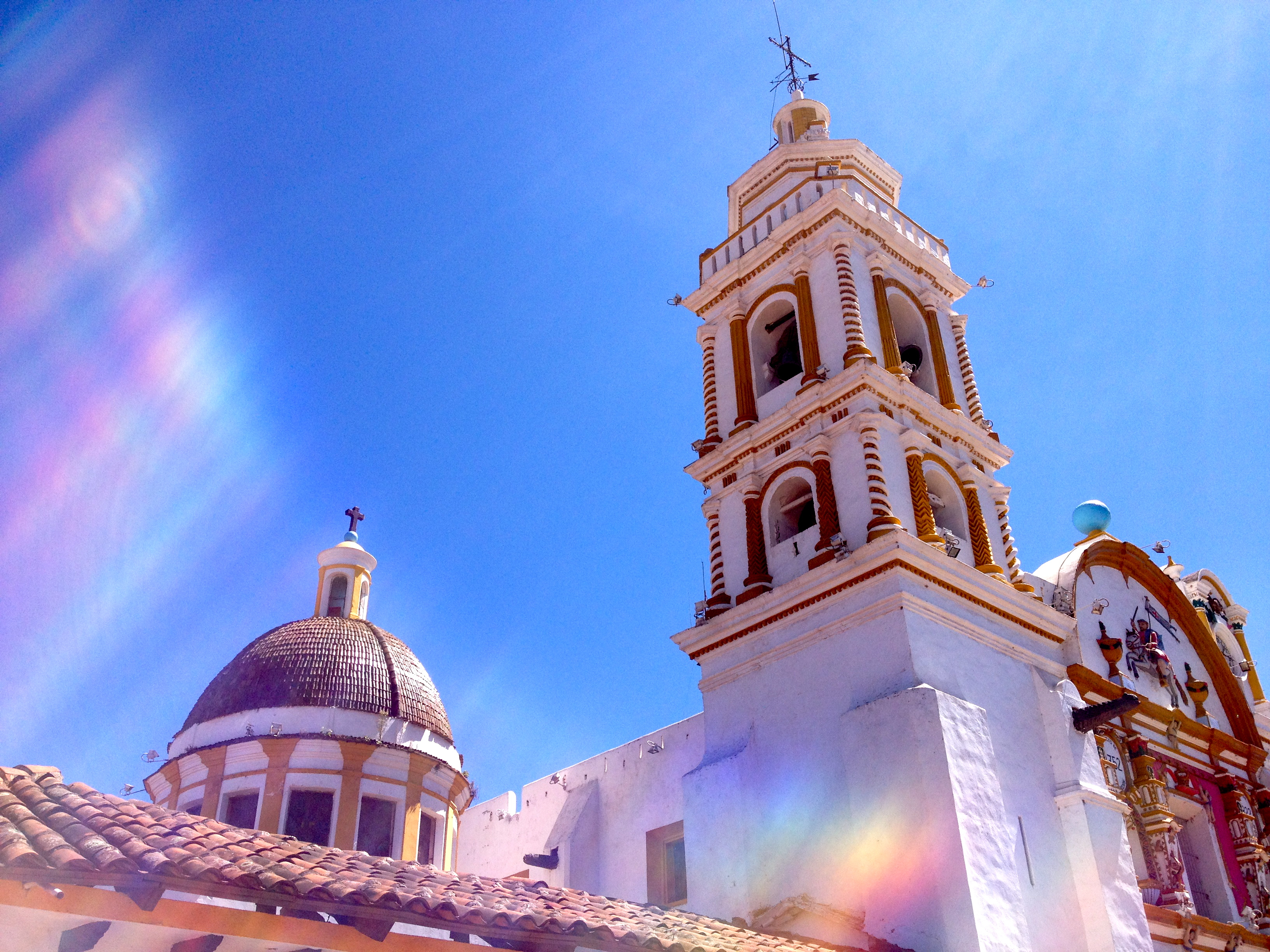
Chignahuapan
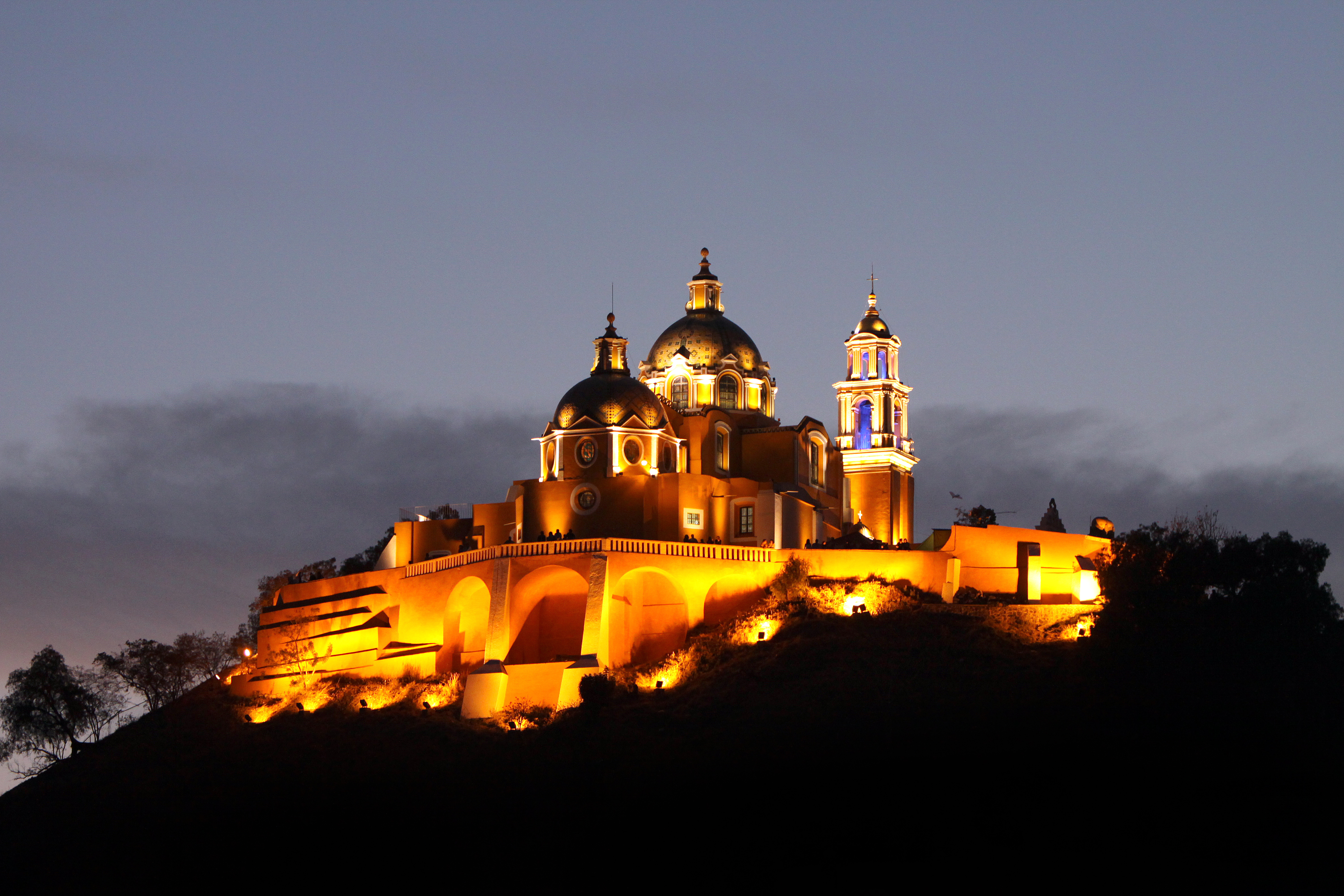
Cholula
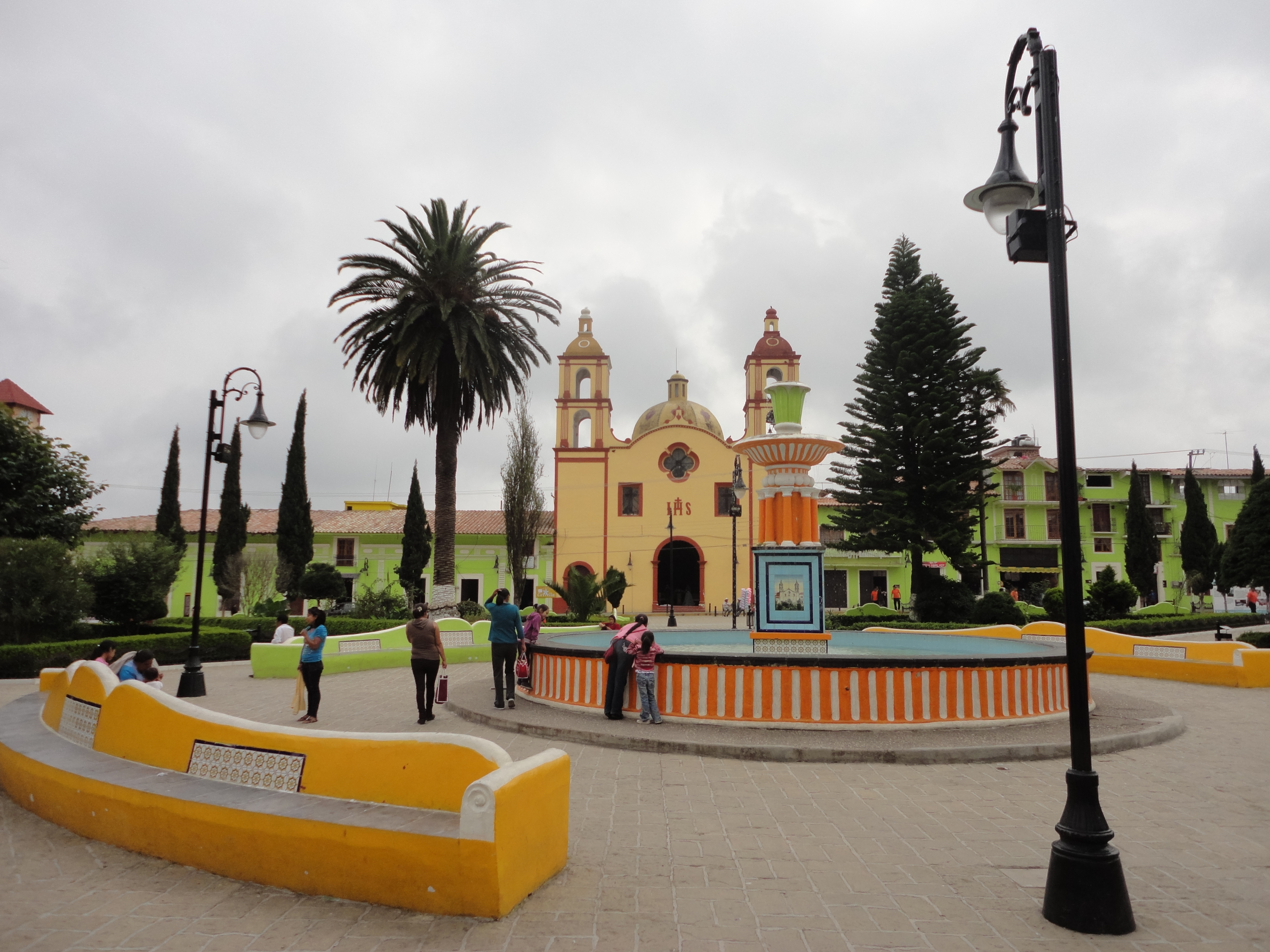
Tlatlauquitepec
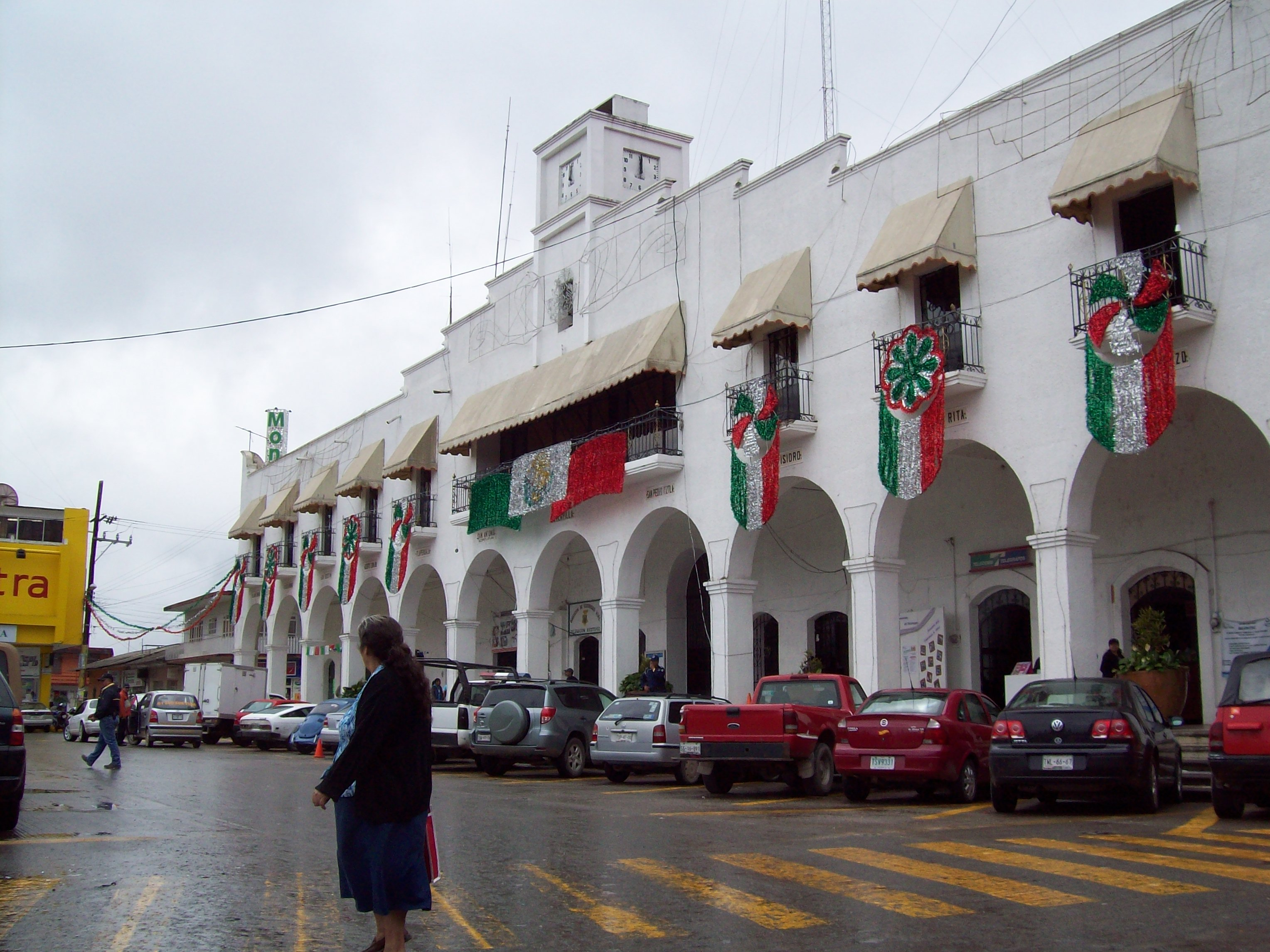
Xicotepec de Juárez

### Otros sitios de interés

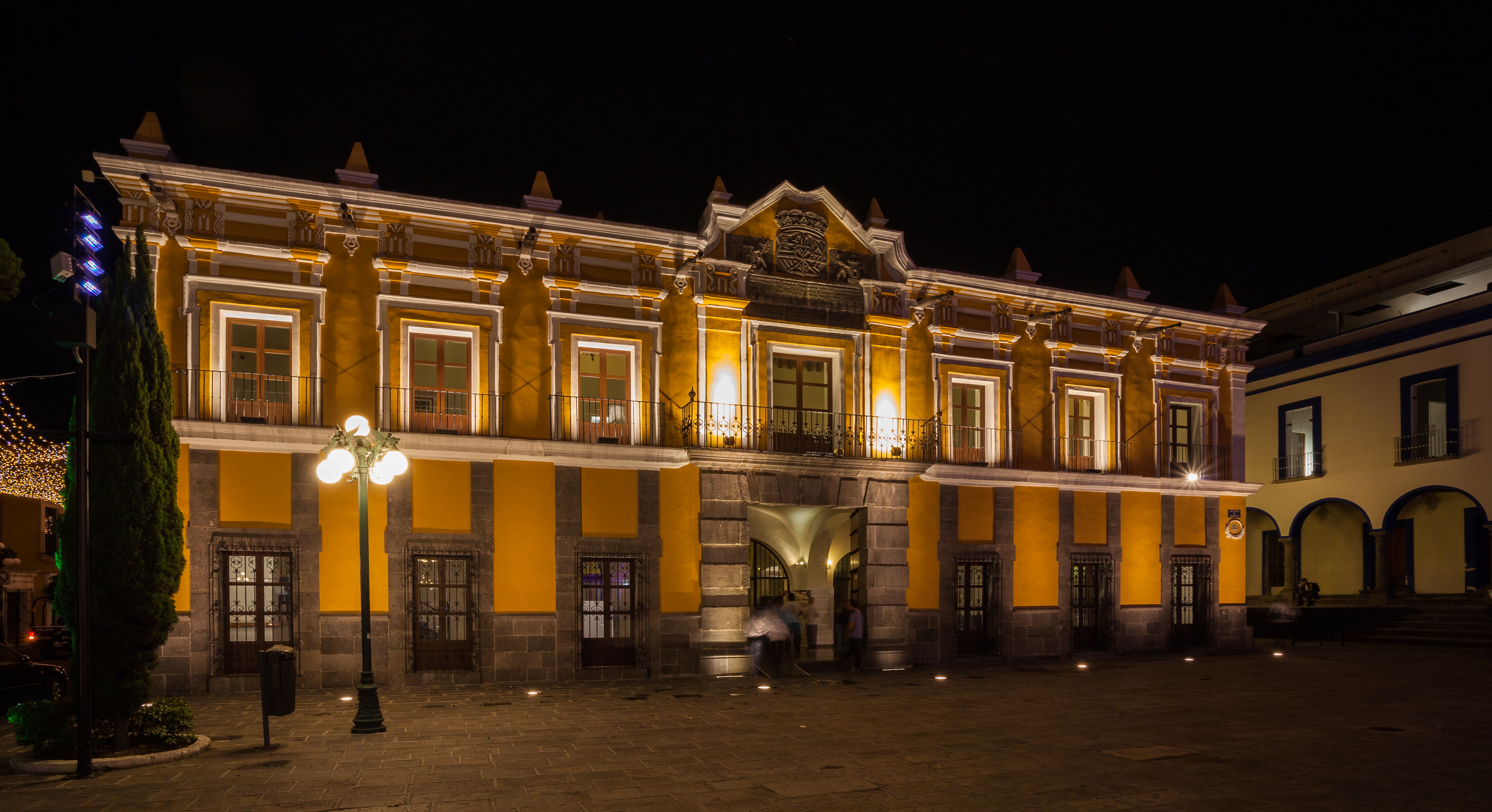
Vista nocturna de la fachada del Teatro Principal.

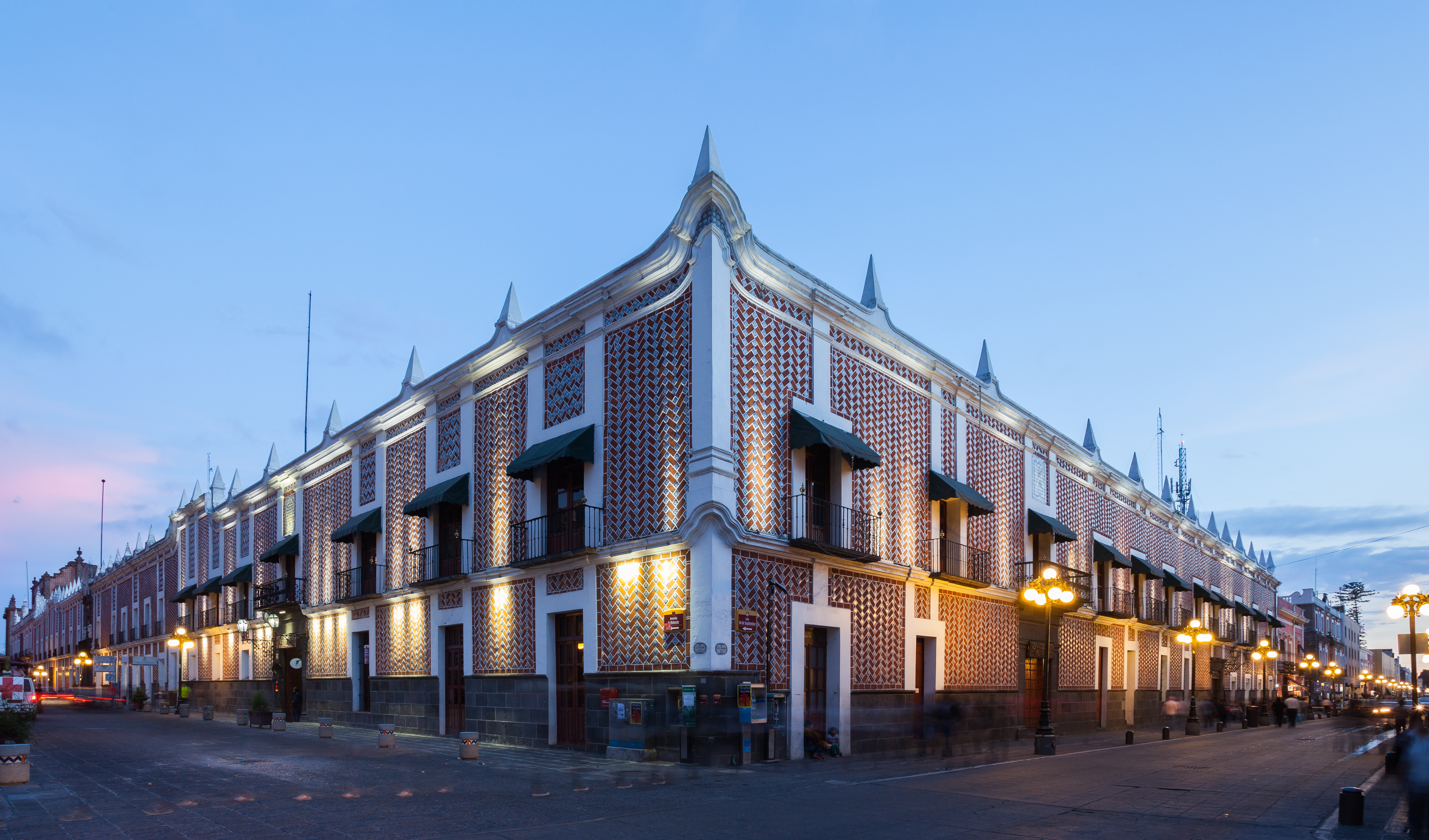
Oficina postal

Otros atractivos turísticos importantes del estado son:
- Museo Amparo, Museo José Luis Bello y González, antiguo convento de Santa Rosa, Museo de la Revolución, Museo Nacional de los Ferrocarriles Mexicanos, La Concordia y el Patio de Azulejos, Fuertes de Loreto y Guadalupe, Catedral, biblioteca Palafoxiana, Teatro Principal, Mercado de Artesanías El Parián, Mercado de Sabores, Casa de Alfeñique, Museo y Pinacoteca José Luis Bello y Zetina, Planetario de Puebla y el Zoológico y parque Africam Safari, Museo Universitario Casa de los Muñecos, en la capital del estado.

- Valle de Piedras Encimadas, en Zacatlán.
- Cola de Caballo, en Zacapoaxtla.
- Convento Franciscano, en Tecamachalco.
- Grutas Karmidas, en Zapotitlán de Méndez.Fachada del Servicio Postal Mexicano.

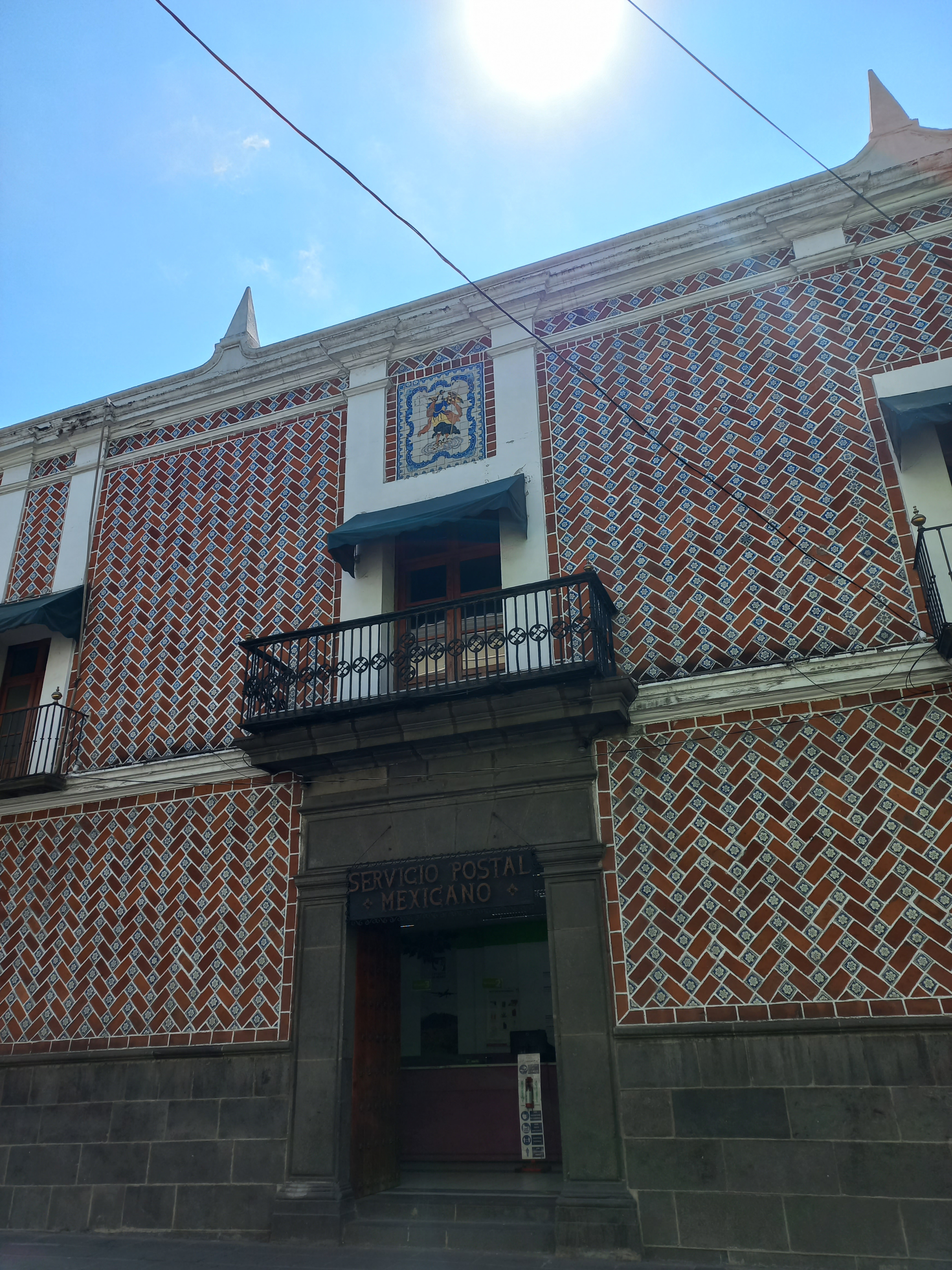
Fachada del Servicio Postal Mexicano

- Iglesia de San Francisco y Museo Regional de Cuetzalan, en Cuetzalan.
- Iglesia de San Francisco y Museo Colonial en Huejotzingo.
- Convento de San Francisco, plaza Principal, Museo de Casa de Cultura y zona arqueológica de Cholula, en San Pedro Cholula.
- Iglesia de la Purísima Concepción, elaboración y venta de esferas, en Chignahuapan.
- Iglesia de Santa María Tonantzintla y la iglesia de San Francisco Acatepec, en el municipio de San Andrés Cholula.
- Convento Franciscano de Calpan.
- Los Reyes Metzontla, comunidad popoloca alfarera, en el municipio de Zapotitlán.
- Pahutlán, municipio de la Sierra Norte de Puebla, que en 2012 ha sido declarado el tercer Pueblo Mágico del Estado.
- Santiago Xalitzintla, la comunidad más cercana al volcán Popocatépetl, al cual se venera y se le llama, popularmente, Don Gregorio o Don Goyo. Durante el mes de marzo llevan una ofrenda hasta sus faldas con la finalidad de solicitarle lluvia.